# Rzeszów

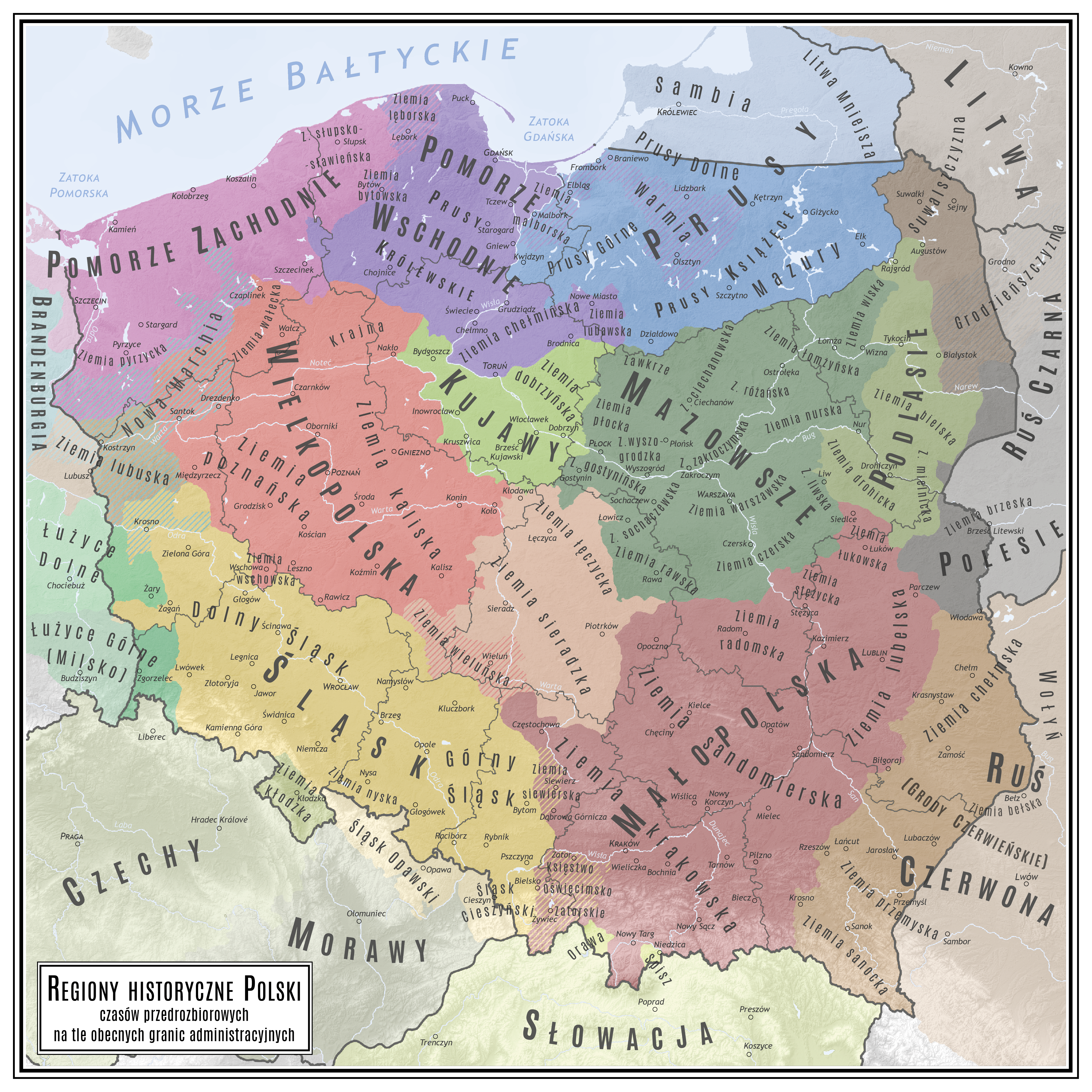
Rzeszów, Ruś Czerwona (Grody Czerwieńskie) i inne krainy historyczne Polski na tle współczesnych granic administracyjnych

Rzeszów – miasto na prawach powiatu w południowo-wschodniej Polsce, stolica województwa podkarpackiego i ośrodek aglomeracji rzeszowskiej. Według najnowszych danych GUS 31 grudnia 2024 r. Rzeszów zamieszkiwało 198 317 osób, co czyni go 14. miastem Polski pod względem liczby ludności.

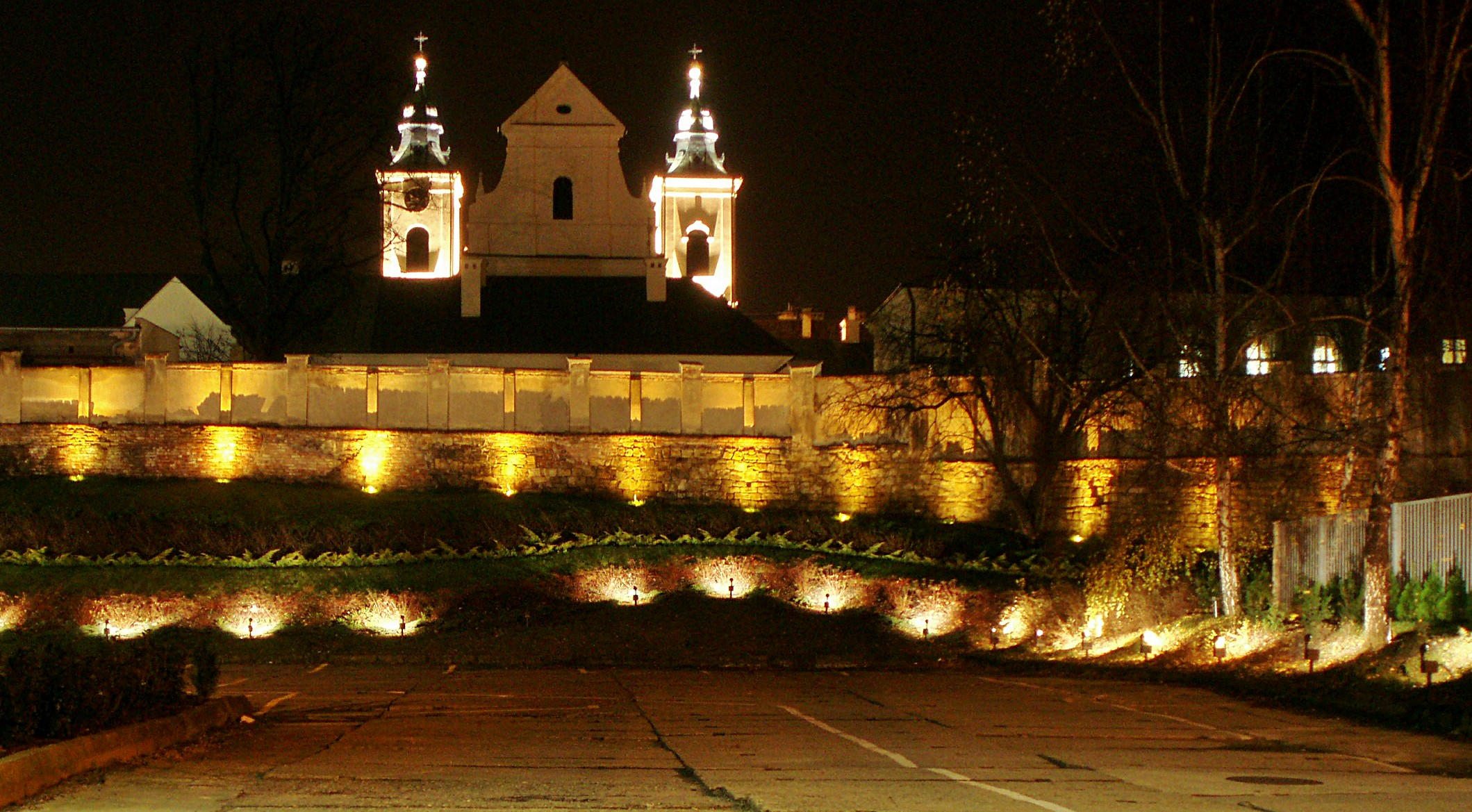
Kościół Świętego Krzyża wraz zabudową konwentu popijarskiego, w którym mieści się siedziba Muzeum Okręgowego oraz I Liceum Ogólnokształcące im. ks. Stanisława Konarskiego (widok od strony murów miejskich)

W mieście znajdują się dwie duże uczelnie państwowe – Uniwersytet Rzeszowski (15 wydziałów) i Politechnika Rzeszowska (7 wydziałów) oraz kilka niepublicznych, w tym: WSPiA Rzeszowska Szkoła Wyższa, Wyższa Szkoła Informatyki i Zarządzania, Wyższa Szkoła Inżynieryjno-Ekonomiczna (w likwidacji), Collegium Humanum - filia w Rzeszowie oraz Wyższe Seminarium Duchowne.
Do infrastruktury Rzeszowa należy międzynarodowy port lotniczy w Jasionce. W jego bezpośrednim sąsiedztwie zlokalizowany jest Podkarpacki Park Naukowo-Technologiczny Aeropolis, skupiający przemysł wysokiej technologii oraz centrum logistyczne NATO, obsługujące zachodnie dostawy broni dla Ukrainy. Na północnych obrzeżach miasta działa również specjalna strefa ekonomiczna pod nazwą Park Naukowo-Technologiczny Rzeszów-Dworzysko, utworzona z inicjatywy powiatu rzeszowskiego.
W mieście działa pięć konsulatów honorowych: Czech, Niemiec, Słowacji, Węgier i Ukrainy. Rzeszów jest członkiem Unii Metropolii Polskich oraz Stowarzyszenia Eurocities zrzeszającego miasta europejskie.
Rzeszów otrzymał status miasta na prawie magdeburskim z nadania króla Kazimierza Wielkiego 19 stycznia 1354. Od tego czasu był Rzeszów formalnie do 1845 miastem prywatnym i rezydencją magnacką. Pierwszym właścicielem miasta był rycerz Jan Pakosławic ze Strożysk, którego wspomniany przywilej Kazimierza Wielkiego upoważnił do nowej lokacji przestrzennej na południe od pierwotnej osady (dziś os. Staromieście). W 1633 Rzeszów uzyskał prawo składu. Miasto leżało pierwotnie na zachodnich rubieżach Rusi Czerwonej, przyłączonej do Polski w rezultacie wypraw Kazimierza Wielkiego, zaś administracyjnie w okresie staropolskim na obszarze ziemi przemyskiej województwa ruskiego, blisko granic z ziemią sanocką i z województwem sandomierskim. Było częścią powiatu przeworskiego. Po I rozbiorze Polski w 1772 Rzeszów wszedł w skład monarchii austriackiej, a w 1782 został stolicą cyrkułu (początkowo na krótko – pilźnieńskiego, a następnie rzeszowskiego). Od 1869 Rzeszów funkcjonował w obrębie autonomicznej Galicji. Po odzyskaniu niepodległości w 1918 znalazł się w województwie lwowskim. Po zajęciu przez wojska sowieckie w 1944 Rzeszów został desygnowany na siedzibę władz wojewódzkich; od roku 1945 do 1998 był stolicą województwa rzeszowskiego, a od 1 stycznia 1999 jest stolicą województwa podkarpackiego.

## Położenie
Rzeszów leży na pograniczu dwóch makroregionów fizycznogeograficznych: Kotliny Sandomierskiej i Pogórza Środkowobeskidzkiego. Zgodnie z bardziej szczegółowym podziałem na mezoregiony według Kondrackiego główna część miasta znajduje się na Podgórzu Rzeszowskim, północny kraniec w Pradolinie Podkarpackiej, a obszary południowe na Pogórzu Dynowskim.
Rzeszów przecina płynąca w kierunku północnym i północno-wschodnim rzeka Wisłok. Ścisłe centrum miasta ułożone jest na rędzinie. Bezpośrednie sąsiedztwo rzeki bywało zjawiskiem niekorzystnym do momentu regulacji w początkach XIX w. z uwagi na znaczne zmiany w biegu jej koryta (w obrębie tzw. tarasu łęgowego). Taki stan rzeczy opisuje w 1903 roku Wilhelm Friedberg. Według jego ustaleń dawne miasto otoczone było licznymi bagnami, do których po stronie zachodniej należał osuszony później Żabnik. Podobnej charakterystyki dokonał A. Kamiński, który opisuje XVI-wieczne miasto jako „pagórek położony wśród mokradeł i bagien, w kotlinie, którą wypełnia niska terasa na lewym brzegu Wisłoka, pochodzenia dyluwialnego”, przy czym niektóre mokradła tworzone były sztucznie w celu poprawy obronności grodu.
Miasto rozciąga się na wysokości mieszczącej się w przedziale od 197 m n.p.m. (Staromieście) do 384 m n.p.m. (Matysówka/Zalesie). Krzyżują się tu szlaki komunikacyjne (Drezno–Kijów oraz Białystok–Koszyce). Dystans dzielący miasto Rzeszów od granic ze Słowacją i Ukrainą wynosi około 90 km.

## Warunki naturalne

### Geologia

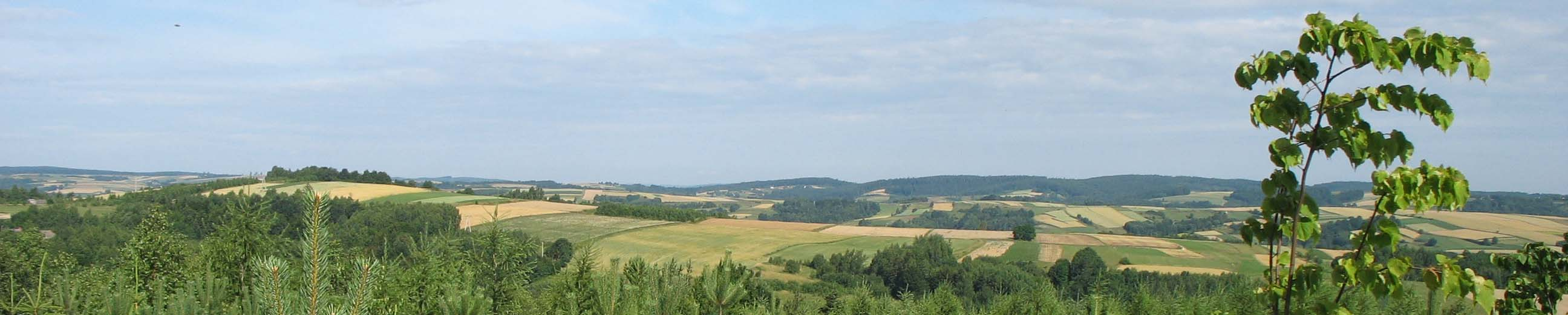
Podgórze Rzeszowskie w okolicach miasta

Miasto ulokowane jest na styku dwóch jednostek tektonicznych. Południowa część leży na terenie płaszczowiny skolskiej, natomiast północna na zapadlisku przedkarpackim. W rejonie Rzeszowa próg Karpat jest wyraźnie obniżony, co powoduje, że najmłodsze utwory geologiczne zapadliska „wkroczyły już w tereny górskie, tworząc tzw. zatokę rzeszowską. Rozgraniczenie obu jednostek przebiega wzdłuż linii Wielopole – Iwierzyce – Zalesie – Markowa”. Na terenie środkowej części województwa przebieg tej granicy wyznaczają antykliny: Brzezna, Babic, Wielopolski, Kąkolówki i Czerwonek. Najstarsze utwory skalne pochodzą z kredy górnej, należą do nich głównie bakulitowe margle – między Rzeszowem i Przemyślem, zlepieńce i czarne iły (na południe od Rzeszowa i Dębicy) oraz charakterystyczne wapniste piaskowce. W okolicy Rzeszowa ostatnia warstwa pochodzi z młodszego wieku mioceńskiego, co tłumaczy powstanie charakterystycznej „wyspy fliszowej” między Bzianką a Będziemyślem, nazwanej przez Henryka Świdzińskiego „półwyspem Trzciany”.
W powiecie rzeszowskim występują złoża gazo- i roponośne, w szczególności w regionie Podgórza (zapadlisko przedkarpackie). Na południe od Rzeszowa w przyległych do miasta gminach Boguchwała i Błażowa znajdują się złoża łupków menilitowych, które ze względu na własności mechaniczne służą za dobrej jakości surowiec budowlany. Na południowy zachód od Rzeszowa w rejonie Lubeni występują z kolei gipsy krystaliczne i laminowane wieku mioceńskiego.
Region rzeszowski pod względem geomorfologicznym obejmuje tereny Pogórza Karpackiego i Kotliny Sandomierskiej, obie są oddzielone obniżeniem terenu o charakterze dolinnym – Rynnę Podkarpacką. Na północ od rynny występuje Płaskowyż Kolbuszowski, a na południe, rozciągające się z grubsza równoleżnikowo Podgórze Rzeszowskie, które następnie przechodzi w Pogórze Dynowskie.
Taka rzeźba terenu spowodowała, że niektóre tereny pagórkowate i górzyste narażone są na osuwanie (zwłaszcza w gminach Błażowa i Chmielnik Rzeszowski). Przykładem osuwiska w pobliżu miasta jest Borek Stary, gdzie na skarpie znajduje się barokowy klasztor dominikanów (prace zabezpieczające budynek przeprowadzono w latach 2005–2006).
W 1969 i 1982 przeprowadzono pierwsze odwierty sondażowe, mające na celu sprawdzenie jakości wód mineralnych na terenie miasta. Badania ponowiono w 2007. Na ich podstawie PZH w Poznaniu zakwalifikował źródła jako chlorkowo-sodowe, jodkowe oraz solankowe. Dodatkowo potwierdził, że są one zdatne do używania jako wody lecznicze. Ich złoża są eksploatowane w Zakładzie Wodolecznictwa Szpitala Miejskiego w Rzeszowie. Zdrój zlokalizowany jest w dzielnicy Staromieście. Dodatkowo prowadzone są badania nad zasobami wód geotermalnych.

### Klimat
Wedle podziału zaprezentowanego przez Eugeniusza Romera północna część obszaru wokół Rzeszowa zaliczana jest do klimatu podgórskich nizin i kotlin, część południowa zaś do klimatu górskiego. Z kolei podział E. Michna nazywa ten rejon jednostką mezotermiczną Kotliny Sandomierskiej i Pogórza Dynowskiego. Jednym z głównych czynników kształtujących klimat w rejonie środkowego Podkarpacia są polarno-morskie masy powietrza (ok. 63%), których maksimum napływu przypada na lipiec. Około 32% mas powietrza zaliczana jest do grupy polarno-kontynentalnej, natomiast 5% stanowią pozostałe masy powietrza. Średnia temperatura roczna dla Rzeszowa to 8,9 °C Najwyższe średnie temperatury w skali roku przypadają na lipiec (19,6 °C), a najniższe na styczeń (−2,1 °C). Przeważają wiatry zachodnie i północno-zachodnie, wiatry wschodnie to około 13% ogółu i występują przede wszystkim w zimie.
| Miesiąc                          | Sty  | Lut  | Mar  | Kwi  | Maj | Cze  | Lip  | Sie  | Wrz  | Paź  | Lis  | Gru  | Roczna |
| -------------------------------- | ---- | ---- | ---- | ---- | --- | ---- | ---- | ---- | ---- | ---- | ---- | ---- | ------ |
| Średnie temperatury w dzień [°C] | 0    | 2    | 7    | 14   | 20  | 22   | 24   | 24   | 19   | 13   | 6    | 2    | 13     |
| Średnie temperatury w nocy [°C]  | -4   | -4   | -1   | 3    | 8   | 12   | 13   | 13   | 9    | 5    | 0    | -2   | 4      |
| Opady [mm]                       | 20.3 | 15.2 | 22.9 | 40.6 | 66  | 71.1 | 86.4 | 38.1 | 38.1 | 43.2 | 22.9 | 40.6 | 508    |
| Źródło: MSN Weather 15.12.2008   |      |      |      |      |     |      |      |      |      |      |      |      |        |

### Przyroda Rzeszowa

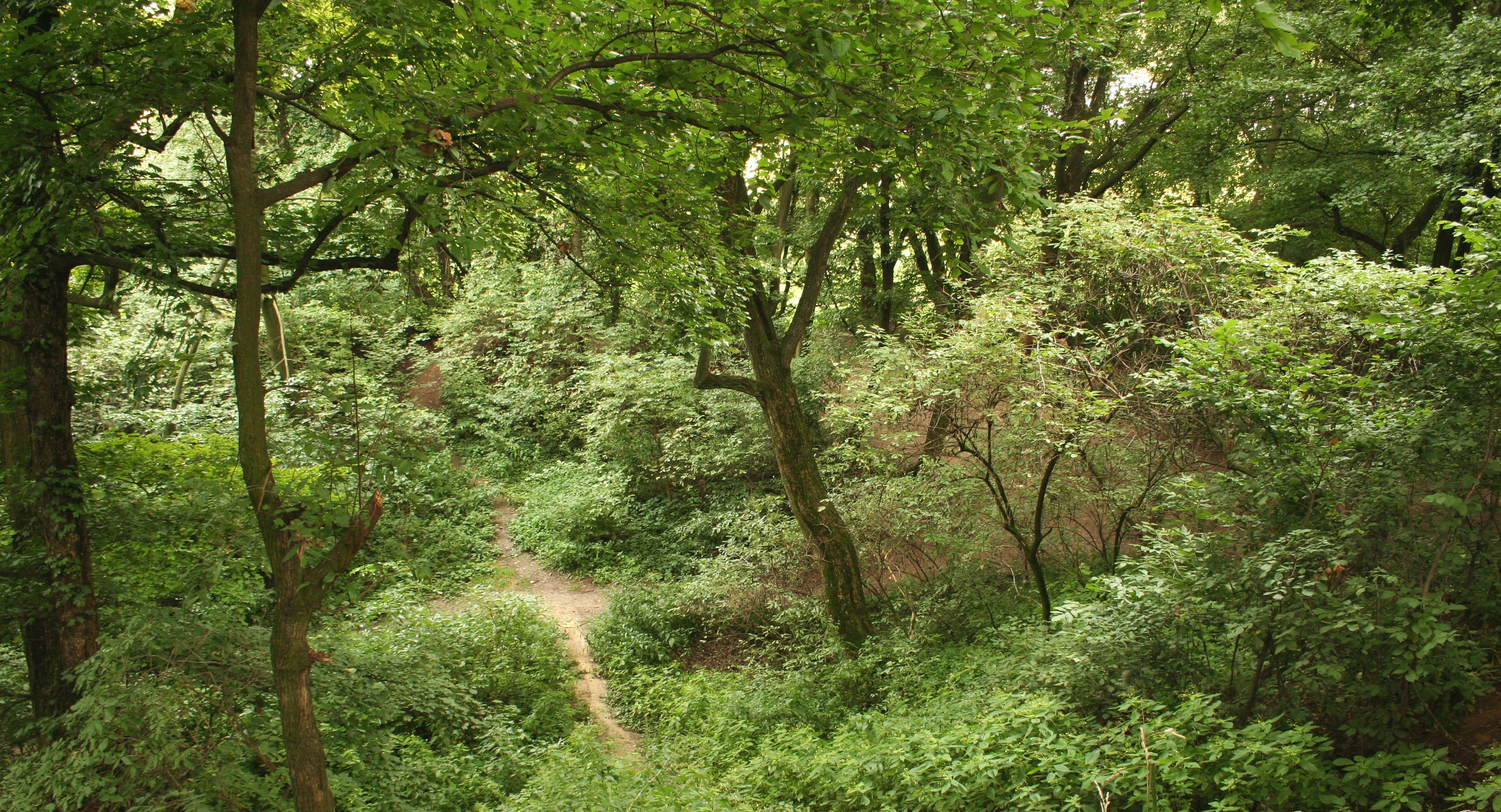
Rezerwat przyrody „Lisia Góra”

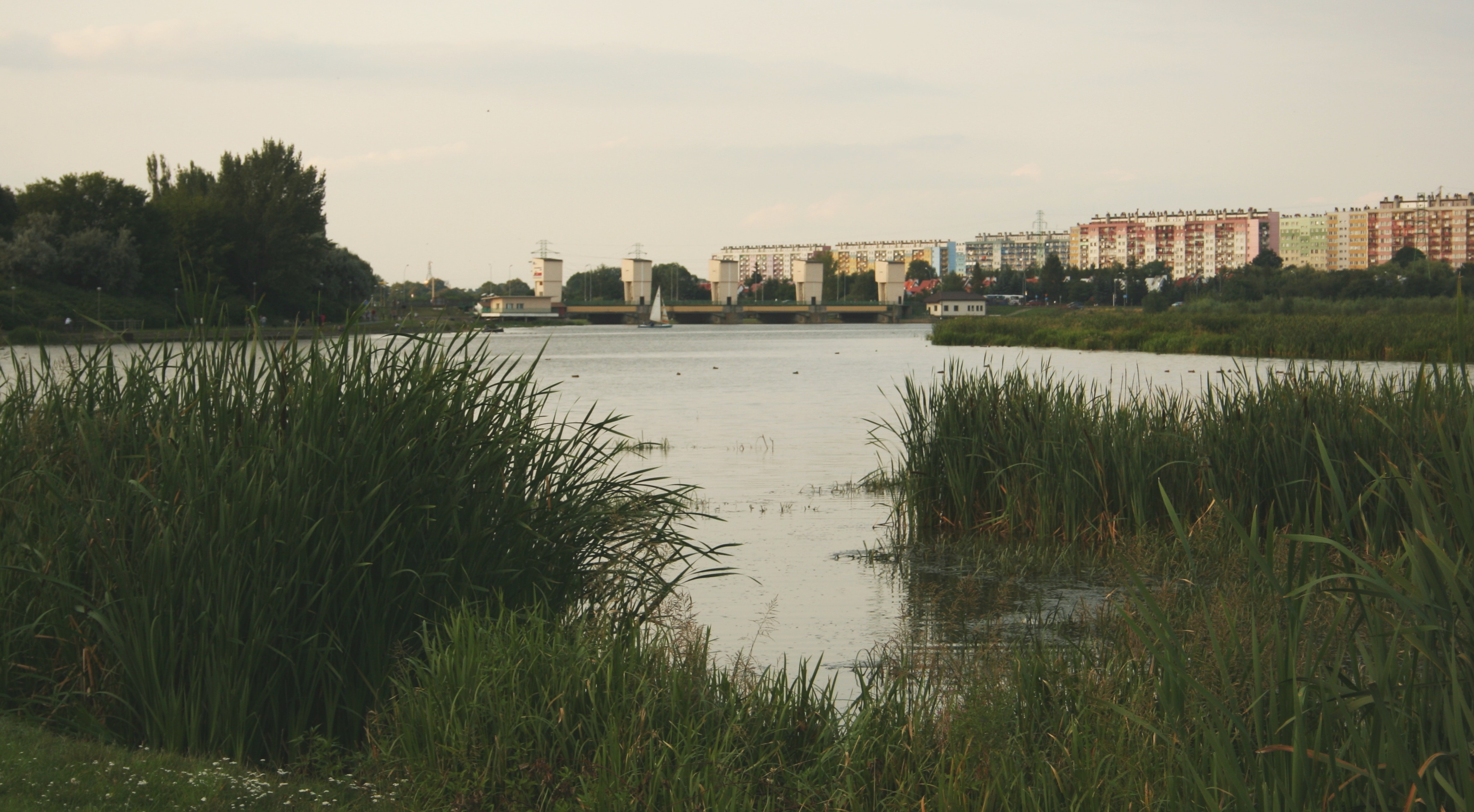
Zbiornik Rzeszowski w tle most Karpacki (jaz) i zabudowania osiedla Nowe Miasto

W obrębie miasta Rzeszowa znajduje się rezerwat przyrody Lisia Góra, który jest położony nad sztucznie utworzonym w 1973 Zbiornikiem Rzeszowskim. Początkowo zbiornik ten miał pełnić funkcję rekreacyjną oraz retencyjną. Zbiornik jest wydłużony (południkowo), a jego powierzchnia wynosi około 65 ha. Wskutek sukcesywnego nanoszenia mułu z górnego Wisłoka na terenie zbiornika powstały liczne wysepki i płycizny, które w znacznym stopniu ograniczyły jego możliwości retencyjne, jak również rekreacyjne. Od wielu lat podejmowano w tym zakresie stosowne działania i odmulanie rzeszowskiego zbiornika zostało z sukcesem zakwalifikowane do ochrony przeciwpowodziowej dorzecza górnej Wisły.
Odmulanie zalewu ma na celu przywrócenie jego pierwotnych funkcji. Jest to szczególnie ważne z punktu widzenia ewentualnych nagłych przyborów wód i zminimalizowania negatywnych skutków, mogących wystąpić po długich i intensywnych opadach. W marcu 2017, po wielu latach negocjacji, Ministerstwo Środowiska zapowiedziało rozpoczęcie prac przy jego odmulaniu w roku 2018. Ostatecznie prace rozpoczęto w październiku 2019 r. po wcześniejszym przeniesieniu roślinności prawnie chronionej. Prace podzielono na etapy ze względu na spory rozmiar prac oraz, dlatego że część zbiornika znajduje się na obszarze chronionym. Prace mają zakończyć się do końca 2022 roku.
Zbiornik Rzeszowski objęty jest częściowo obszarem chronionym „Natura 2000”. Obfituje on w: pałkę szeroko- i wąskolistną, trzcinę, mannę mielec, skrzyp bagienny, kosaciec żółty, szczaw lancetowaty. W wodzie i na jej powierzchni rosną również żabieniec, rzęsa wodna, moczarka kanadyjska, rogatek, rdestnica pływająca, grążele żółte, grzybienie białe. Na brzegach dochodzi do sukcesji łęgu – występują wierzby, topole, olchy, jesiony. Bogata jest również fauna (chrząszcze żółtobrzeżki, czy pająki topiki, ślimaki wodne – błotniarki; 28 gatunków ryb, np.: lin, sum, amur, karp oraz płoć, karaś, leszcz, liczne płazy: kumaki nizinne, żaby wodne i jeziorkowe, traszki zwyczajne i grzebieniaste). Zbiornik jest miejscem godów i rozrodu żab: trawnej i moczarowej, ropuch: szarej i zielonej. Wśród przedstawicieli gadów można tam znaleźć prowadzącego ziemno-wodny tryb życia zaskrońca, a na brzegach również jaszczurki: zwinkę i żyworodną. Wśród ssaków popularny jest lis.
W mieście znajduje się również Ścieżka Przyrodnicza im. Władysława Szafera. Składa się ona z dziewięciu przystanków (Stary Cmentarz – Olszynki – Park Kultury i Wypoczynku – Zapora – Niżej Zespołu Szkół Elektronicznych – Ujęcie wody dla WSK – Lisia Góra – Skarpa Lessowa – Przeprawa na wyspę) na długości ok. 6 km wzdłuż Wisłoka. Rozpoczyna się w centrum miasta na Starym Cmentarzu przy ul. Targowej. Można tam spotkać 230 gatunków ptaków (np.: kaczka krzyżówka, łabędź niemy, mewa śmieszka, gawron), nietoperze, łasice, jeża europejskiego i wiewiórki pospolitej. Na przystanku Lisia Góra można spotkać sarny europejskie i zające szaraki, jaszczurkę zwinkę, ropuchy: szarą, zieloną i chronionego chrząszcza kozioroga dębosza. Bogaty drzewostan, częściowo zasadzony przez człowieka (na ścisłym terenie miasta), a częściowo zachowany pierwotny obszar puszczy sandomierskiej. Liczne okazy orzecha czarnego, topoli: białej, czarnej, chińskiej, włoskiej oraz wiązu szypułkowego, dębu szypułkowego, graby wierzby płaczącą i mandżurską, liczne krzewy: irgi, ligustru, berberysu i derenia, bluszczu. Liczne organizmy pionierskie świadczące o czystości środowiska. Osobliwością ścieżki jest lessowa skarpa, której wysokość względna wynosi 30 m.

### Hydrologia
Ze względu na zróżnicowaną budowę geologiczną, odmienną względem ogółu województwa podkarpackiego również stosunki wodne mają inny charakter. Sieć rzeczna nie jest gęsta, natomiast dużą zmienność wykazują głębokość i zasobność wód gruntowych. Na terenie miasta do wód powierzchniowych płynących zaliczamy:

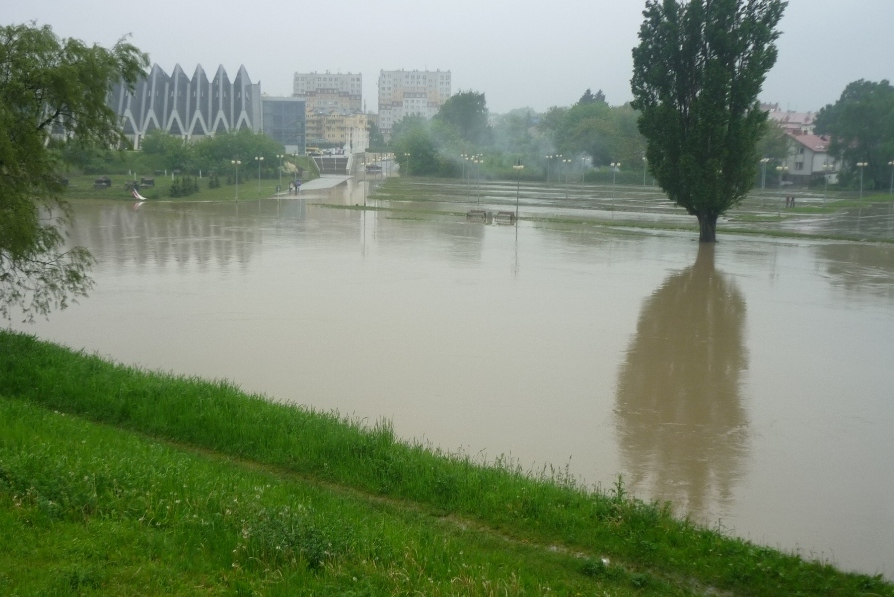
Wisłok w czasie wysokiego stanu w maju 2010 roku

- Wisłok – największa zlewnia w województwie podkarpackim. Przecina miasto na dwie części (wschodnią i zachodnią). Na przełomie XIX i XX wieków uregulowana, ponowne prace poczyniono w latach powojennych. Nad rzeką widoczne tarasy, wzdłuż, których rozciągają się tarasy lessowe (Lenartowicza – Hetmańska – Staszica – Dąbrowskiego, a także częściowo Chopina). Tereny, starego XVII-wiecznego Wisłoczyska sięgają po klasztor pijarski, gdzie w latach 60. XX w. wybudowano bloki mieszkalne i dwa 10-piętrowe biurowce (m.in. Elektromontaż). Do 1962 na terenie miasta z dna rzeki wydobywano piasek i żwir[31].
- Stary Wisłok (Wisłoczysko) – przetrwało w północno-wschodniej części miasta w postaci niewielkich potoków/kanałów, które łączą się w jeden i są prawobrzeżnym dopływem Wisłoka. Ostatnie prace konserwacyjne potoku wykonano w 2009 (odmulanie, usypanie skarp)[32].
- Strug – rzeka w województwie podkarpackim o długości około 35 km. Jej średnia szerokość wynosi od 3 do 5 m, przy głębokości nie przekraczającej 3 m. Do miasta wpływa od strony południowej przez Drabiniankę i Białą. Jest prawobrzeżnym dopływem Wisłoka.
- Mikośka – potok znajdujący się na terenie Rzeszowa, stanowiący niegdyś pierwszy system miejskiej kanalizacji w Rzeszowie, sukcesywnie obudowywany (przykrywany) kanałem od końca XIX wieku do lat powojennych. Na przeważającej długości śródmieścia biegnie pod ulicami, stanowiąc jeden z głównych kolektorów kanalizacji burzowej miasta. Wedle Marka Czarnoty i innych historyków miasta (Kotula, Malczewski) na terenie miasta ponoć istnieją (jako skanalizowane) dwa potoki o tej samej nazwie[33], łączą się one w jeden i wpadają do Wisłoka. Mikośki, swoje źródła mają w dzielnicy Staroniwa (Mikośka I) i w ścisłym centrum miasta (Mikośka II), łączą się niedaleko źródła tej drugiej.
- Przyrwa – rzeczka biegnąca od Bzianki przez Przybyszówkę Baranówkę i Staromieście, wzdłuż ulic Dębickiej, alei Wyzwolenia i gen. Maczka. Wpada do Wisłoka w rejonie mostu załęskiego, jako lewobrzeżny dopływ. W przeszłości miała ona duże znaczenie strategiczne, w widłach jej i Wisłoka lokowany był pierwszy gród.
- Młynówka – potok we wschodniej części miasta (Słocina i Mieszka I).
- Czekaj – potok we wschodniej części miasta (Zalesie, Paderewskiego i Mieszka I – wzdłuż niego na sporym odcinku biegła przed wojną granica miasta).
- Hermanówka – potok w dzielnicy Budziwój
- Krzypopa – niewielki potok w rejonie Staromieścia
- Paryja – niewielki potok w południowo-zachodniej części miasta. Ślady osadnictwa w rejonie obniżenia Paryi sięgają wczesnego neolitu (KCWR). W jej obniżeniu powstało również osiedle Zwięczyca.
- Rudka – potok przepływający przez osiedla Zawiszy Czarnego, Dąbrowskiego, Piastów i Grota Roweckiego
- Lubcza – rzeka uchodząca do Wisłoka na terenie Osiedla Zwięczyca

### Parki i tereny leśne
- Park Kultury i Wypoczynku z Olszynkami (wzdłuż lewostronnego brzegu Wisłoka)
Ulokowany w terenie zalewowym między Mostem Lwowskim a Mostem Karpackim jest największym rzeszowskim parkiem. Stanowi również naturalne zabezpieczenie dla miasta w razie powodzi. Główne założenie architektoniczne parku zostało stworzone w latach 70. XX w. w czasie, gdy w okolicy na lewym brzegu rzeki powstawały duże osiedla mieszkaniowe wzdłuż ulic Hetmańskiej i Dąbrowskiego. W parku zlokalizowana jest mała estrada koncertowa, na której organizowane są latem imprezy plenerowe. Od południa łączy się z rezerwatem przyrody „Lisia Góra”.

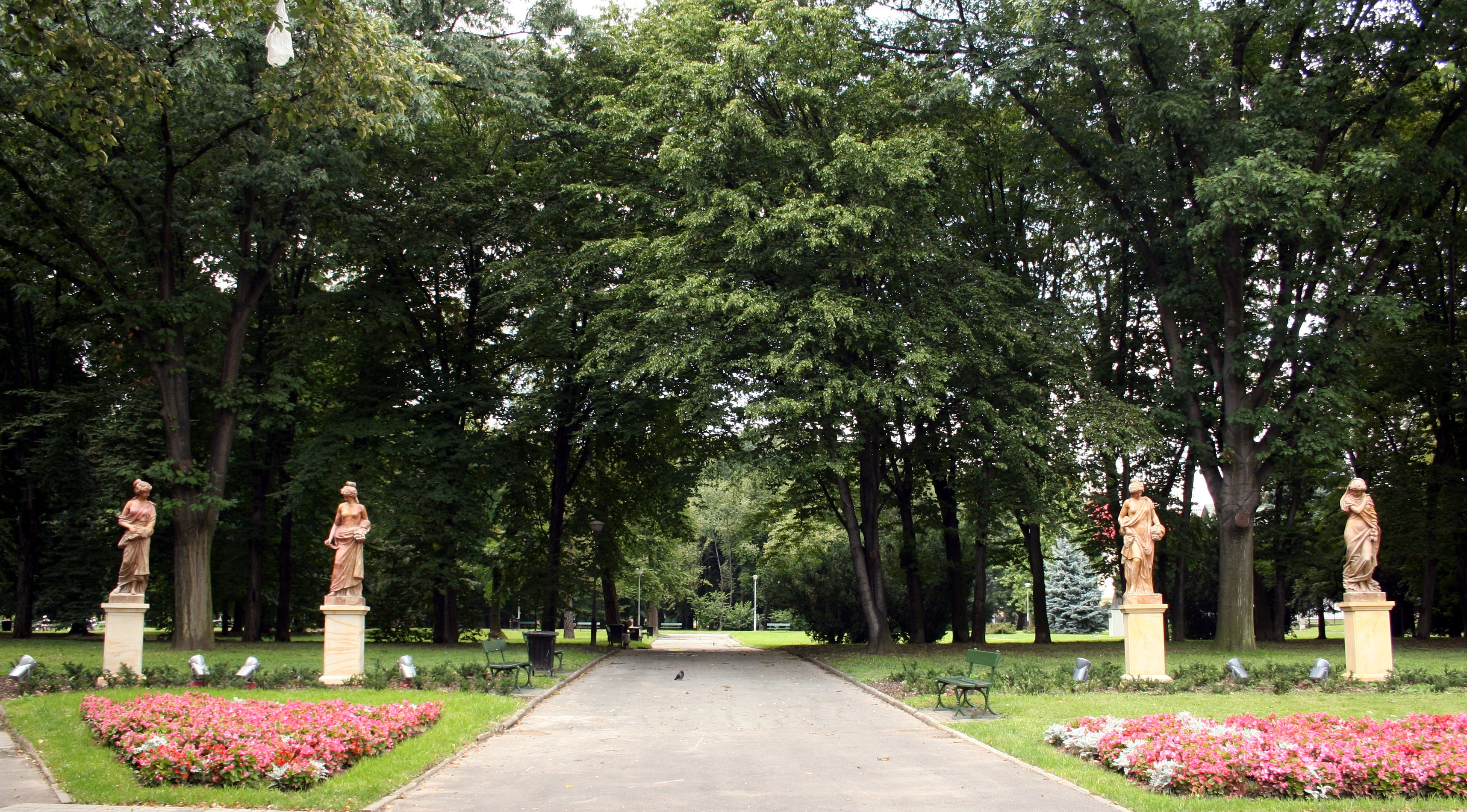
Park im. „Solidarności”

- Ogród Miejski im. Solidarności (ul. Dąbrowskiego – Chrzanowskiej – Langiewicza)
Najstarszy z miejskich parków, znajduje się między ul. Dąbrowskiego, Chrzanowskiej i Langiewicza, w miejscu dawnego ogrodu klasztornego franciszkanów reformatów. W 1871 roku Rada Miejska zdecydowała się w tym miejscu na utworzenie parku, którego plany obejmowały budowę sokolni i pomnika Adama Mickiewicza. Ostatecznie w ogrodzie powstała tylko altana, w której grywała wojskowa orkiestra i odbywały się festyny. Domek ogrodnika i mała oranżeria mieściły się w północno-wschodniej części parku. Pomnik Mickiewicza ostatecznie powstał przy ulicy jego imienia, a nie w parku, ale w 1927 roku wmurowano kamień węgielny pod pomnik innego wieszcza – Juliusza Słowackiego (pomnik powstał w 70 lat po tym podniosłym wydarzeniu w miejscu oddalonym o ok. 10 m, od pierwotnego cokołu). W 1944 roku park ten był miejscem przywitania polskich żołnierzy idących od wschodu, którzy oswobodzili Rzeszów. W 1952 roku park przyozdobiono zrabowanymi rzeźbami z pałacu w Siarach. Rzeźby przedstawiały: Apollina, Dianę, Demeter, Atenę i Marka Aureliusza. Zamontowano też pochodzącą, podobnie jak rzeźby, z pałacowego parku fontannę Dionizosa (rzeźby i fontannę zwrócono jednak w 1972 roku). W latach 1996–2000, w sąsiedztwie parku, powstał Instytut Jana Pawła II, obok zaś mieści się też diecezjalna drukarnia. W 2007 roku ustawione zostały rzeźby przedstawiające 4 pory roku, zaś rok później uruchomiona została nowa fontanna. Obecnie gruntownie wyremontowany[34][35]

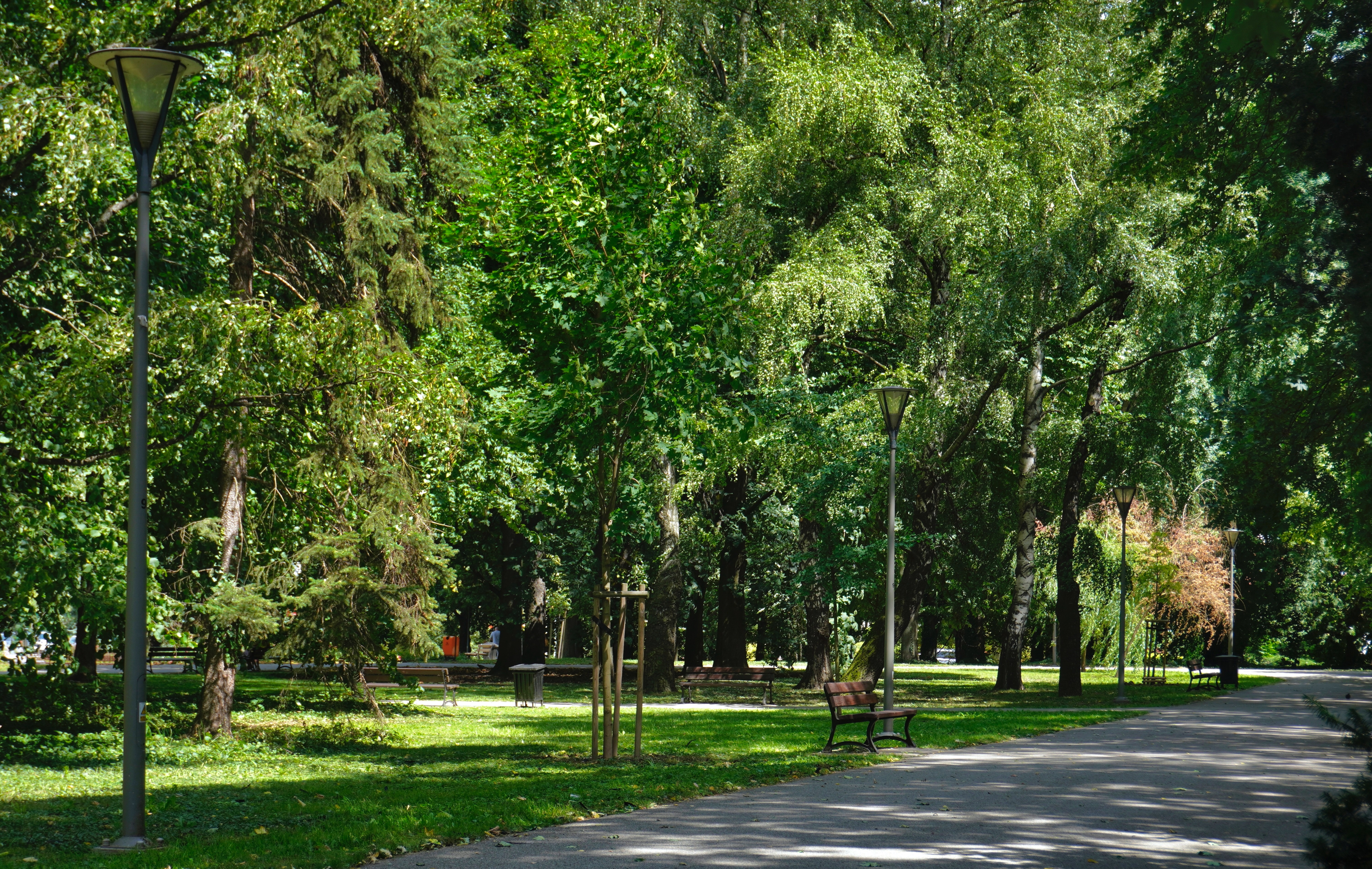
Park Jedności Polonii z Macierzą

- Park Jedności Polonii z Macierzą (al. Cieplińskiego)
- Plac Ofiar Getta (róg al. Piłsudskiego i ul. Kopernika)
- Zespół dworsko-parkowy na os. Słocina (wzdłuż ul. Powstańców Śląskich i Paderewskiego na Słocinie)[36]
Położony we wschodniej części miasta, na stoku Pogórza Dynowskiego, w dolinie potoku Młynówka. Powstały w XIX wieku jako założenie dworsko-pałacowe o powierzchni ok. 6 ha. Na jego terenie znajduje się piętrowy eklektyczny dworek rodzin Chłapowskich i Branickich (popadający w ruinę, obecnie własność rzymskokatolickiej Kurii Diecezjalnej w Rzeszowie), neogotycki domek ogrodnika, sztuczne jezioro z wyspą. Park ten chroniony jest opieką miejskiego konserwatora zabytków (nr wpisu A-338) i wojewódzkiego konserwatora przyrody.
- Park Dworski (os. Załęże)
- Park Inwalidów Wojennych (róg ulic Chrobrego i Dąbrowskiego)
- Park Sybiraków (ul. mjra H. Sucharskiego)
- Park przy pałacu Jędrzejowiczów i Szpitalu Miejskim (pomiędzy ul. Partyzantów i Lubelską na Staromieściu)
XIX-wieczny park i pałac stanowiący pozostałość dawnej posiadłości rodziny Jędrzejowiczów – resztki parku wraz z dawnym pałacem, wzniesionym przez Adama Jędrzejowicza w latach 1879–1883 według projektu architekta Tadeusza Stryjeńskiego. Ostatni właściciel pałacu – Jan Jędrzejowicz – został zmuszony do jego opuszczenia w 1944 roku. Park przebudowano, a na jego terenie wzniesiono Szpital Miejski im. Jana Pawła II. Sam pałac w latach powojennych budynek został adaptowany na potrzeby służby zdrowia, mieściło się w nim Podkarpackie Centrum Chorób Płuc[37], które obecnie jest częścią Uniwersyteckiego Szpitala Klinicznego im. Fryderyka Chopina w Rzeszowie.
- Park Papieski (na rogu ulic Rejtana i Sikorskiego na Zalesiu)
Jeden z najnowszych parków – otwarty w październiku 2015 roku. Znajduje się na błoniach w bezpośrednim sąsiedztwie katedry. W ramach Rzeszowskiego Budżetu Obywatelskiego (edycja 2014) została wybudowana fontanna, strumień oraz scena wraz z małą infrastrukturą (koszt inwestycji z RBO: 5 530 000 zł).
- Park bł. Karoliny (ul. bł. Karoliny Kózki)

### Zanieczyszczenie powietrza
Rzeszów należy do miast polskich o najwyższym stężeniu pyłów zawieszonych w powietrzu.
Pod względem stężenia najbardziej szkodliwego dla zdrowia człowieka pyłu PM2,5 Rzeszów w 2023 według danych IQAir ze średnim rocznym wynikiem 16,4 μg/m³ dla ul. Piłsudskiego zajmował szóste miejsce w kraju wśród miast powyżej 100 tys. mieszkańców (za Lublinem – 19,4 μg/m³, Krakowem – 17,3 μg/m³, Bielskiem-Białą – 17,2 μg/m³, Tarnowem – 16,9 μg/m³ i Radomiem – 16,6 μg/m³) i szesnaste miejsce wśród wszystkich badanych miast. W 2022 według danych GIOS z wynikiem 19,7 μg/m³ dla ul. Piłsudskiego znajdował się również na szóstym miejscu wśród miast powyżej 100 tys. mieszkańców (za Bielskiem-Białą – 22,7 μg/m³, Częstochową – 21,9 μg/m³, Lublinem – 20,2 μg/m³ i Gliwicami – 19,8 μg/m³) i na dwudziestym piątym miejscu wśród wszystkich badanych miast. W 2020 stężenie pyłu PM2,5 w centrum Rzeszowa wynosiło według danych Światowej Organizacji Zdrowia (WHO) 17,1 μg/m³, a w 2013 według danych Europejskiej Agencji Środowiska – 25 μg/m³. W 2013 norma graniczna stężenia pyłu PM2,5 w powietrzu była przez WHO określona na poziomie 10 μg/m³, natomiast w 2021 została obniżona do 5 μg/m³, co oznacza, że w 2023 przy ul. Piłsudskiego w Rzeszowie została przekroczona ponad trzykrotnie.
Pod względem średniego rocznego stężenia grubszego pyłu PM10 Rzeszów uplasował się w 2022 według danych GIOS z wynikiem 32,5 μg/m³ na piątym miejscu w Polsce wśród miast powyżej 100 tys. mieszkańców (za Warszawą – 35,3 μg/m³, Krakowem – 33,4 μg/m³, Częstochową – 33,1 μg/m³ i Łodzią – 33 μg/m³) i na dziesiątym miejscu wśród wszystkich badanych miast.

## Historia

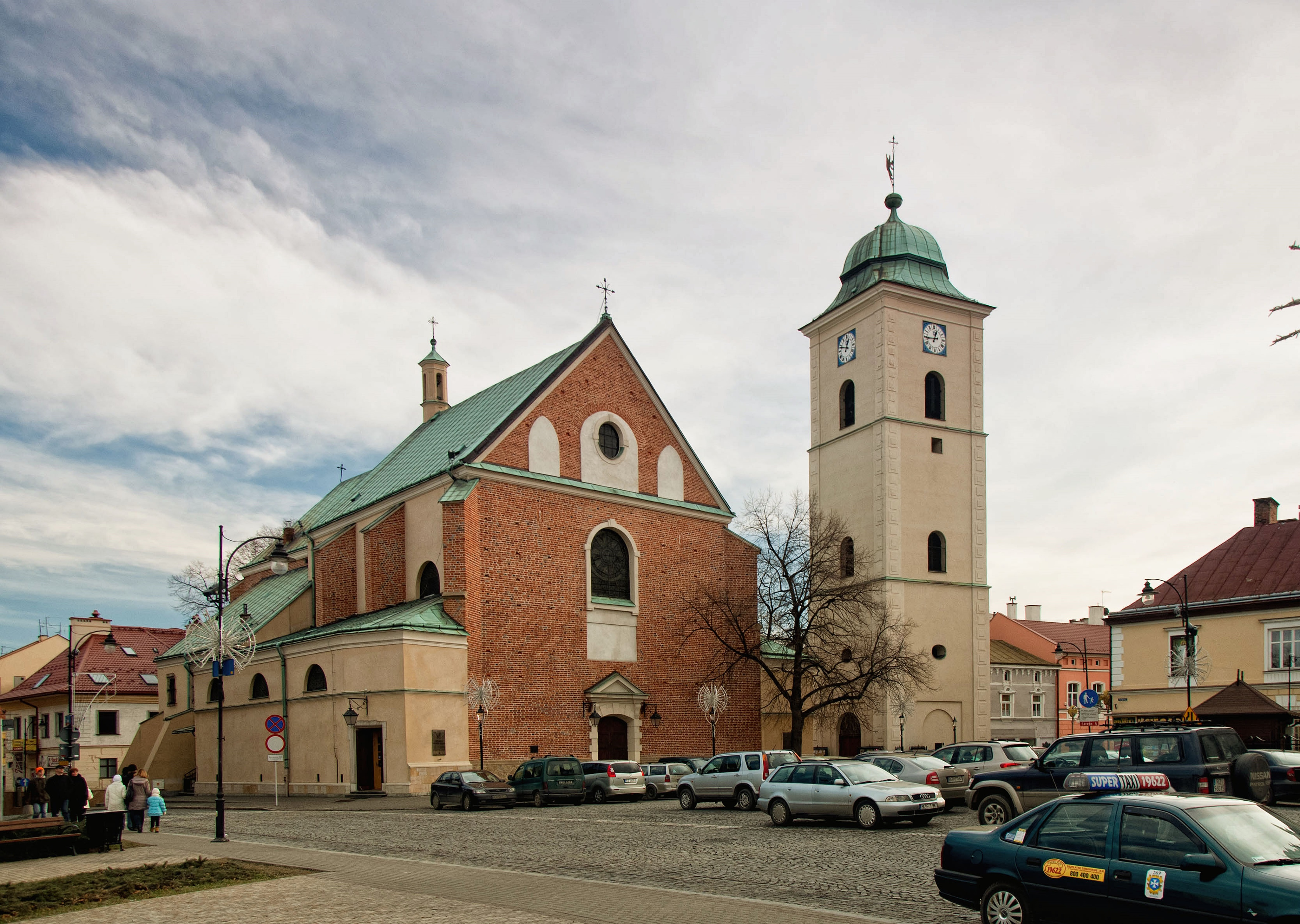
Gotycki kościół farny pw. śś. Stanisława i Wojciecha – najstarsza zachowana budowla w mieście

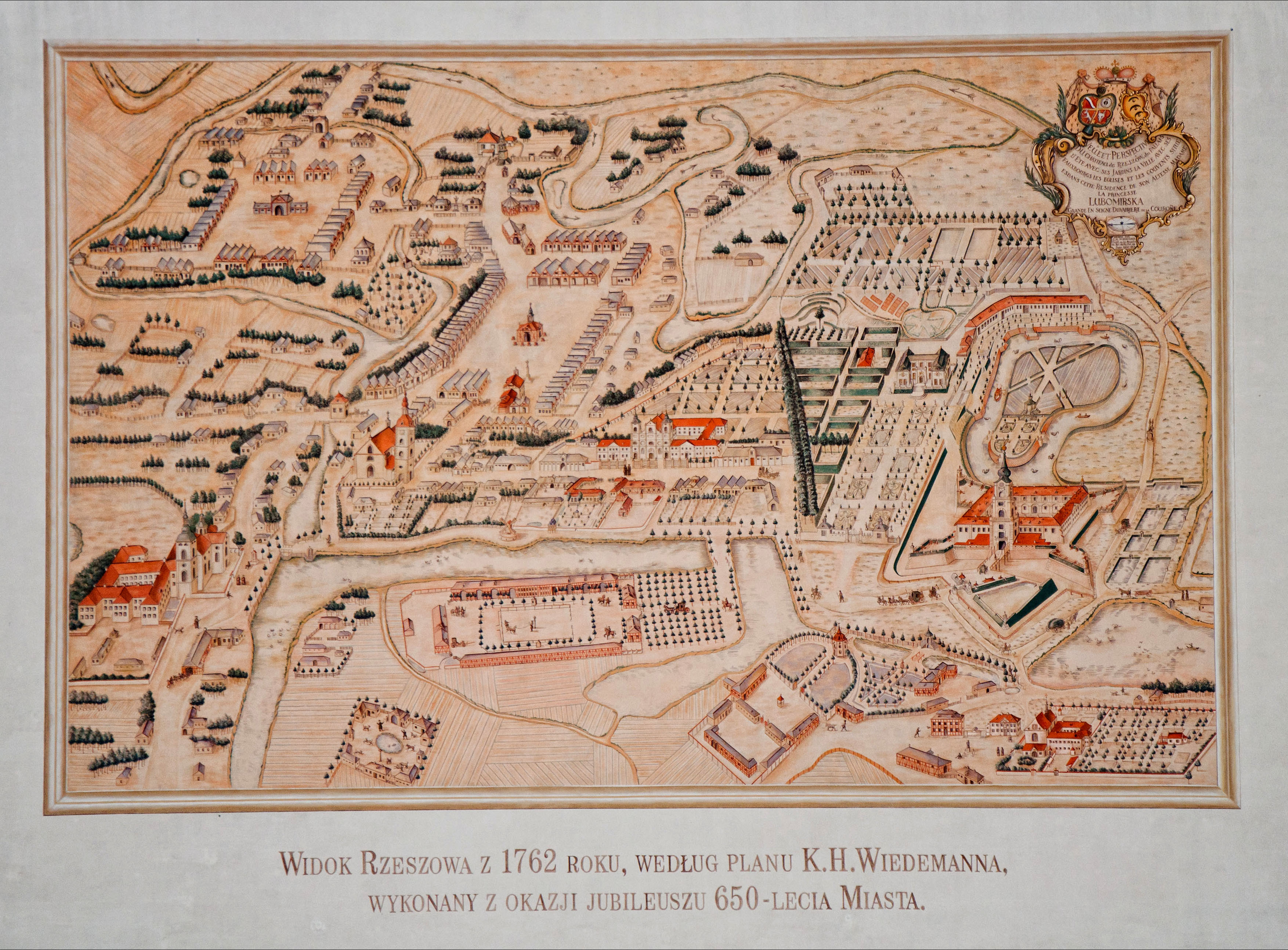
Mapa Rzeszowa według K.H. Wiedemanna z 1762 r.

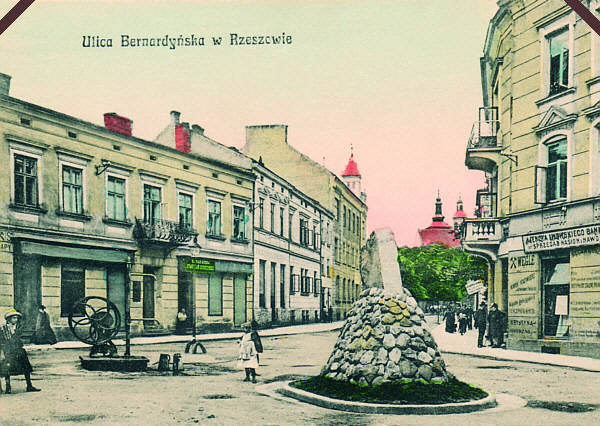
Ul. Bernardyńska w Rzeszowie (1912 r.)

Badania archeologów dowodzą, że w czasach neolitu miało miejsce osadnictwo na terenie Rzeszowa. Przed nadaniem praw miejskich w rejonie Staromieścia istniał tam duży gród, a drugi, prawdopodobnie graniczny znajdował się na terenie dzielnicy Pobitno.
Istniejące wcześniej miasto otrzymało nowy przywilej lokacyjny i prawa miejskie od króla Kazimierza Wielkiego 19 stycznia 1354, co uznaje się za początek pisanej historii Rzeszowa. W 1363 istniał w mieście kościół parafialny, a w 1406 parafialna szkoła. W XVI wieku Mikołaj Spytko Ligęza założył związek terytorialny składający się z miasta Rzeszowa i pobliskich terenów pod nazwą „Państwo Rzeszowskie”.
W 1502 Tatarzy najechali okolicę pustosząc Rzeszów. W XV wieku miasto zostało zdewastowane przez pożar. Po odbudowie otrzymało przywileje, co umożliwiło szybki rozwój. W XVI wieku miasto posiadało dobrze zorganizowaną administrację i mieszkało w nim ponad 3 tysiące osób.
W 1591 wzniesiono ratusz miejski, a w 1600 rozpoczęto budowę zamku. W 1627 miasto ufortyfikowano, a w latach 1624–1629 właściciel miasta ufundował warowny klasztor i kościół oo. Bernardynów. W 1638 Rzeszów przeszedł na własność rodu Lubomirskich, stając się wzorowym ośrodkiem dóbr magnackich. O ówczesnej zamożności miasta świadczą księgi miejskie z XVI i XVII wieku, które wymieniają działających licznie na jego terenie złotników. W 1658 Jerzy Sebastian Lubomirski założył słynne Kolegium Pijarów, jedną z nielicznych wówczas w kraju szkół średnich. Wśród jego wykładowców był ksiądz Stanisław Konarski, później szkołę ukończyli m.in. Ignacy Łukasiewicz, Julian Przyboś, Władysław Sikorski, Władysław Szafer.
W marcu 1684 gościł w Rzeszowie król Jan III Sobieski, dziękując za udział rzeszowian w bitwie pod Wiedniem i biorąc udział we mszy św. w kościele oo. Pijarów (wówczas mających swój klasztor na ul. 3 Maja, gdzie teraz mieści się muzeum i „popijarskie” I Liceum Ogólnokształcące im. St. Konarskiego), odprawianej w intencji poległych, m.in. byłego prefekta collegium pijarów, Stanisława Bielińskiego.
13 sierpnia 1769 pod Rzeszowem, w rejonie dzielnicy Pobitno, doszło do bitwy między konfederatami barskimi a wojskami rosyjskimi. Po bitwie ciała zabitych pochowano, a nad mogiłą Polaków usypano kopiec. W 1772 miasto dostało się pod zabór austriacki. Następnie przez 146 lat wchodziło w skład Imperium Habsburgów. Z nastaniem rządów austriackich Rzeszów stał się stolicą dużego obwodu administracyjnego, zwanego cyrkułem, będącego właściwie odpowiednikiem powiatu.
W 1845 Rzeszów stał się miastem wolnym poprzez wykupienie ostatnich praw dominialnych od rodziny Lubomirskich. W lutym 1848 zgromadzeni rzeszowianie uzyskali od przewożonego na Bukowinę Jakuba Szeli deklarację gotowości do ponownego wystąpienia przeciwko szlachcie. Przyznanie Galicji swobód politycznych i gospodarczych przyczyniło się do rozwoju miasta. W 1858 do miasta doprowadzono linię kolejową z Krakowa, w 1888 pojawiły się pierwsze telefony, w 1900 powstała gazownia i gazowe lampy uliczne, a 11 lat później uruchomiono elektrownię i rozpoczęto tworzenie sieci wodociągowej. W 1910 Rzeszów liczył 23 tys. mieszkańców. Miasto zaczęło przekształcać się w znaczący ośrodek kapitalistyczny, pojawiły się nowe inwestycje budowlane i infrastrukturalne – koszary, szkoły, przebudowa ratusza, brukowanie ulic, wprowadzenie elektrycznego oświetlenia

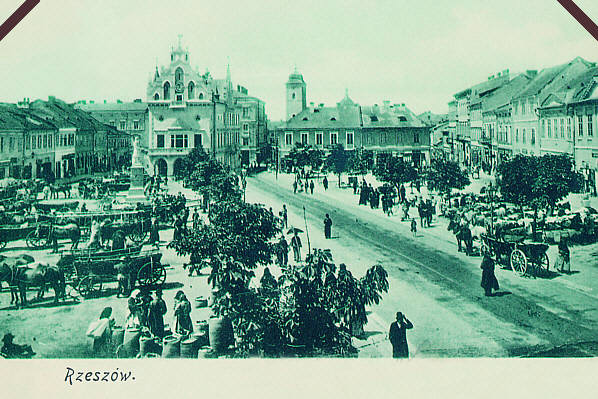
Stary Rynek w dniu targowym, widokówka z 1912 roku

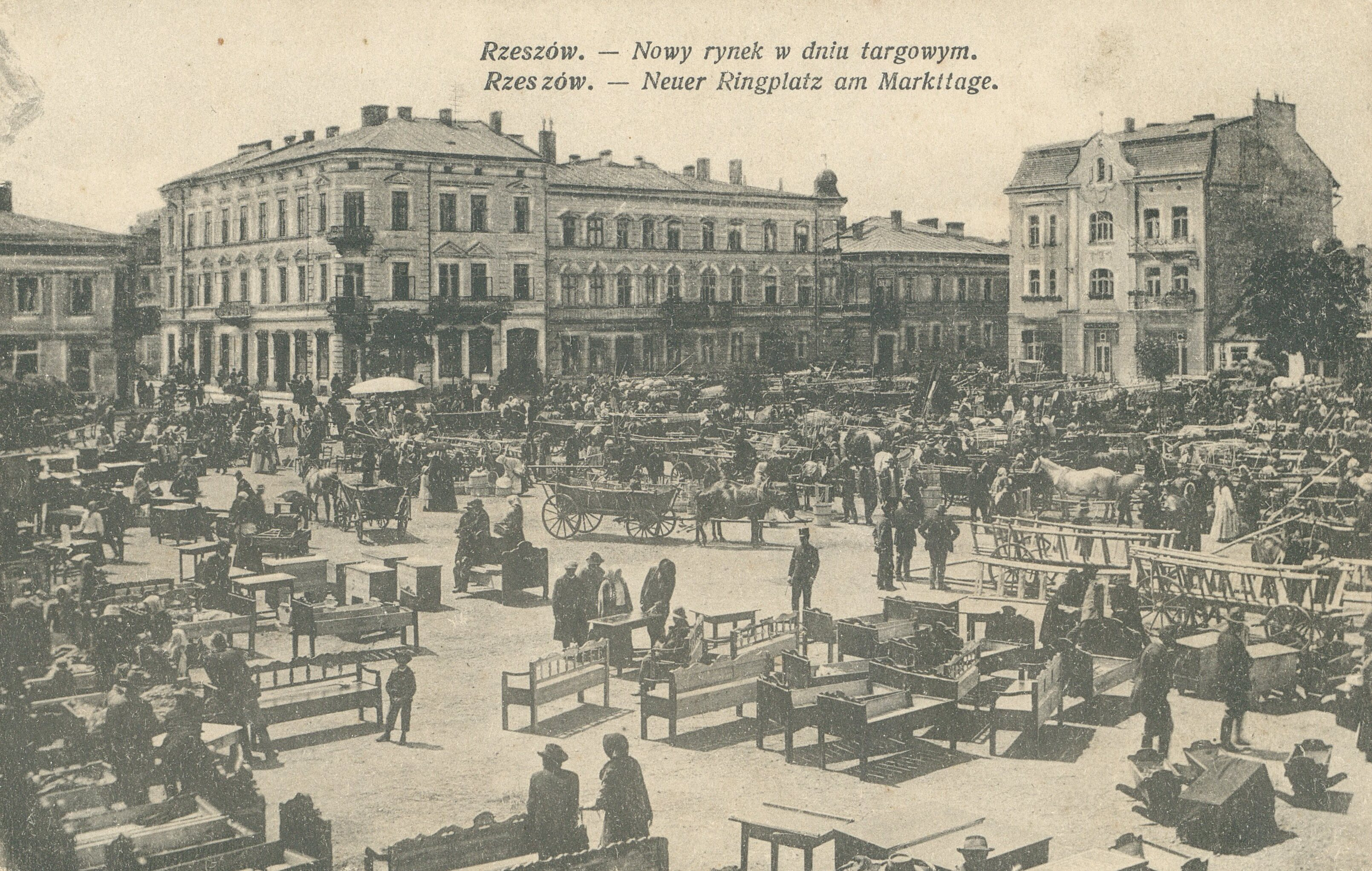
Nowy rynek w dniu targowym, 1916

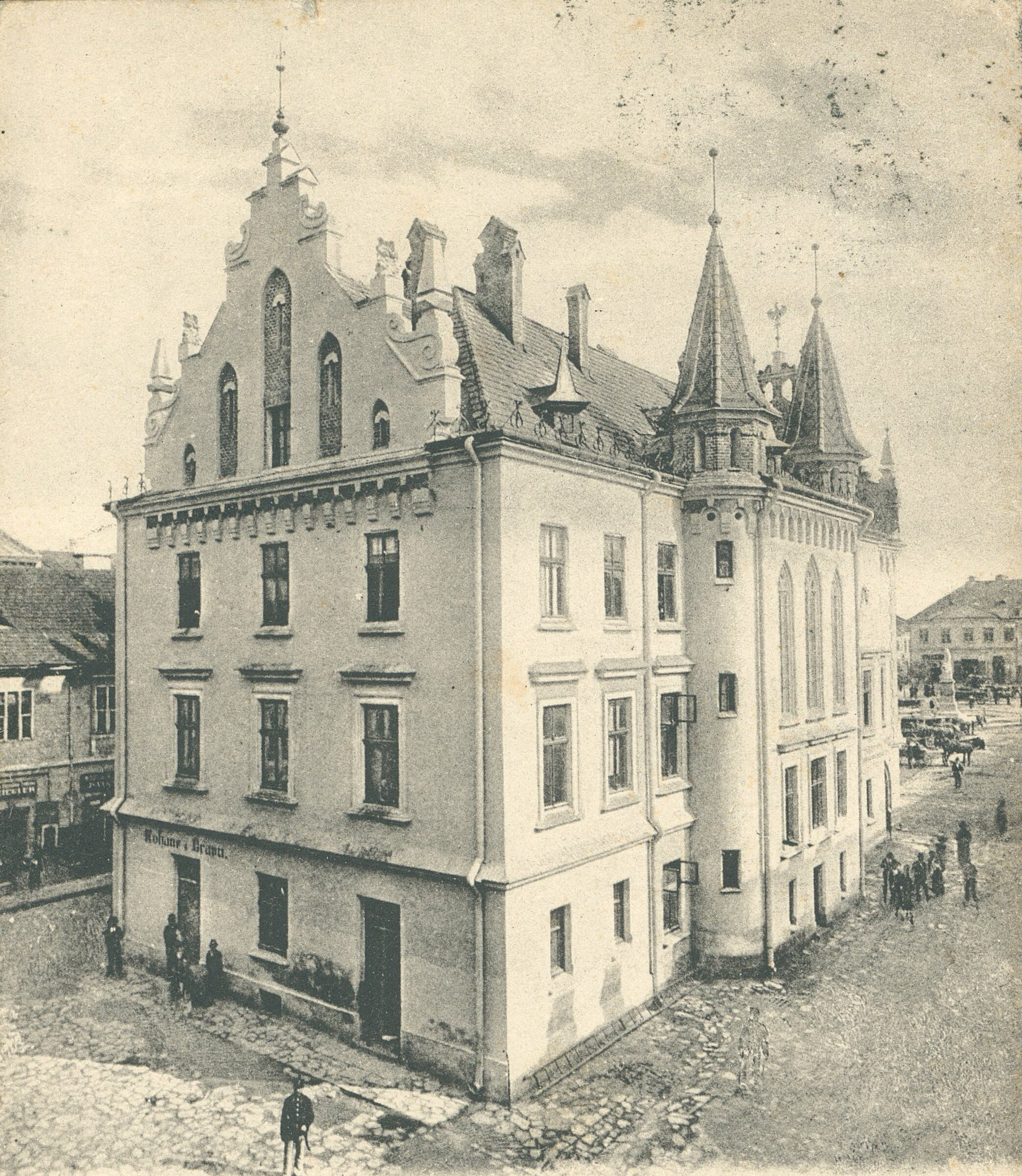
Ratusz około 1903

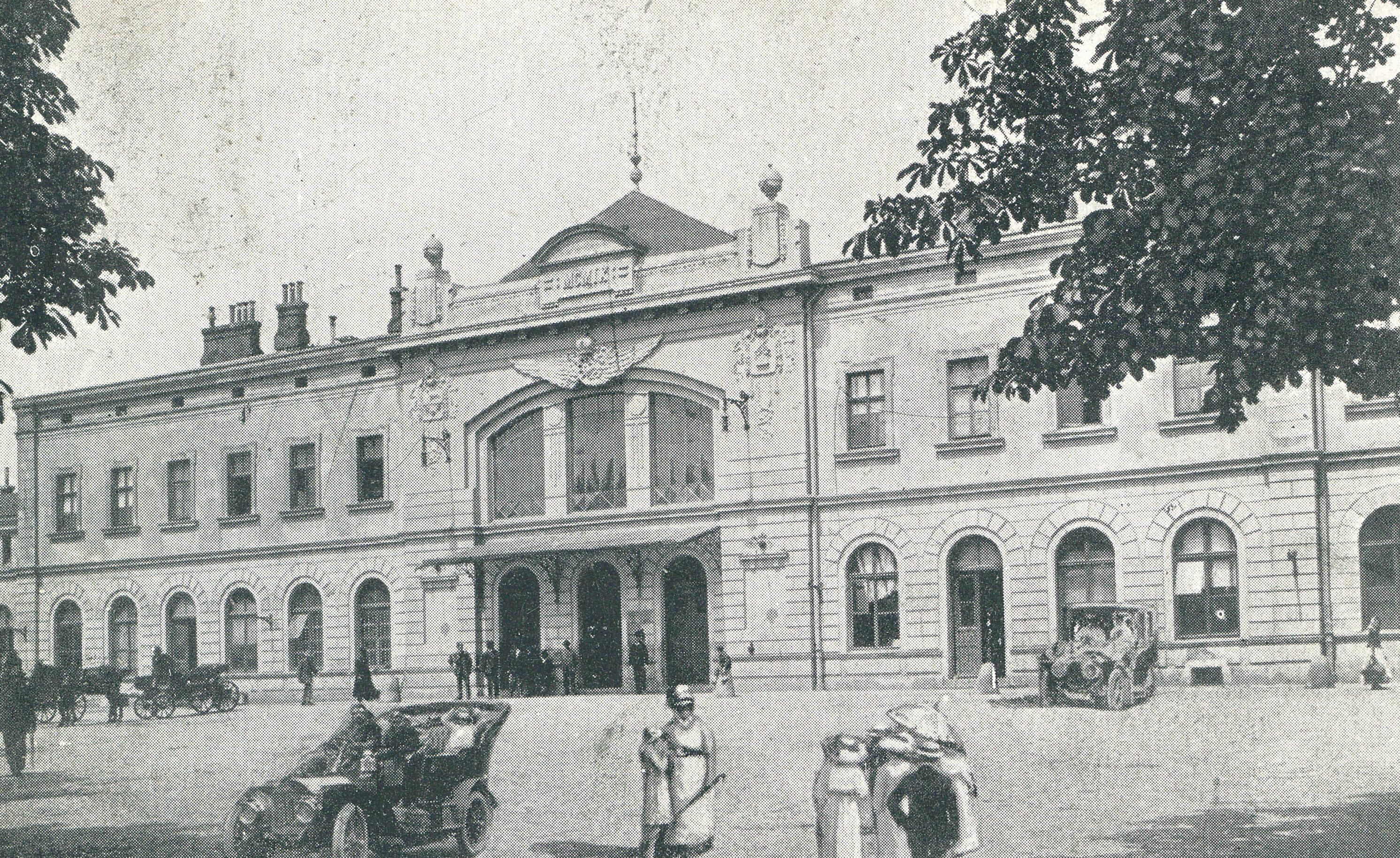
Dworzec kolejowy, 1910

Zbliżający się koniec monarchii austriackiej przyczynił się do narastania ruchów niepodległościowych. W 1918 rozpoczęła w Rzeszowie działalność Polska Organizacja Wojskowa, której komendantem był Leopold Lis-Kula. Po odzyskaniu przez Polskę niepodległości znaczenie Rzeszowa nadal rosło i choć notorycznie brakowało w kasie miasta środków na rozmaite inwestycje, władze miejskie wraz z Radą Miasta podejmowały szereg inicjatyw, mających na celu przede wszystkim nadrobienie zaległości infrastrukturalnych powodowanych szybkim rozwojem miasta i uporządkowanie spraw urzędowych związanych z systematycznym wzrostem rangi miasta. Nie udało się co prawda przywrócić po I wojnie światowej, w ramach państwowości polskiej, województwa z siedzibą w Rzeszowie (o co w Sejmie II RP zabiegali posłowie ziemi rzeszowskiej Buczyński i Krwawicz w interpelacjach z 20 marca i 5 sierpnia 1919), nie udało się zrealizować uchwał Rady Miasta o potrzebie uporządkowania zabudowy czy modernizacji ulic miasta ani uchwały o budowie tramwaju miejskiego w Rzeszowie, mimo apeli Rady z 1928 roku nie powiększono w okresie międzywojennym powierzchni miasta, zajmującego w woj. lwowskim (dane GUS z grudnia 1931) drugie po Lwowie miejsce pod względem gęstości zaludnienia (3595 osób na km² – co dało w okresie budowy COP-u niesamowite przegęszczenie ludnościowe obszaru miasta), jednak na mocy ustawy z 23 marca 1933, reformującej administrację samorządową w Polsce i rozporządzeń wykonawczych do niej, wydzielono Rzeszów z powiatu ziemskiego, tworząc z miasta odrębny powiat miejski, na czele którego stanął w miejsce dotychczasowego burmistrza – prezydent miasta. Od tego czasu datuje się przyspieszony międzywojenny rozwój Rzeszowa. Rozbudowano wodociągi i system kanalizacji miejskiej, zmodernizowano zasilanie miasta w energię elektryczną, doprowadzono do odbiorców komunalnych gaz ziemny na potrzeby domowe, a w 1938 przystąpiono do opracowania założeń do planu rozwoju Rzeszowa.
Plan, opracowany przez dwóch wybitnych polskich architektów, Kazimierza Dziewońskiego i Władysława Śmigielskiego, zakładał rozbudowę przestrzenną i ludnościową miasta do ok. 100–150 tys. mieszkańców w 1969, możliwość adaptacji Zamku Lubomirskich na potrzeby administracji wojewódzkiej, a powstawał ściśle w koordynacji z lokalizacją w Rzeszowie obiektów Centralnego Okręgu Przemysłowego. Większość zamierzeń tego planu w zbliżonym kształcie zrealizowano w okresie powojennym, choć są takie, które zmienione (np. ze względu na oszczędność miejsca i przestrzeni) nie doczekały się realizacji. W ramach COP, w latach 1937–1939 rozpoczęto budowę zakładów zbrojeniowych, m.in. do wybuchu wojny powstała filia Zakładów H. Cegielskiego (następnie Zelmer) oraz producent silników lotniczych Wytwórnia Silników nr 2 Państwowych Zakładów Lotniczych (obecnie „Pratt & Whitney Rzeszów”, a do roku 2015 WSK „PZL-Rzeszów”) w ramach Centralnego Okręgu Przemysłowego. Rzeszów stał się wówczas ośrodkiem przemysłu lotniczego i zbrojeniowego, pod koniec sierpnia 1939 przekraczając liczbę 40 tysięcy mieszkańców.
Dynamiczny rozwój przerwała II wojna światowa, w wyniku której miasto uległo częściowemu zniszczeniu. W pierwszych dniach listopada 1939 Niemcy aresztowali większość księży z parafii leżących w powiecie rzeszowskim i osadzili ich w więzieniu w Rzeszowie na okres około dwóch tygodni. Niektórych wywieziono do obozów. W styczniu 1942 władze okupacyjne utworzyły w Rzeszowie getto, które funkcjonowało do sierpnia 1942. Większość z umieszczonych w nim Żydów (przed wojną w Rzeszowie mieszkało około 12 tys. ludności pochodzenia żydowskiego, co stanowiło ok. 30% mieszkańców miasta; w getcie znajdowali się także Żydzi przesiedleni z innych miejscowości) wywieziono do obozu zagłady w Bełżcu lub rozstrzelano w lasach na północ od Rzeszowa. Tzw. getto szczątkowe zostało zlikwidowane we wrześniu 1943.
Podczas okupacji niemieckiej w 1941 Niemcy wprowadzili dla miasta nazwę Reichshof.
W ramach Akcji „Kośba” 25 maja 1944 rzeszowska grupa dywersyjna Podokręgu Rzeszów AK dokonała udanego zamachu w Rzeszowie przy ul. Batorego na gestapowców Friedericha Pottebauma i Hansa Flaschkego.
2 sierpnia 1944 Rzeszów został zajęty w wyniku wspólnej akcji wojsk 1 Frontu Ukraińskiego Armii Czerwonej, oddziałów 1 Armii Wojska Polskiego oraz żołnierzy rzeszowskiej komórki AK (dowództwo tych ostatnich wkrótce po wspólnym przepędzeniu Niemców aresztowało NKWD). Historycy podkreślają znaczenie udziału i współpracy wojsk AK w zdobyciu Rzeszowa, dzięki przewodnikom znającym miasto udało się manewrem okrążającym uniknąć znaczących strat ludzkich i materialnych w mieście.
W październiku 1944 na Zamku w Rzeszowie NKWD przetrzymywało i torturowało ok. 400 żołnierzy AK. Ppłk. Łukasz Ciepliński „Pług” (1913–1951), od kwietnia 1941 r. Komendant Inspektoratu Rejonowego ZWZ-AK Rzeszów w nocy z 7 na 8 października 1944 dowodził nieudaną akcją rozbicia więzienia na Zamku i po schwytaniu został skazany „na pięciokrotną karę śmierci”. 1 marca 1951 wykonano na nim wyrok przez rozstrzelanie.
Wraz z zaprowadzeniem „nowych porządków” rozpoczęły się represje względem opozycji, przetrzymywanie żołnierzy AK w obozach NKWD i wywózki w głąb ZSRR.
Od sierpnia 1944 miasto Rzeszów przygotowywano do statusu stolicy nowo utworzonego województwa, choć granice województwa nie były jeszcze do końca znane. Po wojnie w 1945 roku w Rzeszowie ustanowiono oficjalnie stolicę nowo utworzonego województwa rzeszowskiego. Miasto w rozbudowano (w praktyce prawie wiernie według przedwojennego planu rozbudowy, oficjalnie jednak plan przedwojenny zaginął) i unowocześniono, powstało od podstaw wiele osiedli mieszkaniowych, fabryk (w tym już nieistniejące, jak np. Zakłady Optyczne, Zakłady Radiowe Unitra, Polsrebro, Fabryka Obuwia) i dziesiątki przedsiębiorstw i zakładów pracy. W latach 60. XX w., początkowo jako filie, potem jako samodzielne uczelnie powstały Wyższa Szkoła Pedagogiczna i Wyższa Szkoła Inżynierska (Politechnika Rzeszowska) w Rzeszowie, zaś do początku lat 90. XX w. funkcjonowały filie Akademii Rolniczej w Krakowie, Akademii Medycznej w Krakowie (pod koniec lat 80. XX w. była bliska usamodzielnienia), Akademii Muzycznej w Krakowie, SGPiS (SGH) w Warszawie oraz UMCS w Lublinie. W latach 50. XX w. odbudowano i rozbudowano podrzeszowskie lotnisko, a od lat 60. XX w. uruchomiono regularne cywilne połączenia pasażerskie, początkowo tylko z Warszawą, a do połowy lat 70. XX w. także z innymi miastami w Polsce, w tym wakacyjne do Słupska i Koszalina.
W sierpniu 1980 w Rzeszowie rozpoczęły się strajki i powstały pierwsze niezależne od PZPR-u związki zawodowe NSZZ „Solidarność”.
W nocy z 18 na 19 lutego 1981, po 50 dniach okupacyjnego strajku chłopskiego, pomimo usilnych prób jego rozbicia i oddziaływania na jego przebieg przez Służbę Bezpieczeństwa PRL w ramach akcji KRET po przeniesieniu się strajkujących z Ustrzyk Dolnych do siedziby CRZZ w Rzeszowie, podpisano porozumienia rzeszowsko-ustrzyckie. Po podpisaniu porozumień przewodniczący Komitetu Strajkowego Jan Kułaj wykrzyknął: „Chłopi! Polska nasza!”.
13 grudnia 1981 gen. Wojciech Jaruzelski wprowadził stan wojenny. Podobnie jak w całym kraju odcięto łączność telefoniczną i wprowadzono godzinę milicyjną oraz przepustki przy wyjeździe z miasta. Zarządzeniem Centralnego Zarządu Zakładów Karnych Ministerstwa Sprawiedliwości utworzonych zostało 46 ośrodków internowania, m.in. w Rzeszowie-Załężu, Nisku, Uhercach, w których przetrzymywano głównie działaczy „Solidarności”.
W Polsce wybuchały spontaniczne strajki. Podobnie w Rzeszowie zawiązał się w sposób spontaniczny strajk w „Wytwórni Sprzętu Komunikacyjnego PZL Rzeszów”. Wobec beznadziejności sytuacji, trzeciego dnia stanu wojennego strajk został zakończony.
Po upadku PRL w Rzeszowie zahamowane zostało na okres dekady budownictwo mieszkaniowe i w okres trudności wkroczyło wiele rzeszowskich zakładów pracy; większość z nich przestała istnieć. W ich miejsce z czasem stopniowo zaczęły powstawać nowe, mniejsze. Po wizycie papieża Jana Pawła II utworzono w 1992 nową diecezję rzeszowską, a z nią diecezjalne Wyższe Seminarium Duchowne. Zaczęły też powstawać pierwsze prywatne szkoły wyższe. W drugiej połowie lat 90. XX w., wobec wciąż jeszcze skromnych środków w kasie miasta, w Rzeszowie rozpoczęto proces rewitalizacji i estetyzacji wybranych ulic, rynku oraz modernizację infrastruktury komunalnej (jak np. budowa kolektora prawobrzeżnego zbierającego ścieki komunalne do istniejącej od 1988 oczyszczalni miejskiej (1999), pierwszy etap modernizacji urządzeń ujęcia wody dla miasta 1999).
1 stycznia 1999 likwidacji uległy małe województwa i utworzono 16 dużych w tym województwo podkarpackie z siedzibą władz w Rzeszowie, którego granice pokrywają się w dużej mierze z granicami województwa rzeszowskiego sprzed reformy terytorialnej z 1975. Od tego roku rozpoczyna się dynamiczny rozwój miasta. Dwa lata później, w 2001, działalność rozpoczął Uniwersytet Rzeszowski, który powstał z połączenia wcześniej działającej tam Wyższej Szkole Pedagogicznej, filii lubelskiego Uniwersytetu Marii Curie-Skłodowskiej, a także filii krakowskiej Akademii Rolniczej. Także wtedy pojawiły się w mieście pierwsze duże prywatne inwestycje w przemysł lotniczy, farmaceutyczny i informatyczny. W 2002 oddano do użytku halę widowiskową na „Podpromiu” i most Zamkowy jako trzecią w śródmieściu przeprawę drogową przez rzekę Wisłok.
W 2005 Rzeszów przyjęto do stowarzyszenia Eurocities oraz Unii Metropolii Polskich. W 2006 obszar administracyjny Rzeszowa powiększono po raz pierwszy od 1977 – ze względu na brak powierzchni pod inwestycje. W wyniku trwającego do 2010 corocznego poszerzania granic wzrósł o 117% – na szczeblu centralnym działania te wspierała posłanka (do 2009) i szefowa podkarpackiej Platformy Obywatelskiej, Elżbieta Łukacijewska. Kolejne etapy procesu nastąpiły w 2017, 2019 i 2021. Tym samym miasto osiągnęło powierzchnię 129,01 km² (dnia 1 stycznia 2021). 
W 2005 otwarto pierwsze regularne międzynarodowe połączenie z rzeszowskiego lotniska do Londynu. Z Rzeszowa dolecieć można do Nowego Jorku, Dublina, Londynu (Luton oraz Stansted), Bristolu, Manchesteru, East Midlands, Monachium, Tel Awiwu, Burgas, Grecji (Korfu, Ateny – sezonowo), Glasgow oraz kilka razy dziennie do Warszawy.
W 2008 i 2009 realizowane były bezpośrednie rejsowe loty międzykontynentalne do dwóch lotnisk Nowego Jorku. Od kwietnia 2018 wznowione zostało połączenie z Newark (EWR: Nowy York - Newark).
W listopadzie 2009 oddano do użytku, jako kolejny etap rozbudowy terminalu pasażerskiego rzeszowskiego lotniska, nową halę odpraw z zapleczem restauracyjno-handlowym. W związku z systematycznym corocznym wzrostem zarówno odpraw pasażerskich, jak i towarowych na lotnisku w Rzeszowie prowadzone są z dużym rozmachem inwestycje mające poprawić bezpieczeństwo i infrastrukturę zaplecza Międzynarodowego Portu Lotniczego.
Rzeszów jest dynamicznie rozwijającym się ośrodkiem miejskim. Dużą rolę w mieście odgrywa przemysł (lotniczy, informatyczny, elektroniczny, farmaceutyczny, spożywczy, gospodarstwa domowego) oraz handel. Powstają nowe inwestycje: głównie mieszkaniowe, ale również usługowo-handlowe, drogowe, przemysłowe i biurowe – w tym o standardzie „A”. Z myślą o przyciągnięciu kapitału i tworzeniu nowych miejsc pracy w Specjalnych Strefach Ekonomicznych na terenie miasta (SSE „Rzeszów-Dworzysko”) i w sąsiednich gminach powstało Biuro Obsługi Inwestora.
Rzeszów dysponuje budżetem w wysokości blisko 1,800 mln złotych (zaplanowane wydatki na rok 2021).
W listopadzie 2024 roku na terenie miasta działało 36 513 przedsiębiorstw.
We wrześniu 2019 Agencja „Fitch Ratings” potwierdziła ocenę ratingową długoterminowego międzynarodowego zadłużenia w walucie zagranicznej i krajowej na poziomie: BBB+ a krajowy rating długoterminowy na: AA (pol) z perspektywą stabilną dla miasta Rzeszowa.
22 maja 2022 prezydent Ukrainy Wołodymyr Zełenski przyznał Rzeszowowi jako pierwszemu ustanowioną tym samym dekretem odznakę Miasto-ratownik.

### Nazwa miasta
Pochodzenie nazwy Rzeszowa jest tłumaczone trojako. Wczesna dyskusyjna teoria, podawana przez ks. Wojciecha Michnę (1820–1893), wywodzi ją od hipotetycznej niemieckiej formy *Reich(s)hoff (‘dwór pański’) na określenie miasta założonego rzekomo przez niemieckich kolonistów (zob. Głuchoniemcy). Ta pozbawiona podstaw źródłowych etymologia, odwołująca się do niemieckiego wpływu prawno-osadniczego na Rusi Czerwonej przed jej przyłączeniem do Polski za panowania Kazimierza Wielkiego, budziła już przed I wojną światową zastrzeżenia, które nasiliły się po II wojnie światowej z uwagi na jej wykorzystanie w polityce kolonizacyjnej III Rzeszy. W 1941 r. okupacyjne władze Generalnego Gubernatorstwa wprowadziły bowiem urzędową nazwę Reichshof, powołując się na prace ks. Michny i Kurta Lücka. Stanisław Rospond zwrócił uwagę, że forma Reichshoff lub podobna niepoparta jest zapisami, zaś sam model przekształcenia tej nazwy w formę Rzeszów nie jest spotykany w polszczyźnie (niemieckie reich- przyswajane było jako rych-). Przede wszystkim jednak wczesna niemiecka postać nazwy Rzeszów jest poświadczona w 1410 i 1438 jako Resche, co należy uznać za formę wtórną wobec średniowiecznych nazw polskiej (Rzeszów) i ruskiej (Rieszew lub Riesziw).
Od początków XX w. przeważa w nauce polskiej objaśnienie nazwy na gruncie rodzimym – od słowa rzesza (‘duża liczba osób’) albo jako formy dzierżawczej od niepotwierdzonej nazwy osobowej *Rzech lub *Rzesz (tak m.in. Franciszek Piekosiński, Aleksander Brückner). Władysław Makarski dokonawszy krytycznego przeglądu zaproponowanych etymologii opowiada się za zmodyfikowaną koncepcją Mieczysława Karasia, który w oparciu o dawną ruską nazwę Riaszew lub Riasziw (znaną z 1386) sugerował pierwotne brzmienie polskie *Rzęszów lub *Rząszów i kwestionował podstawę etymologiczną *Rzesz lub *Rzech. Makarski nie wyklucza istnienia nazwy osobowej *Rzesz lub *Rzech na gruncie językowym, ale z przyczyn historycznych uznaje Rzeszów z 1354 za polską adaptację ruskiego toponimu Rieszew lub Riesziw (poświadczonego w 1404 i 1502), który z kolei w starszej źródłowo i językowo postaci Riaszew lub Riasziw mógłby przechować nazwę pierwotnej polskiej osady *Rzęszów sprzed podbojów książąt halickich, ta zaś daje się wywieść od typowego dla średniowiecznej polszczyzny zdrobnienia imion z członem Rzędzi- lub -rząd. Polsko-ruski rodowód nazwy znajduje potwierdzenie w jej łacińskim odpowiedniku (Resovia), używanym od czasów lokacji (dokument z 1354 mówi o „Oppidum Rzeszoviense”), w nazwisku rodowym przyjętym przez pierwszych właścicieli miasta (Rzeszowscy), a także w fakcie, że na przestrzeni 146 lat zaboru austriackiego, a więc niemieckojęzycznej administracji państwowej, dokumentacji i kartografii, zaborca nigdy nie stosował niemieckiego egzonimu Reichshof, lecz wyłącznie polską nazwę Rzeszów.
Ślad etymologii rodzimej przetrwał w miejscowej tradycji, która nadała miastu potoczne określenie Rzesza, oraz w nazwie jednej z najstarszych sąsiednich osad (Mrowla, dawniej Mrowie), na co w swoich etnologicznych badaniach wskazywał Franciszek Kotula (Tamten Rzeszów, 1983).
Nazwa Rzeszów ma następujące odpowiedniki obcojęzyczne: łac. Resovia, cz. Řešov, jid. ‏רײַשע Rajsze‎, ukr. Ряшів (Riasziw) i ros. Ряшев (Riaszew). Rosyjska i (rzadziej) ukraińska forma Жешув jest prostą transkrypcją, która rozpowszechniła się po 1945.

## Polityka, administracja i sądownictwo

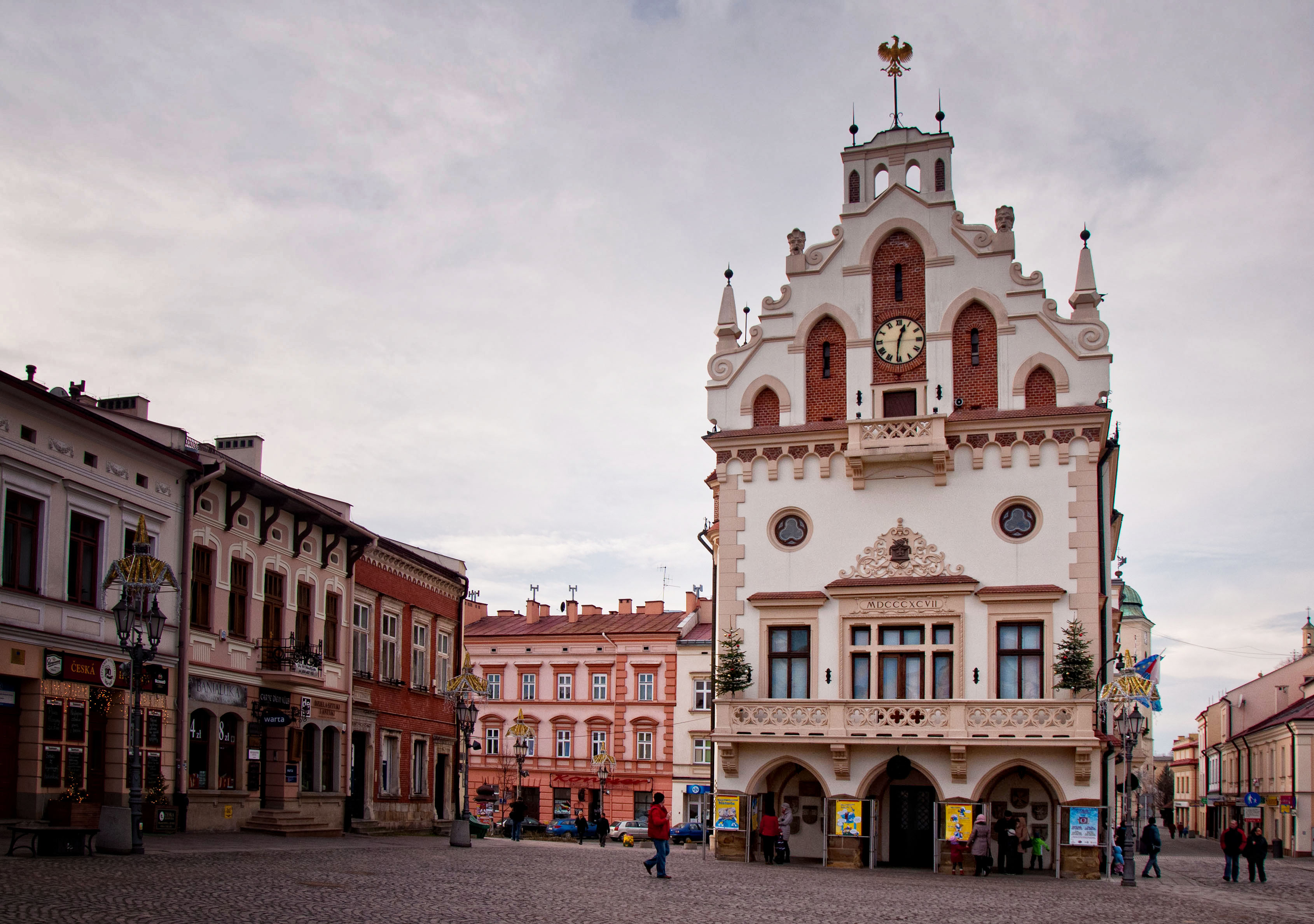
Rzeszowski ratusz (XVI w., 1867, 1884, 1897-98)

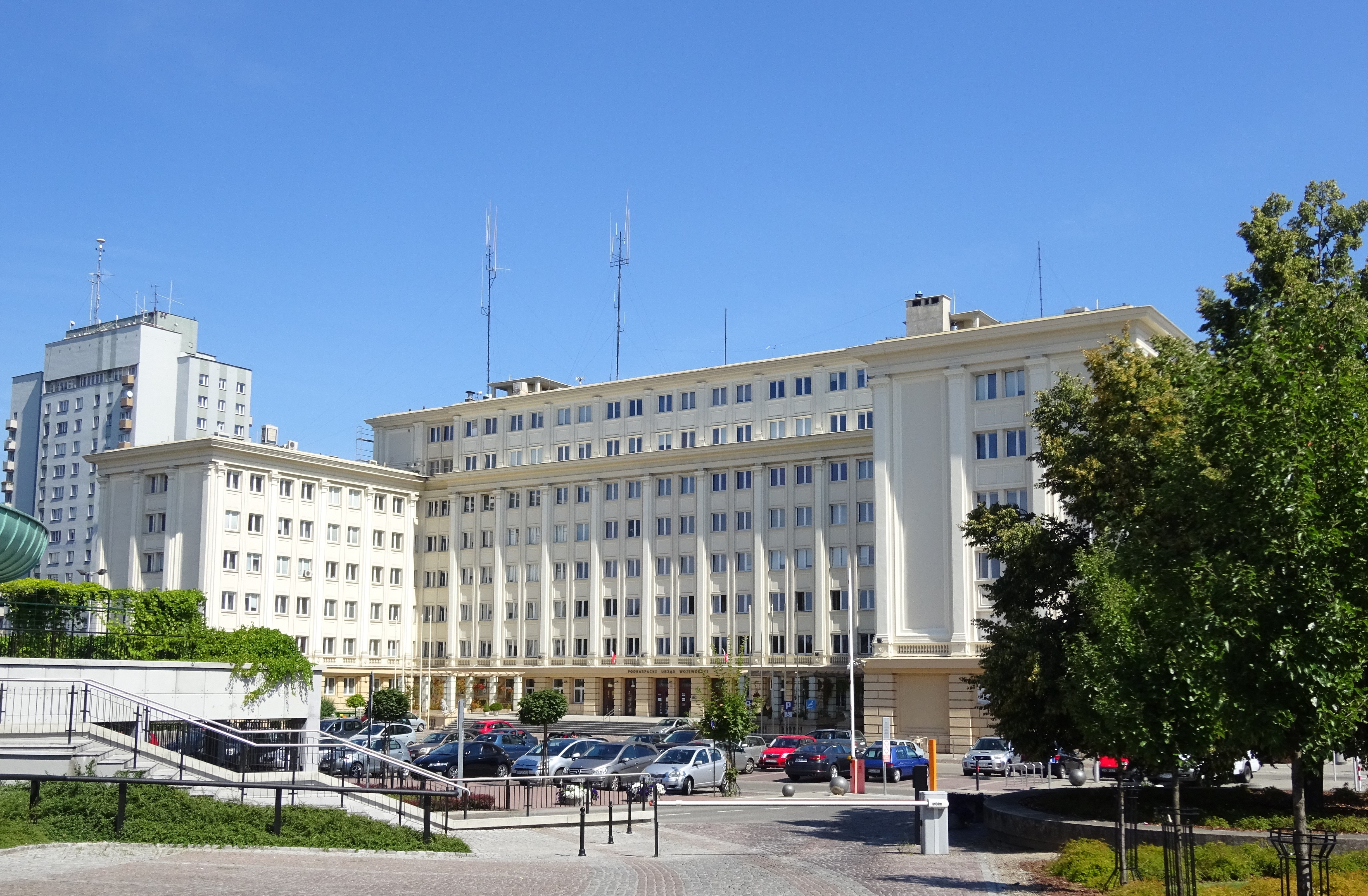
Podkarpacki Urząd Wojewódzki w Rzeszowie (architekt Ludwik Pisarek, 1951–1954)

### Miasto a region
Rzeszów jest stolicą województwa podkarpackiego, mieszczą się tu Podkarpacki Urząd Wojewódzki i Podkarpacki Urząd Marszałkowski. W Urzędzie Wojewódzkim swoją siedzibę mają władze powiatu rzeszowskiego, który nie obejmuje samego miasta. W Rzeszowie mają także siedzibę urzędy szczebla wojewódzkiego.
Miasto jest siedzibą rzymskokatolickiej diecezji rzeszowskiej.

### Samorząd
Rzeszów jest miastem na prawach powiatu. Organem stanowiącym miasta jest Rada Miasta Rzeszowa, licząca zgodnie z ustawą o samorządzie gminnym w miastach do 200 tysięcy mieszkańców 25 radnych (w minionej kadencji 2018-2024 było przejściowo 28 radnych: od stycznia 2019 przybyło miastu 2 radne w związku z przyłączeniem do Rzeszowa sołectwa Matysówka z gm. Tyczyn, natomiast od stycznia 2021 roku 1 radny w związku z przyłączeniem miejscowości Pogwizdów Nowy z gm. Głogów Małopolski).
Organem wykonawczym jest prezydent miasta, od 2002 wybierany w wyborach bezpośrednich co 4 lata, a od roku 2024 co 5 lat. Siedzibą prezydenta miasta Rzeszowa i Rady Miasta jest rzeszowski ratusz.

### Zarządcy miasta
Wieloletnim prezydentem miasta był Tadeusz Ferenc, pełniący urząd przez prawie pięć kadencji (od listopada 2002 do lutego 2021). 10 lutego 2021 złożył on rezygnację z urzędu ze względu na zły stan zdrowia. W czerwcu 2015 r. został uznany przez tygodnik „Newsweek” za najlepszego Prezydenta polskich miast, a także za „Człowieka roku 2015” przez Kapitułę Konkursową „Smart City Forum” w 2016 r. Doktor honoris causa Politechniki Rzeszowskiej (2017 r.). W wyborach z października 2018 wygrał w I turze z wynikiem blisko 64%, zdecydowanie pokonując kandydata z ramienia PiS na ten Urząd. Ważna informacja jest fakt iż nowo wybrana Rada Miejska, wprowadziła aż 12 radnych z Komitetu „Rozwój Rzeszowa Tadeusza Ferenca”. Stworzyła ona koalicję z PO, która w Radzie Miasta ma 4 przedstawicieli. PiS wprowadził do RM 9 radnych. Po włączeniu do Rzeszowa Miłocina i Matysówki Rada Miasta została uzupełniona przez 2 radne, które poszerzyły grono radnych komitetu „Rozwój Rzeszowa” Tadeusza Ferenca który od 2019 roku mając większość 14 radnych może rządzić w Radzie Miasta samodzielnie. Tadeusz Ferenc był pierwszym prezydentem Rzeszowa wybranym w wyborach powszechnych oraz 29. osobą stojącą na czele rzeszowskiego magistratu, licząc kolejno od czasów uzyskania przez Galicję autonomii w XIX w. (choć burmistrzowie, tzw. proconsulowie, istnieli też w Rzeszowie w okresie I Rzeczypospolitej, gdy miasto miało prywatnych właścicieli i własny samorząd – to jednak zbyt mało o rzeszowskich burmistrzach tego okresu wiadomo, a o nazwiskach można dowiedzieć się z ksiąg grodzkich, które nie przetrwały w komplecie). Zatem pierwszym burmistrzem „Wolnego Królewskiego Miasta Rzeszowa” (której to nazwy używano chętnie od 1846 po okres międzywojenny), z tytułem Naczelnika Miasta Rzeszowa, został wybrany w (1863) Jan Pogonowski herbu Ogończyk. Tytuł ten obowiązywał do 1893, kiedy Leon Schott uzyskał miano burmistrza. W okresie międzywojennym Rzeszowem władał do 1933 burmistrz, a od wydzielenia Rzeszowa jako powiatu miejskiego w ramach reformy samorządowej (1933) – prezydent (ostatnim burmistrzem i zarazem pierwszym prezydentem Rzeszowa był Roman Krogulski). Po II wojnie światowej na pierwszego prezydenta miasta powołano przedwojennego wiceprezydenta Franciszka Ślusarczyka. W latach 50., podobnie jak w całej Polsce władze lokalne rezygnowały z funkcji prezydentów miast a ich obowiązki przejęli przewodniczący Miejskich Rad Narodowych. Ostatecznie funkcję prezydentów miast powrócono tzw. małą reformą administracyjną z 1974.

### Sądownictwo

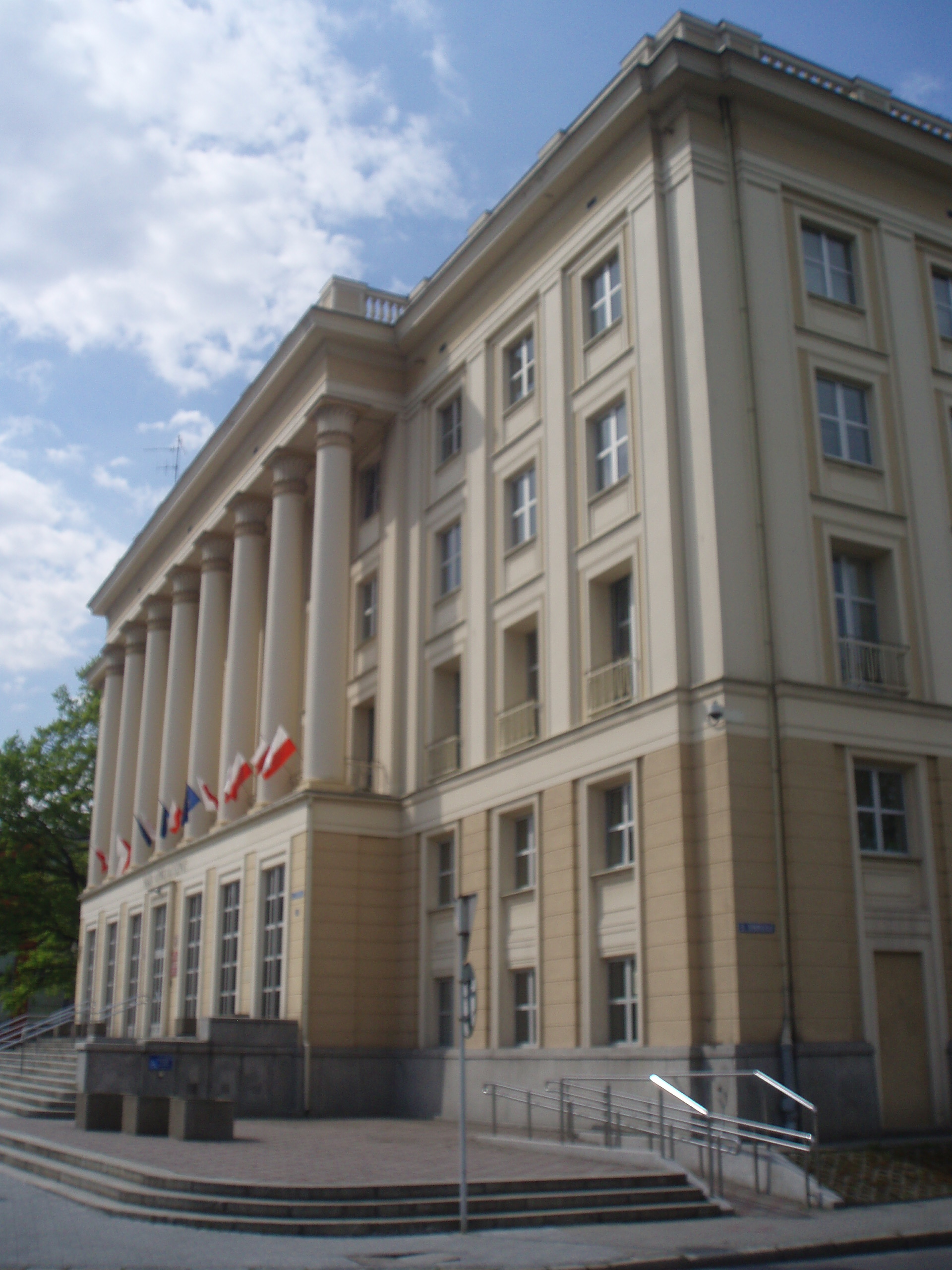
Budynek Sądu Apelacyjnego w Rzeszowie

W mieście siedziby mają wszystkie organy sądów powszechnych (sądy: Rejonowy, Okręgowy, Apelacyjny). Swoją siedzibę ma tam również Wojewódzki Sąd Administracyjny oraz Prokuratura Regionalna. W 1812 na Zamku w Rzeszowie rozpoczęły się prace adaptacyjne budynku, które miały na celu przystosowanie go do pełnienia funkcji Sądu Obwodowego i więzienia. Przez szereg lat Zamek pełnił funkcję siedziby sądów Rejonowego i Okręgowego. W czerwcu 2010 r. Sąd Rejonowy został przeniesiony do nowo wybudowanego budynku przy ul. gen. J. Kustronia 4.
Obecnie trwają zaawansowane rozmowy – poparte deklaracjami – a dotyczące przeniesienia siedziby Sądu Okręgowego z budynku Zamku Lubomirskich. W planach jest budowa nowej siedziby Sądu Okręgowego obok obecnego Sądu Rejonowego.
W czasach Galicji Rzeszów należał do apelacji krakowskiej, jednak w 1944 siedzibę sądu apelacyjnego przeniesiono czasowo z Krakowa do Rzeszowa. Doprowadziło to do konfliktu władz lokalnych o to, gdzie na stałe ma znaleźć się sąd apelacyjny znajduje odzwierciedlenie w nomenklaturze instytucji, kiedy to używano 2 pieczęci (Sąd Apelacyjny w Rzeszowie, lub zamiennie Sąd Apelacyjny w Krakowie z tymczasową siedzibą w Rzeszowie). 3 marca 1945 „apelacja” powróciła ostatecznie do Krakowa, a 29 marca tego samego roku wydzielono obszar pod jurysdykcją nowo powstałego Sądu Apelacyjnego w Rzeszowie (zlikwidowano go w 1946 i ponownie powołano w 1949). W 1950 wszystkie sądy apelacyjne zostały zlikwidowane. Wskutek reformy sądownictwa z 1990 w całej Polsce powstało 10 nowych Sądów Apelacyjnych, w tym w Rzeszowie. Wojewódzki sąd administracyjny w Rzeszowie powstał po przekształceniu ośrodka zamiejscowego Naczelnego Sądu Administracyjnego.

### Polityka
Mieszkańcy Rzeszowa wybierają posłów na Sejm w okręgu wyborczym nr 23. senatora w okręgu wyborczym nr 56 (wraz z mieszkańcami powiatów: łańcuckiego, rzeszowskiego).
W wyborach do Parlamentu Europejskiego mieszkańcy wybierają 2 eurodeputowanych w okręgu wyborczym nr 9, które obejmuje całe województwo podkarpackie.

### Podział administracyjny

Osiedla Rzeszowa wg stanu z 26 stycznia 2021 roku

W Rzeszowie wyznaczono jednostki pomocnicze gminy zwane osiedlami. Jednostkom nadano numery i nazwy:
- I – Śródmieście
- III – Pułaskiego
- IV – Gen. Grota Roweckiego
- V – Piastów
- VI – Gen. Dąbrowskiego
- VII – Staroniwa
- VIII – Kmity
- IX – Gen. Andersa
- X – Staromieście
- XI – 1000-Lecia
- XII – Pobitno
- XIII – Mieszka I
- XIV – Nowe Miasto
- XV – Wilkowyja
- XVI – Słocina
- XVII – Zalesie
- XVIII – Przybyszówka
- XIX – Baranówka
- XX – Króla Stanisława Augusta
- XXI – Paderewskiego
- XXII – Drabinianka
- XXIII – Krakowska – Południe
- XXIV – Kotuli
- XXV – Załęże
- XXVI – Zwięczyca
- XXVII – Biała
- XXVIII – Miłocin
- XXIX – Budziwój
- XXX – Bzianka
- XXXI – Matysówka
- XXXII – Miłocin – św. Huberta
- XXXIII – Zawiszy Czarnego[75]
- XXXIV – Pogwizdów Nowy[76]

### Rozwój terytorialny
| Rozwój terytorialny Rzeszowa | Rozwój terytorialny Rzeszowa | Rozwój terytorialny Rzeszowa | Rozwój terytorialny Rzeszowa |
| ---------------------------- | ---------------------------- | --- | --- |
| początek XIV wieku           | ?                            | Staromieście | Rzeszów jako gród obronny zlokalizowany na północ od centrum miasta. |
| 1354                         | ?                            | Śródmieście | „Przeniesienie miasta” na południe, lokacja miasta przez króla Kazimierza Wielkiego na prawie magdeburskim; niewiele wiadomo o granicach tamtego Rzeszowa, wiadomo jedynie że miasteczko ulokowano wraz z Rynkiem i ul. Farną (Kościuszki) na lessowym wzgórzu otoczonym wokół jeziorami i bagnami pełniącymi funkcje obronne, w skład miasta wchodziły też na pewno fragmenty późniejszych ulic 3 Maja i Mickiewicza – która wiodła przez rzekę Wisłok na wschód, w stronę Jarosławia. |
| XVI wiek                     | ok. 2 km²                    | Śródmieście | Miasto przejmuje Mikołaj Spytek Ligęza, rozwija je na północ (budowa klasztoru bernardynów), południe (rejon ulic Baldachówka i Grodzisko) oraz na wschód (ulica Słowackiego, tzw. Różanka) i w kierunku rzeki (budowa kościoła św. Ducha i szpitala). Na prawym brzegu Wisłoka, należącym do miasta tzw. Czekaju funduje „domy czynszowe dla ubogich mieszczan”. Rozpoczyna również budowę zamku na południe od centrum miasta. |
| XVII i XVIII                 | 2,9 km²                      | Śródmieście | W rejonie placu Wolności powstaje żydowska osada zwana Nowym Miastem z tzw. „Nowym Rynkiem” (Plac Wolności), ostatecznie łączy się ona z Rzeszowem pod koniec XVIII wieku. |
| XIX wiek                     | 2,9 km²                      | Północne Śródmieście | Rozwijają się okolice dworca PKP, na terenach należących do gminy Ruska Wieś. |
| 1902                         | 7,68 km²                     | Ruska Wieś (część śródmieścia w rejonie dworca głównego PKP i ulicy Króla Augusta oraz Krakowskiej), część Staroniwy i Drabinianki | W wyniku starań ówczesnego burmistrza Stanisława Jabłońskiego Sejm Galicji wyraża w 1901 zgodę na przyłączenie do miasta w całości gminy-wsi Ruska Wieś obejmującej tereny pomiędzy dotychczasowym Rzeszowem a Staromieściem oraz rejon ulic Króla Augusta oraz Krakowskiej po skrzyżowanie z ul. Ustrzycką, a także części pobliskich wsi Staroniwy – część do torów kolejowych na Jasło z niewielkim fragmentem za nimi w rejonie ul. Langiewicza i Drabinianki (tzw. Maćkówka – zwana Podpromiem – enklawa Drabinianki na zachodnim brzegu rzeki Wisłok) po granice wsi Zwięczyca na południu. To wydarzenie upamiętnia tablica znajdująca się w ratuszu miejskim. |
| 1918–1939                    | 7,68 km²                     | Rozwija się część Śródmieścia (osiedla Dąbrowskiego i Śródmieście-Południe) | W wyniku włączenia Rzeszowa do COP-u następują gwałtowne zwiększenie populacji miasta i kłopoty lokalowe. Zresztą w 1928 rada miasta zgłasza wniosek o powiększenie obszaru Rzeszowa do ok. 40 km², co ma umożliwić jego planową i czytelną rozbudowę, jednak w okresie międzywojennym żadne decyzje rządowe w tym zakresie nie zapadają, jedynie w roku 1933 w wyniku reformy administracji roku miasto zostaje wydzielone z powiatu jako powiat grodzki i dotychczasowy burmistrz otrzymuje miano prezydenta miasta (pierwszym prezydentem Rzeszowa zostaje dotychczasowy burmistrz Roman Krogulski) i uprawnienia starosty powiatowego na teren miasta Rzeszowa. Pod koniec lat 30. powstają nowe kamienice i pierwsze osiedla bloków mieszkalnych (ulice Hetmańska, Curie-Skłodowskiej, Bohaterów Westerplatte). Środek ciężkości zabudowy przesuwa się znacznie na południe w kierunku fabryk PZL i filii Zakładów Cegielskiego (Zelmer), tj. wzdłuż ul. Dąbrowskiego i Hetmańskiej. Ludności szybko przybywa i przed wybuchem II wojny światowej liczba mieszkańców Rzeszowa przekracza 41 tys. |
| 1951                         | 39,06 km²                    | W wyniku decyzji Rady Ministrów przyłączone zostają w całości Pobitno, Staromieście, reszta Drabinianki (zob.Nowe Miasto) i Staroniwy, część Zalesia, część Słociny i część Zwięczycy (po rejony ulicy Wetlińskiej na południu, nazwanej później Połonińską). | Po odbudowie Śródmieścia powstają lub są rozbudowane: 1950–1955 nieco socrealistyczne w formie osiedle Dąbrowskiego z charakterystycznym, zabytkowym, osiedlowym domem kultury, zwane do lat 70. osiedlem WSK, 1960–1963 os. Grota-Roweckiego oraz os. Króla Augusta, 1960–1965 os. Piastów, 1962–1971 os. gen. Andersa (dawniej Baranówka I, II i III), 1963–1975 os. 1000-Lecia, 1973–1975 os. Pułaskiego, w latach 1965–1974 rozbudowywane jest os. Dąbrowskiego oraz rusza budowa osiedla Gwardzistów (os. Kmity). |
| 1971                         | 40,03 km²                    | Korekta głównie południowej granicy Rzeszowa w związku z budową zapory i zalewu na rzece Wisłok. Z Rzeszowa wyłączono kilkanaście domów w rejonie Zwięczycy na południe od ul. Wetlińskiej (Żabnik) oraz skorygowano (wyprostowano) przebieg linii granicy w rejonie Drabinianki, odłączając zakole Dębiny (przyłączone następnie do Budziwoja) a wchłaniając teren w rejonie ulic Gościnnej i Makuszyńskiego; zamianie też uległy niewielkie tereny w rejonie Miłocina (wyłączenie skrawka terenu na północnej linii granicy w zamian za włączenie niewielkiej enklawy wzdłuż ul. Borowej). Brak natomiast w mapach topograficznych i dokumentach potwierdzenia zmian granic w rejonie Słociny – jeszcze w roku 1976 park w Słocinie na podkładach map stosowanych w miejskich pracowniach urbanistycznych zlokalizowany jest poza granicami miasta. | Równolegle w latach 1963–1968 prowadzone są intensywne prace planistyczne nad zagospodarowaniem prawobrzeżnej części miasta; ambitne plany budowy nowoczesnej dzielnicy zostają jednak zarzucone z braku środków i w drugiej połowie lat 70. XX w. po wyburzeniu znacznej części zabudowy dawnej Drabinianki (obszary pomiędzy ulicami Rejtana i Podwisłocze) powstał tam w atmosferze centralnego nacisku na szybką realizację dużej liczby nowych mieszkań kilkadziesiąt monotonnych i długich, ustawionych w jednym kierunku 11-piętrowych bloków osiedla, z którego dawnych planów pozostaje tylko szumna nazwa Nowego Miasta. |
| 1977                         | 53,7 km²                     | W wyniku intencyjnej uchwały ówczesnej Wojewódzkiej Rady Narodowej w Rzeszowie z czerwca 1976 roku oraz rozporządzenia rządu z 29 grudnia 1976, od 1 lutego 1977 do Rzeszowa przyłączone zostają w całości: Zalesie i Wilkowyja, duża część Słociny, część Przybyszówki i fragment Białej, a także niewielkie fragmenty Miłocina w rejonie ulicy Ślusarczyka. | W latach 80. i 90. XX w. na Pobitnym i Wilkowyi powstaje osiedle bloków Pobitno-Północ, powstaje również duże osiedle w zachodniej części miasta (os. Krakowska-Południe) oraz rozbudowywane jest osiedle Baranówka (część zwana „4B”, a nieoficjalnie „piątką” w pobliżu Technikum Rolniczego). |
| 2006                         | 68 km²                       | W granice Rzeszowa zostają włączone pozostała część Słociny oraz Załęże. | Z powodu braku powierzchni pod inwestycje, wskazywanego od wielu lat przez urbanistów dalekiego wykraczania granic funkcjonalnych miasta poza jego granice administracyjne oraz z powodu jednej z największych gęstości zaludnienia Rzeszowa pośród miast polskich, władze miasta decydują się na rozpoczęcie procedury przyłączenia okolicznych sołectw. 1 stycznia 2006 przyłączone zostają pozostała część Słociny i Załęże. |
| 2007                         | 77,24 km²                    | Do Rzeszowa zostaje przyłączona wschodnia część Przybyszówki. | |
| 2008                         | 91,5 km²                     | Do Rzeszowa zostaje włączona pozostała część Przybyszówki oraz Zwięczyca. | |
| 2009                         | 97,6 km²                     | Do Rzeszowa zostaje włączona pozostała część podmiejskiej wsi Biała (z gminy Tyczyn). | |
| 2010                         | 116,36 km²                   | Do Rzeszowa zostaje przyłączony Budziwój oraz południowa część Miłocina. | |
| 2017                         | 120,41 km²                   | Do Rzeszowa zostaje przyłączona podmiejska miejscowość Bzianka. | Powiększenie miasta o ponad 4,04 km² (miejscowość Bzianka) dokonano 1 stycznia 2017 (rozporządzeniem Rady Ministrów z 19 lipca 2016). |
| 2019                         | 126,61 km²                   | Do Rzeszowa zostaje przyłączona podmiejska wieś Matysówka (z gminy Tyczyn) oraz pozostała część Miłocina. | W lipcu 2018 Rada Ministrów wyraziła zgodę na przyłączenie do miasta dwóch miejscowości w oparciu o pozytywną opinię wojewody podkarpackiego, MSWiA, jak i wyniki przeprowadzonych konsultacji społecznych. Rzeszów powiększył się od 1 stycznia 2019 o Miłocin o powierzchni 90 ha (z gm. Głogów Młp.) oraz Matysówkę o powierzchni 530 ha (z gm. Tyczyn). Od 2019 r. miasto ma ponad 126 km kw. powierzchni oraz około 196 tys. mieszkańców. |
| 2021                         | 129,01 km²                   | Do Rzeszowa zostaje przyłączony Pogwizdów Nowy (z gminy Głogów Małopolski). | Rada Ministrów dnia 31.07.2020 r. wydała rozporządzenie, na mocy którego miasto Rzeszów z dniem 1 stycznia 2021 roku powiększyło swój obszar o miejscowość Pogwizdów Nowy z gminy Głogów Małopolski (2,4 km² oraz ok. 1200 mieszkańców) |

## Demografia

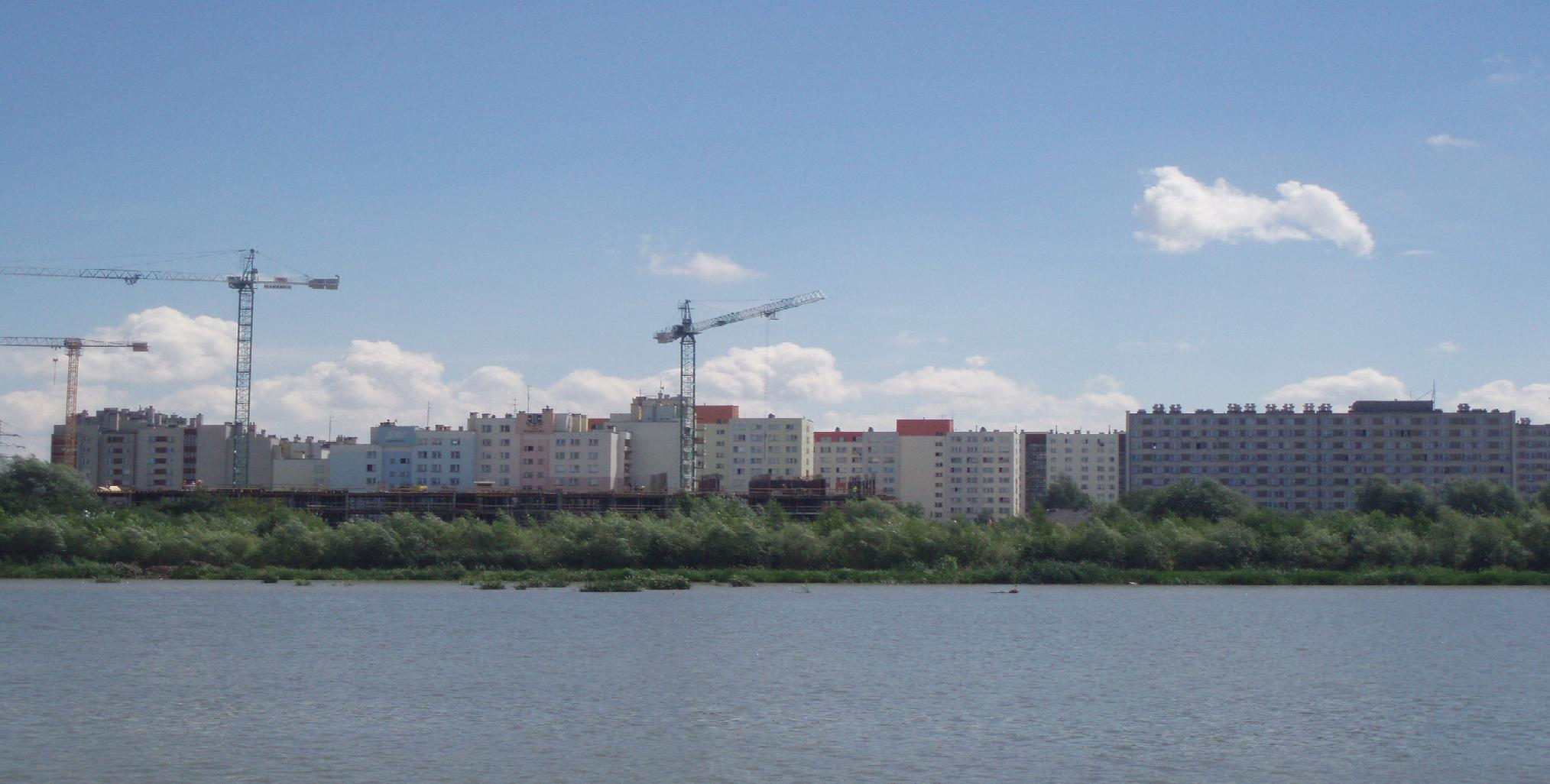
Osiedle Drabinianka

Według najnowszych danych GUS z 31 grudnia 2024 r. Rzeszów zamieszkiwało 198 317 osób (wobec 197 536 w dniu 30.06.2024), a jego powierzchnia wynosi 129,01 km², co czyni go 14. miastem Polski pod względem liczby ludności i 20. miastem Polski pod względem zajmowanej powierzchni.
- Wykres liczby ludności Rzeszowa na przestrzeni ostatniego stulecia:

Największą (przed korektą wynikającą z NSP 2021) liczbę ludności Rzeszowa GUS szacował w dniu 31 grudnia 2021 roku  – na 198 609 mieszkańców, co po uwzględnieniu danych uzyskanych od marca do września roku 2021 GUS skorygował na 196 374 osoby zamieszkujące miasto Rzeszów w dniu 31 grudnia 2021. Unia Metropolii Polskich szacowała co prawda, że na terenie Rzeszowa wiosną roku 2022 mieszkało nawet ponad 300 tysięcy osób, z czego ok. 100 tys. stanowiły osoby będące uciekinierami wojennymi z Ukrainy, ale nie potwierdziły tego badania GUS z 2023 ani dane MSWiA. Grupę, szacowaną przez władze miasta na ok. 20 – 30 tys. mieszkańców stanowią osoby faktycznie zamieszkałe, lecz nie zameldowane na terenie Rzeszowa, które nie generują przypisanych do miejsca zamieszkania podatków, co wpływa negatywnie na finanse miasta. Dlatego władze Rzeszowa prowadziły przez wiele lat (w formie loterii) kampanię mającą na celu zachęcenie nowych mieszkańców do rozliczania podatku dochodowego w miejscu faktycznego zamieszkania (podobną kampanię prowadzi Wrocław).

### Poziom życia
Prowadzone są intensywne remonty i rewitalizacja wielu rejonów. Duża część ze środków na rozwój miasta ma swe źródło w funduszach strukturalnych Unii Europejskiej. Według danych UM w latach 2006–2015 największą część miejskich funduszy przeznaczonych zostało na inwestycje infrastruktury drogowej i komunikacyjnej. W latach 2006–2019 powiększono obszar miasta ponad dwukrotnie, rozbudowano i zmodernizowano międzynarodowy port lotniczy „Rzeszów-Jasionka” oraz wzmocniono pozycję ośrodka akademickiego.
Stopa bezrobocia wynosi 4% (stan na listopad 2024).
Rzeszów, jako pierwsze miasto w Polsce, udostępnił mieszkańcom darmowy szerokopasmowy Internet (sieć ResMAN). Według rankingu „Przekroju” – „Gdzie się żyje najlepiej?” opublikowanego 18 czerwca 2009 Rzeszów zajął 2. miejsce, po Poznaniu.
Według Dziennika „Gazeta Prawna” z maja 2014 Rzeszów zajął 2. miejsce z kwotą dotacji 13 038 zł na jednego mieszkańca związanym z pozyskiwaniem i wydawaniem pieniędzy z Brukseli oraz zarządzaniem długiem. Ponadto w maju 2014 roku miasto Rzeszów zajęło II miejsce w rankingu Miast Atrakcyjnych dla Biznesu, w kategorii dużych miast (od 150 tys. do 300 tys. mieszkańców) zorganizowanym przez miesięcznik „Forbes”. W sierpniu 2014 roku dwutygodnik „Wspólnota” opublikował ranking bilansujący dokonania wójtów, burmistrzów i prezydentów miast w mijającej kadencji „Najszybciej rozwijające się gminy w latach 2010–2014”. Rzeszów zajął pierwsze miejsce wśród miast na prawach powiatu. W październiku 2014 r. Prezydent Miasta Rzeszowa – Tadeusz Ferenc został wybrany najlepszym prezydentem kadencji 2010 – 2014 dzięki ocenom czytelników Portalu Samorządowego, uzyskując 92,3% pozytywnych głosów w trzech kategoriach: sytuacja społeczno-gospodarcza i rynek pracy, inwestycje miejskie oraz zarządzanie urzędem i usługami dla mieszkańców.
W styczniu 2015 w analizie dokonanej przez „Puls Biznesu” Rzeszów zajął 1. miejsce pod względem inwestycji przeliczając na jednego mieszkańca (per capita). Zestawienie dotyczyło 12 miast tworzących Unię Metropolii Polskich. W lutym 2015 roku miasto Rzeszów otrzymało nagrodę główną w kategorii „Wschodząca Gwiazda Outsourcingu w Polsce”. Nagroda ta stanowi podsumowanie działań dot. wspierania biznesu, jego rozwoju w mieście. Ponadto w maju 2015 roku Fundacja Schumana przedstawiła raport „miast uczących się”. Rzeszów w tym rankingu zdobył 2. miejsce. Pod uwagę wzięto m.in. infrastrukturę produkcyjną, kapitał ludzki, prowadzenie biznesu, coroczny przyrost liczby mieszkańców, jak również współpracę pomiędzy przedsiębiorstwami a mieszkańcami miasta. W raporcie wzięto pod uwagę fakt że Rzeszów konsekwentnie od lat wiąże swoją przyszłość z nowoczesnymi technologiami (lotnictwo, branża IT).
W tym samym rankingu spośród wszystkich metropolii Polski – Rzeszów zajął 1. miejsce. W 2015 roku Rzeszów zajął 1. miejsce w rankingu miast atrakcyjnych dla biznesu (w kategorii miast od 150 do 300 tys. mieszkańców). Ranking opracował miesięcznik „Forbes”.
Kapitał jakości życia – w zestawieniu 12 polskich metropolii – został zakwalifikowany dość wysoko. W badania przeprowadzonych w roku 2016 PwC oceniło Rzeszów jako miasto w bardzo dobrej kondycji z dużymi perspektywami na przyszłość.

## Gospodarka

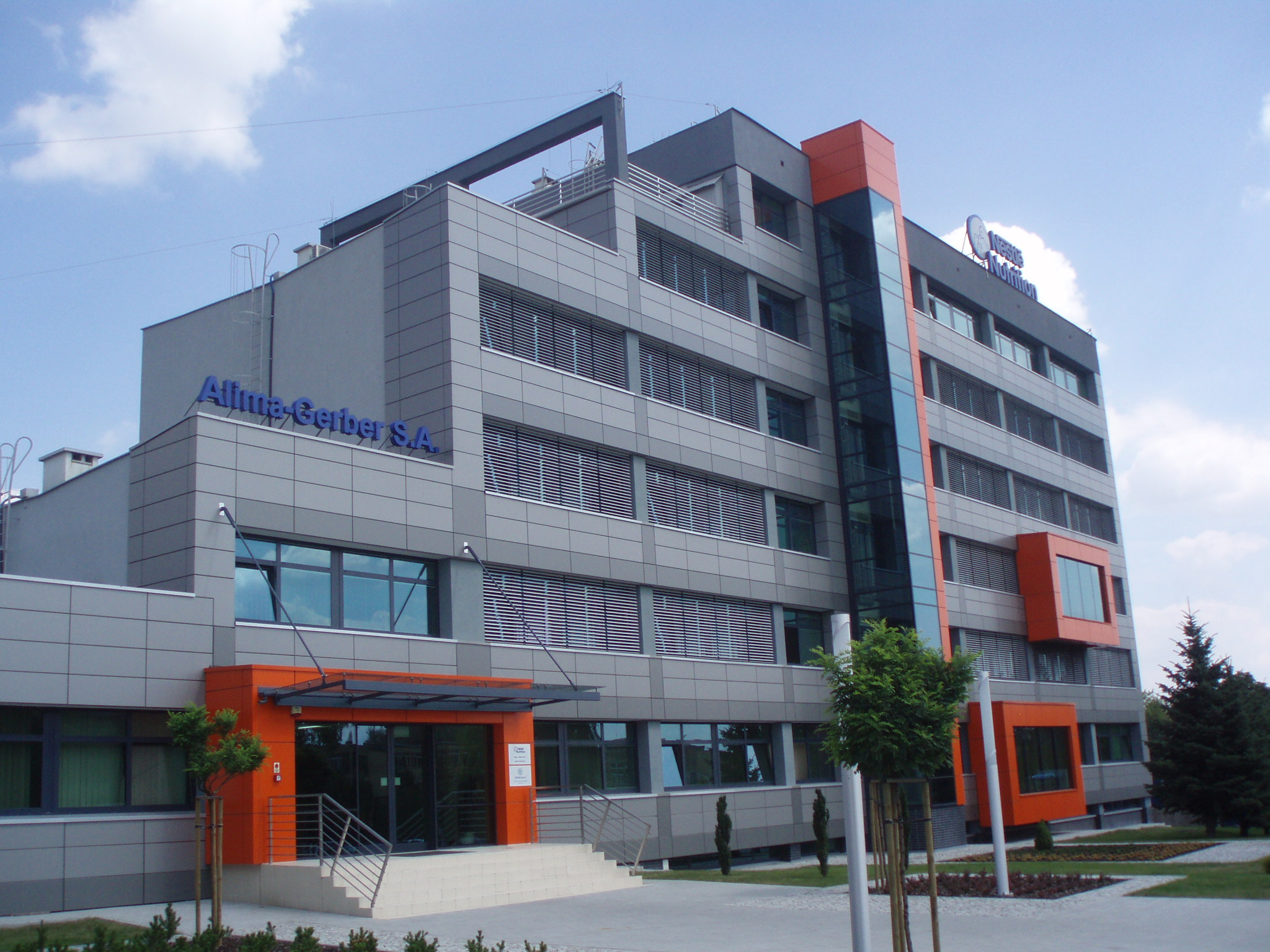
Siedziba Alima Gerber SA

Rzeszów jest regionalnym centrum przemysłu lotniczego, AGD, maszynowego oraz farmaceutycznego. Siedzibę mają tu także liczne przedsiębiorstwa z branży IT.
W 1971 r. utworzono przedsiębiorstwo państwowe Rzeszowskie Zakłady Farmaceutyczne „Polfa” w Rzeszowie, których organem założycielskim było Ministerstwo Przemysłu Chemicznego; w tym samym roku przedsiębiorstwo przejęło majątek Farmaceutycznej Spółdzielni Pracy „Syntofarma” w Rzeszowie i stało się jednym z największych producentów leków w kraju. W 1997 przedsiębiorstwo zostało sprzedane amerykańskiemu koncernowi ICN Pharmaceuticals Inc. z siedzibą w Costa Mesa (od 2018 Bausch Health z siedzibą w Laval w Kanadzie). W Rzeszowie działają jeszcze dwie fabryki leków: koncernu Sanofi-Aventis oraz polskiej firmy Chema-Elektromet.
W Rzeszowie przez kilkadziesiąt lat swoją siedzibę miał Zelmer SA – obecnie zlikwidowany. Majątek tej rzeszowskiej fabryki w wyniku sprzedaży przez Ministerstwo Skarbu Państwa przejęła niemiecka firma BSH/Bosch – europejski producent sprzętu AGD. Marka Zelmer została w roku 2019 wycofana z rynku, a prawo do używania nazwy „Zelmer” jako znaku firmowego zostało w 2020 r. sprzedane przez spółkę BSH Polska niezwiązanemu z Rzeszowem podmiotowi trzeciemu, planującemu rozpoczęcie pod tą marką produkcji sprzętu AGD.
W 1938 roku w ramach COP uruchomiono w Rzeszowie Państwowe Zakłady Lotnicze (po wojnie WSK PZL Rzeszów). Zakłady te w 1994 r. zostały przekształcone w spółkę skarbu państwa, a w 2001 85% udziałów zostało sprzedane amerykańskiej spółce United Technologies. W 2015 r. zakład zmienił nazwę na Pratt & Whitney Rzeszów. Rzeszów jest głównym ośrodkiem stowarzyszenia przedsiębiorców Dolina Lotnicza (Aviation Valley). W skład stowarzyszenia wchodzą przedsiębiorstwa z całego kraju.
Utworzony został Podkarpacki Park Naukowo-Technologiczny. Podstawą tego przedsięwzięcia jest przemysł lotniczy i farmaceutyczny. Nowe pomysły i rozwiązania powiązane z parkiem technologicznym powstawać mają w preinkubatorze akademickim Politechniki Rzeszowskiej. W PPNT powstały i funkcjonują zakłady m.in. MTU Aero Engines, Borg Warner, Ultratech (przemysł lotniczy). Swą fabrykę ma tu także Alima Gerber SA – producent pożywienia i soków dla niemowląt i dzieci.
Podkarpaccy przedsiębiorcy działający w sektorze informatycznym powołali Stowarzyszenie Informatyka Podkarpacka. Po połączeniu przedsiębiorstw „Asseco” i Softbank Rzeszów jest głównym centrum programistycznym Asseco Poland. W mieście działają firmy z sektora IT, jak BMM czy też G2A.COM, która w 2016 otrzymała trzy nagrody przyznane przez American Business Awards. W Rzeszowie ponadto swoją siedzibę ma Centrum Usług dla Biznesu Deloitte (biurowiec „SkyRes Warszawska”), świadcząca usługi audytu, finansów, IT dla Europy Środkowej czy też przedsiębiorstwo doradcze PwC.
PGE Obrót SA zdobył 1. miejsce spośród największych przedsiębiorstw z Podkarpacia, uzyskując w 2014 ponad 12,9 mld zł przychodów ze sprzedaży. Siedzibą „PGE Obrót SA” jest Rzeszów. Spółka ma oddziały w Białymstoku, Lublinie, Łodzi, Rzeszowie, Skarżysku–Kamiennej, Warszawie i Zamościu.

### Specjalne strefy ekonomiczne
Na terenie miasta funkcjonują trzy specjalne strefy ekonomiczne:
- SSE Rzeszów-Dworzysko (na jej terenie zainwestowało kilkanaście przedsiębiorstw[99]). Składa się ona z przeważającej części miasta, jak i powiatu rzeszowskiego
- SSE w rejonie ul. Ciepłowniczej
- SSE na terenie dawnej „WSK PZL Rzeszów” produkowane są przez przedsiębiorstwo Hamilton Sundstrand Poland podzespoły używane w samolotach oraz silniki lotnicze.

Na północ od miasta istnieją ponadto bardzo dobrze rozwinięte trzy SSE (wszystkie w niedalekiej odległości od miasta i lotniska):
- SSE S1 Jasionka
- SSE S1-3 Tajęcina
- SSE S2 Rogoźnica

Strefy te działają (w ramach stworzonego przez Rzeszowską Agencję Rozwoju Regionalnego) Parku Naukowo-Technologicznego „Aeropolis” (Podkarpacki Park Naukowo-Technologiczny – Rzeszów ul. Szopena 51).

### Handel
W mieście funkcjonują galerie handlowe, centra handlowe, hipermarkety oraz znaczna liczba supermarketów. Najważniejsze z nich to:
- Galeria Rzeszów, ul. Piłsudskiego 44
- Galeria (Centrum Kulturalno-Handlowe) Millenium Hall, Al. Kopisto 1
- Outlet Graffica Rzeszów, plac pułkownika Leopolda Lisa-Kuli 19
- Galeria Nowy Świat, ul. Krakowska 20
- C.H. Rzeszów-Plaza, Al. Rejtana 65
- Stara Szwalnia (dawniej C.H. Rotunda), Al. Okulickiego 10
- C.H. Europa II, Piłsudskiego 34
- Castorama, al. Powstańców Warszawy 13
- Makro Cash&Carry, Al. Armii Krajowej 92
- Media Markt, al. Rejtana 36
- E.Leclerc, Rejtana 69
- Bi1, Al. Witosa 21
- OBI, ul. Podkarpacka 4
- Agata Meble, Al. Powstańców Warszawy 32
- Auchan, Krasne /k. Rzeszowa
- Leroy Merlin Krasne /k. Rzeszowa
- Leroy Merlin Rzeszów Al. Witosa 19
- Kaufland, ul. Okulickiego 14a
- Kaufland, al. Rejtana 67

Rzeszów należy do miast o najwyższym wskaźniku nasycenia powierzchni handlowej na 1000 mieszkańców. W latach 2011–2014 w Rzeszowie odnotowano wzrost wskaźnika łącznej powierzchni w centach handlowych o ponad 60%. Ma to związek z nastawieniem na partnerów biznesowych oraz kupujących głównie zza wschodniej granicy. Sporą grupę docelową stanowią mieszkańcy i przedsiębiorcy z mniejszych miast województwa zaopatrujący się w Rzeszowie. Ważną rolę odgrywa także spora liczba studentów.

### Hotele
W mieście funkcjonuje dużo hoteli. Niektóre z nich to:
- Hilton Garden Inn Rzeszów
- Bristol Tradition and Luxury (*****)
- Holiday Inn Express (Jasionka przy lotnisku)
- Ambasadorski
- Metropolitan
- Apart Hotel 12
- Rzeszów
- Prezydencki
- Grand
- B&B Hotel Rzeszów Centrum
- Forum
- Zimowit[100]
- Iskra[101]
- Blue Diamond

### Mieszkania
Nowe mieszkania oddane do użytku w Rzeszowie w poszczególnych latach:
- 2002 – 505
- 2003 – 866
- 2004 – 645
- 2005 – 456
- 2006 – 1011
- 2007 – 793
- 2008 – 918
- 2009 – 1546
- 2010 – 937
- 2011 – 1565
- 2012 – 1576
- 2013 – 1346
- 2014 – 1649
- 2015 – 2392
- 2016 – 2958
- 2017 – 2599[102]
- 2018 – 3291[103]
- 2019 – 3659
- 2020 – 3825[104]

## Transport

### Transport drogowy
Przez Rzeszów przechodzą następujące trasy:
- A4E40  Autostrada A4 (E40): granica państwa – Jędrzychowice – Wrocław – Katowice – Kraków – Rzeszów – Korczowa – granica państwa
- S19/19 Droga ekspresowa S19/Droga krajowa nr 19 (częściowo E371): granica państwa – Kuźnica – Białystok – Lublin – Rzeszów – Barwinek – granica państwa
- 94 Droga krajowa nr 94: Zgorzelec – Legnica – Wrocław – Opole – Bytom – Kraków – Tarnów – Rzeszów – Korczowa
- 97 Droga krajowa nr 97: Terliczka – Rzeszów
- 878 Droga wojewódzka nr 878: Strzeszkowice Duże – Kraśnik – Janów Lubelski – Nisko – Rzeszów – Dylągówka
- 882 Droga wojewódzka nr 882: Rzeszów
- 883 Droga wojewódzka nr 883: Rudna Mała – Rzeszów

Efektem postępującej od kilku lat modernizacji dróg w regionie podkarpackim jest m.in. otwarcie odcinka autostrady A4 (Drezno – Kijów) oraz fragmentu drogi ekspresowej S19 (Białystok – Barwinek).
W kwietniu 2013 r. udostępniono do ruchu łącznik drogi miejskiej z autostradą i drogą ekspresową S19 – razem stanowiącej część autostradowej obwodnicy Rzeszowa (do węzła Rzeszów – Wschód).
W tym samym miesiącu podpisano umowę z wykonawcą kolejnego odcinka drogi ekspresowej S-19 (od wykonanego węzła Świlcza do planowanego węzła Rzeszów Południe – oddając plac budowy wykonawcy w lipcu 2015). Budowę w/w odcinka oraz łącznika miejskiego zakończono w grudniu 2017 roku. Tym samym Rzeszów zyskał zachodnią obwodnicę miasta, odciążającą w znacznym stopniu ruch samochodowy w mieście.
Według zapisów zatwierdzonego przez rząd kontraktu wojewódzkiego droga ekspresowa S-19 zostanie przedłużona do węzła Babica i dalej do Barwinka. Już obecnie dzięki wybudowanemu łącznikowi z ul. Podkarpackiej do węzła S-19 „Rzeszów-Południe” i dalej w kierunku węzła autostradowego „Rzeszów-Zachód” można ominąć miasto jadąc od strony południowej. S-19 budowana jest również w kierunku północnym (od węzła A-4 „Rzeszów-Wschód” w stronę Lublina). Wybudowany węzeł S-19 „Jasionka” pozwala szybko dotrzeć do portu lotniczego.
Wybudowana autostrada A-4 na terenie Polski biegnie nieprzerwanie od granicy ukraińskiej do granicy z Niemcami. 10 lipca 2016 roku oddano do użytkowania ostatni brakujący jej odcinek od węzła Rzeszów-Wschód do Jarosławia.
Ponadto w ramach kontraktu wojewódzkiego zatwierdzono m.in. budowę południowej obwodnicy Rzeszowa, której wykonanie wstrzymano. Obecnie trwają zaawansowane prace nad zmodyfikowanym projektem tej inwestycji, biorącym pod uwagę to, że będzie ona przebiegać przez obszary objęte ochroną w ramach programu „Natura 2000” (m.in. most na rzece Wisłok).
Również w samym mieście prowadzone były remonty głównych arterii miejskich i dróg wylotowych m.in. ul. Podkarpackiej, ul. Rejtana oraz ul. Lubelskiej. W październiku 2014 roku otwarta została przebudowana Aleja Wyzwolenia. Inwestycja ta jest częścią większego projektu budowy systemu integrującego transport publiczny miasta Rzeszowa, którego koszt wyniósł ok. 415 mln złotych.
W roku 2015 dokonano poszerzenia do 4 pasów ruchu część Al. Sikorskiego. We wrześniu 2016 rozpoczęto III etap inwestycji rozbudowy w/w Alei do granicy miasta, której budowę zakończono w grudniu 2017.
W 2017 rozpoczęto modernizację ul. Podkarpackiej do 4 pasów ruchu – do granicy miasta. Równocześnie rozpoczęto budowę II części obwodnicy północnej od ulicy Lubelskiej do ulicy Warszawskiej, która docelowo ma połączyć się z ul. Krakowską. Obie inwestycje zakończono w 2019 roku. Celem inwestycji było odciążenie ścisłego centrum od ruchu samochodowego oraz otwarcie nowych terenów pod inwestycje.
I etap inwestycji (z mostem T. Mazowieckiego) został oddany w 2015 roku. W roku 2017 rozpoczęto jej II etap, który zakończono w maju 2019 roku. III etap (połączenie ul. Warszawskiej z Krakowską) jest obecnie w planach.
Od początku 2016 – po 12 latach przerwy – w centrum miasta zaczęła działać ponownie strefa płatnego parkowania. Ma ona na celu odciążenie centrum od ruchu samochodowego, propagując jednocześnie ideę poruszania się środkami komunikacji miejskiej. Równocześnie zamontowano parkomaty dla obsługi samochodów planujących postój w strefie.
Miasto na ten cel miasto zakupiło nowoczesne autobusy, biletomaty, wprowadzono „Rzeszowską Kartę Miejską” oraz system ich obsługi w autobusach. Zamontowano równocześnie tablice świetlne oraz nowe wiaty przystankowe. Na wybranych drogach wyznaczono „bus-pasy”.
W celu ochrony dróg miejskich zamontowano na drogach wlotowych do miasta wagi wraz z wyświetlaczami elektronicznymi dla samochodów, przekraczających dopuszczalny ciężar. System wag połączony jest z Centrum Sterowania Ruchem, rejestrującym pojazdy. W przypadku przekroczenia dopuszczalnego ciężaru powiadamiana zostaje Inspekcja Transportu Drogowego.

### Transport rowerowy
Według raportu "Miasta dla rowerzystów 2023", opracowanego przez Dadelo, Rzeszów wyróżnia się jako jedno z najbardziej przyjaznych miast dla rowerzystów w Polsce. Miasto może pochwalić się imponującym wskaźnikiem, gdzie aż 47% długości wszystkich dróg publicznych stanowią trasy rowerowe, co plasuje Rzeszów na czołowej pozycji w kraju pod względem dostępności infrastruktury rowerowej. Dodatkowo, Rzeszów inwestuje w nowoczesne rozwiązania, takie jak rowery czwartej generacji, które nie wymagają stacji dokujących, co zwiększa elastyczność i wygodę użytkowania dla mieszkańców. Te działania świadczą o konsekwentnej polityce miasta w promowaniu ekologicznego transportu i tworzeniu komfortowych warunków dla miłośników dwóch kółek.

### Mosty
- Most Lwowski
- Most Karpacki (zapora)
- Most Narutowicza
- Most św. Józefa
- Most Załęski
- Most Zamkowy
- Most kolejowy
- Most im. Tadeusza Mazowieckiego

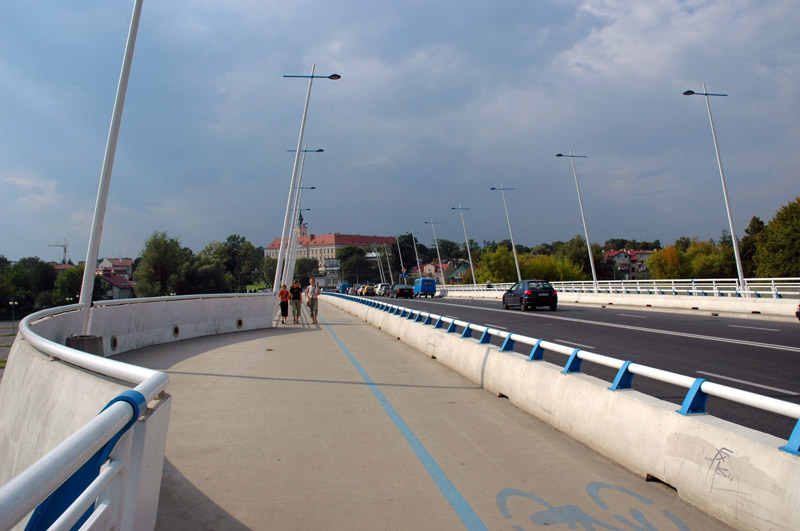
Most Zamkowy

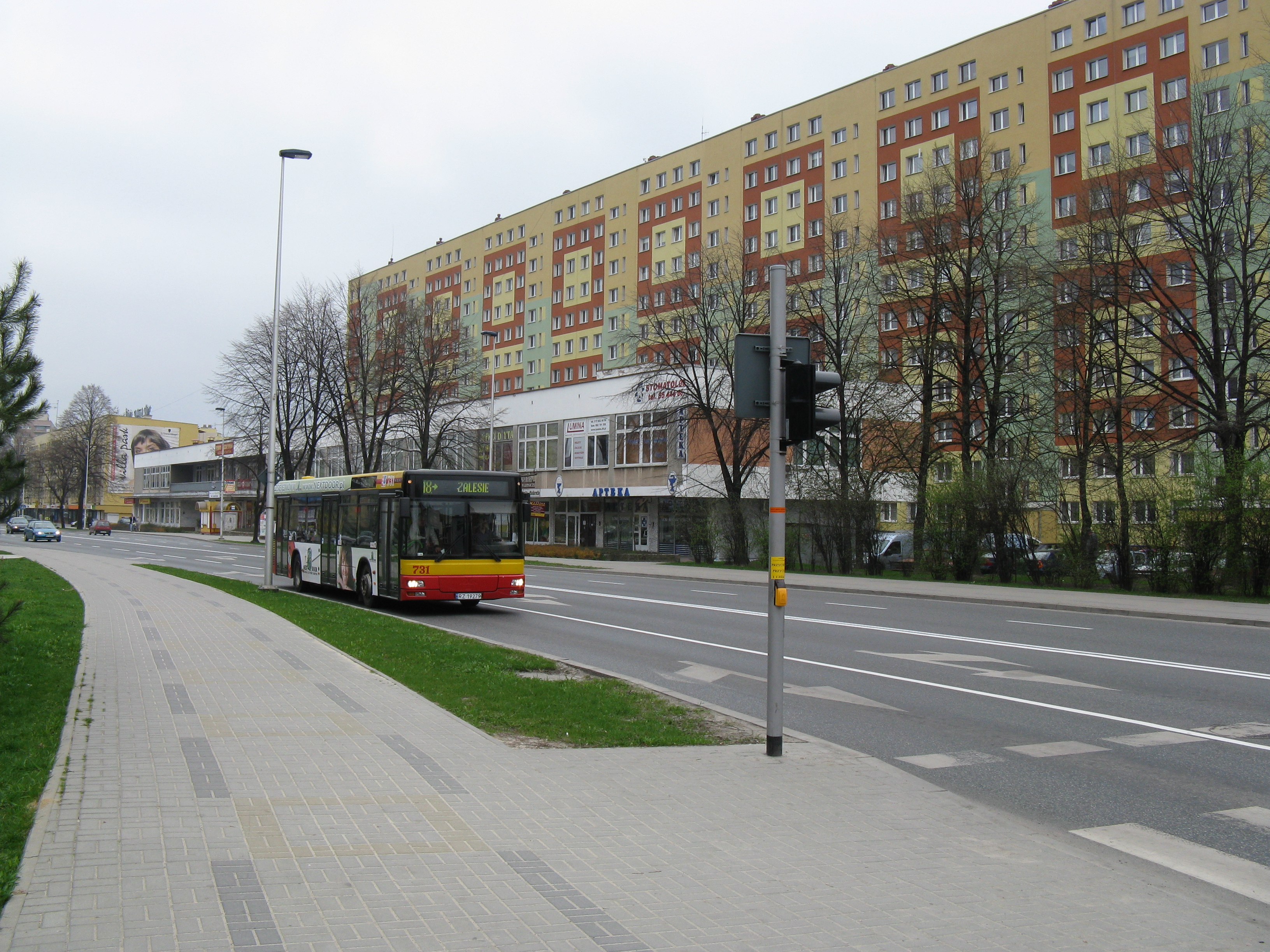
Ulica Dąbrowskiego, Autobus MAN NL 223 MPK Rzeszów

Budowa mostu im. T. Mazowieckiego wraz z połączeniem ulic Lubelskiej i Rzecha stanowi pierwszy z trzech etapów budowy północnej obwodnicy miasta, która przebiega od trasy wlotowej na łącznik autostradowy „Rzeszów-Wschód” (ronda im. J. Kuronia) do ulicy Krakowskiej. Koszt budowy mostu wraz z infrastrukturą drogową to 184 mln złotych z czego większość to dofinansowanie unijne.
Pylon mostu liczący 108,5 metra jest drugim co do wysokości w Polsce, o długości 480 metrów.
W opublikowanym rankingu dziennika „Puls Biznesu” inwestycja ta uplasowała się na 2. miejscu spośród najbardziej spektakularnych i najciekawszych inwestycji samorządowych 2015 r. w Polsce
Mieszkańcy miasta wystąpili z inicjatywą oddolną do władz dot. zmiany nazwy mostu z „im. T. Mazowieckiego” na „Żołnierzy Wyklętych”. Jak do tej pory Rada Miasta nie przychyliła się do petycji mieszkańców.
Ze względu na spore problemy komunikacyjne miasta, przygotowany jest projekt nowego mostu wraz z kolejnym etapem budowy południowej obwodnicy Rzeszowa. Pierwszy projekt nie został zatwierdzony przez Wojewodę i protesty ekologów a obecny plan przebiegu przeprawy przez Wisłok wraz z budową II etapu obwodnicy południowej wymusza w tej części miasta bardzo duży ruch samochodowy i cały szereg problemów z tym związanych. I etap inwestycji, oddanej do użytku w grudniu 2017, przebiega od węzła drogi ekspresowej S-19 „Rzeszów-Południe” do ul. Podkarpackiej. Co ważne, są dość duże szanse na dotację w/w inwestycji z zewnętrznych źródeł finansowania.

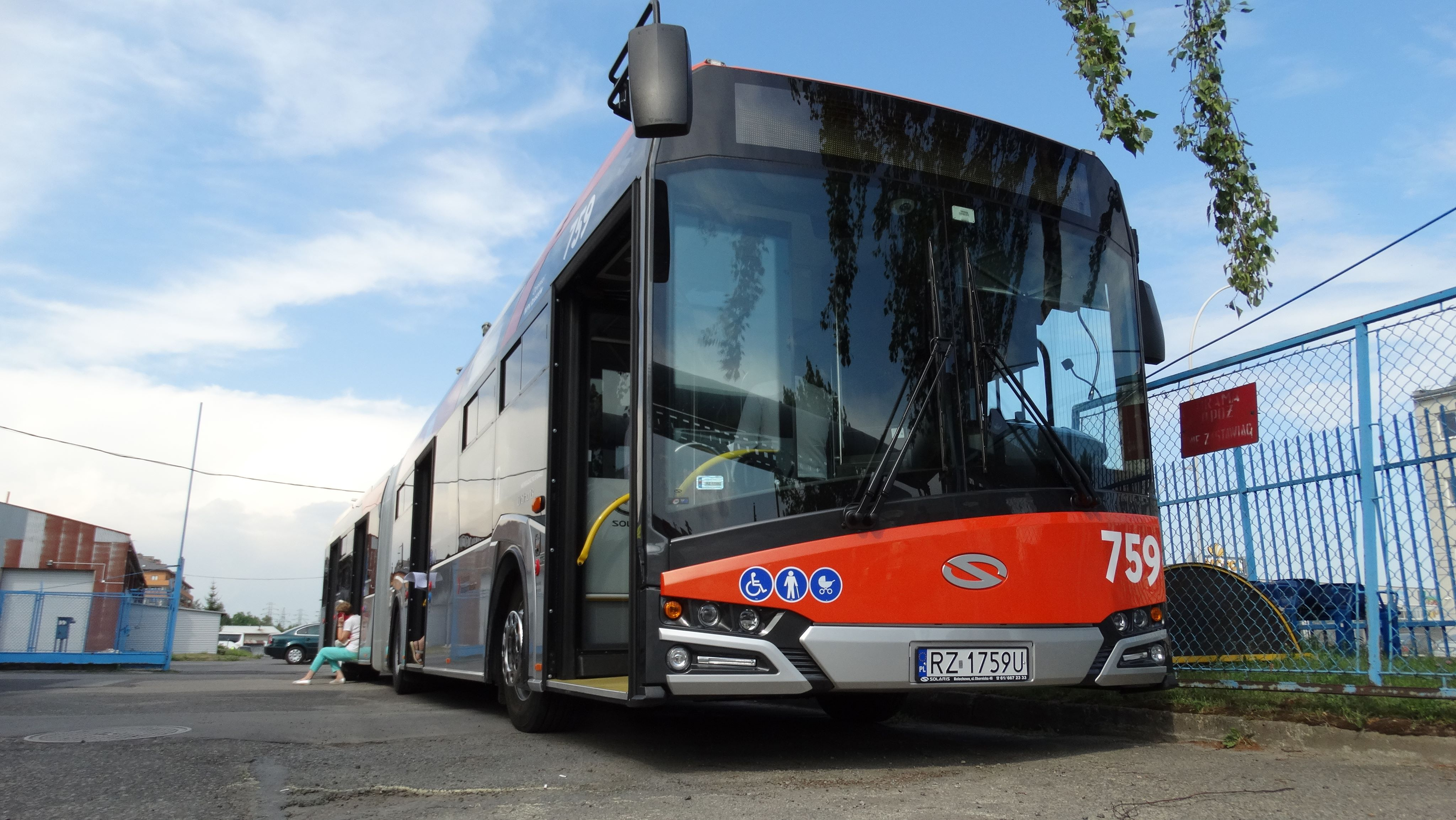
Solaris Urbino 18 należący do MPK Rzeszów

### Transport miejski
Miejskie Przedsiębiorstwo Komunikacyjne obsługuje aktualnie 63 linie autobusowe, w tym 41 miejskich, 19 podmiejskich oraz 3 nocne (w tym 5 linii stanowiących połączenia z centrum miasta do podrzeszowskich stref ekonomicznych).
W 2015 roku uruchomiony został system integrujący transport publiczny miasta Rzeszowa i okolic.
Na cały system składa się: sterowanie sygnalizacją świetlną, mające na celu priorytetowanie pojazdów komunikacji zbiorowej, włącznie z systemem lokalizacji pojazdów „on-line”, system informacji (elektroniczne tablice na przystankach i na ulicach miasta), wprowadzenie biletu elektronicznego oraz stacjonarnych biletomatów. W ramach systemu przebudowano układ komunikacyjny infrastruktury drogowej (włącznie z wytyczeniem bus-pasów, wag dla samochodów na drogach wylotowych z miasta). Zakupiono również 80 nowych autobusów, spełniających normę emisji spalin EEV. Wszystkie autobusy współpracują z systemem e-Info, jak również e-Bilet.
Inwestycja ta jest częścią większego projektu budowy systemu integrującego transport publiczny miasta Rzeszowa, którego koszt wynosi 415 mln złotych.
W 2018 roku dzięki wsparciu środków unijnych miasto zakupiło 50 nowoczesnych autobusów.
W 2019 roku miał miejsce kolejny duży zakup, tym razem było to 60 pojazdów zasilanych gazem ziemnym (CNG).

### Komunikacja podmiejska
Komunikację podmiejską obsługuje od kilku lat także drugi duży przewoźnik – Międzygminna Komunikacja Samochodowa (MKS) utworzona przez związek kilku podmiejskich gmin podrzeszowskich. MKS obsługuje 63 linie podmiejskie o numerach od 108 do 402. Przewozy na tych trasach obsługiwane są głównie autobusami marki Iveco, oraz Autosan. Niektóre kursy są również realizowane przez autobusy należące do PKS Rzeszów, najczęściej MAN oraz Solbus, w większości w wersji miejskiej.

### Międzymiastowa komunikacja autobusowa
Rzeszów jest głównym węzłem komunikacji autobusowej w południowo-wschodniej Polsce. Ruch pasażerów obsługują 2 miejskie dworce autobusowe: Dworzec Główny PKS dla komunikacji dalekobieżnej i międzymiastowej – w centrum (przy ul. Grottgera, obok dworca PKP) oraz będący w zarządzie miasta Dworzec Komunikacji Lokalnej (popularnie zwany Podmiejskim) przy ul. Kasprowicza, pod wiaduktem Śląskim, z którego korzystają PKS i Veolia Environnement realizujący przewozy na trasach podmiejskich. Dworzec ten został gruntownie przebudowany, otworzony we wrześniu 2018, a od października w pełni udostępniony pasażerom.
Dłuższe trasy realizuje również przedsiębiorstwo transportowe „FlixBus”, które z dużą częstotliwością oferuje komfortowe przejazdy z Rzeszowa do Gdańska, Wrocławia, Warszawy oraz Berlina.
Ponadto kursy organizuje „LunaTrans” (Rzeszów – Warszawa – Rzeszów) oraz „Neobus” (Warszawa, Wrocław i Łódź).
Uzupełnieniem oferty są liczne połączenia przewoźników prywatnych (m.in. „Marcel” – oferujący popularna trasę: Rzeszów – Kraków – Rzeszów oraz wiele innych). Mają oni swoje stanowiska odjazdów przy Centrum Handlowym „Europa II”, a także obok parkingu przy bazylice Bernardyńskiej (w rejonie parkingu pod Ogrodami Bernardyńskimi).
W związku z modernizacją rzeszowskiego węzła PKP powstaje kompleks dworcowy pod nazwą „Rzeszowskie Centrum Komunikacyjne - RCK”, który ma umożliwić pasażerom dworców głównych PKP i PKS oraz innych przewoźników korzystanie z dużego budynku z pełną infrastrukturą dworcowo-komunikacyjną i towarzyszącą jej częścią komercyjną przeznaczoną dla podróżnych. Plany zostały ostatecznie skorygowane i w ramach RCK powstała nowoczesna stacja kolejowa Rzeszów Główny, plac dworcowy z parkingiem podziemnym. 

### Transport kolejowy

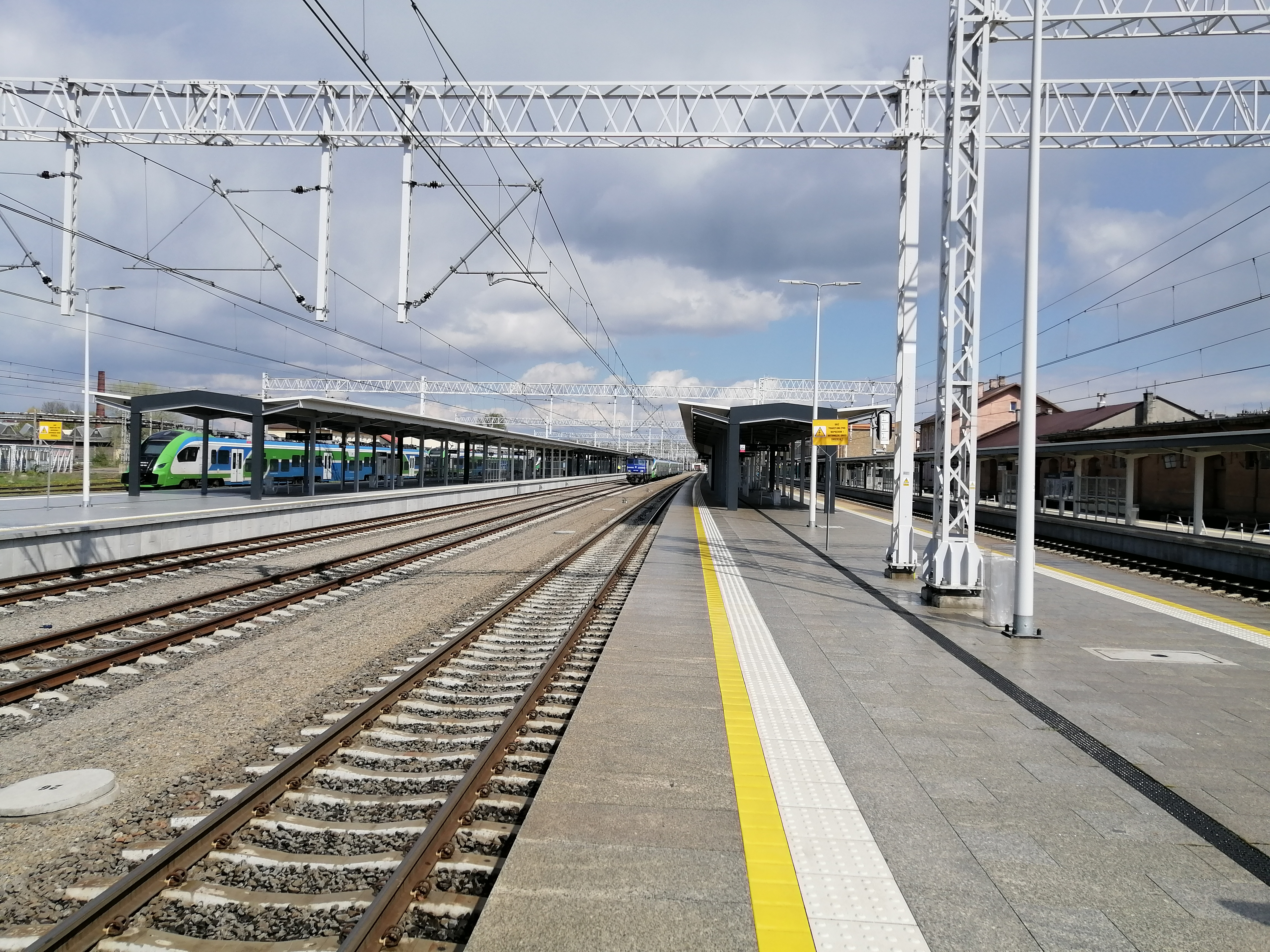
Dworzec kolejowy Rzeszów Główny

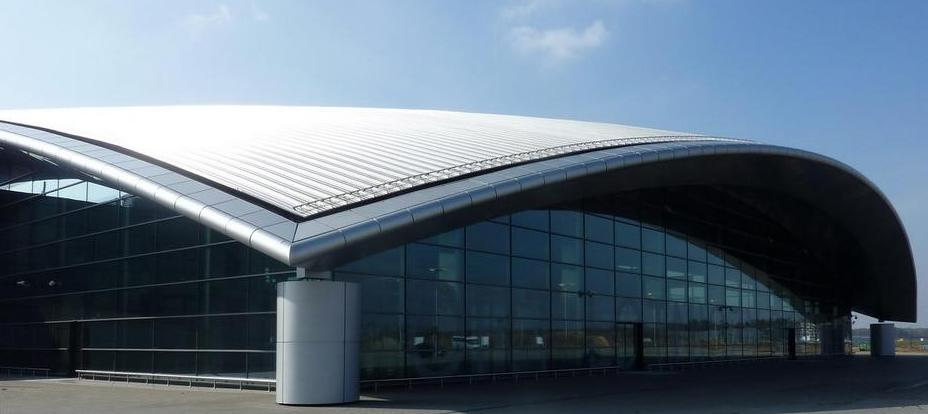
Terminal Międzynarodowego Portu Lotniczego Rzeszów-Jasionka

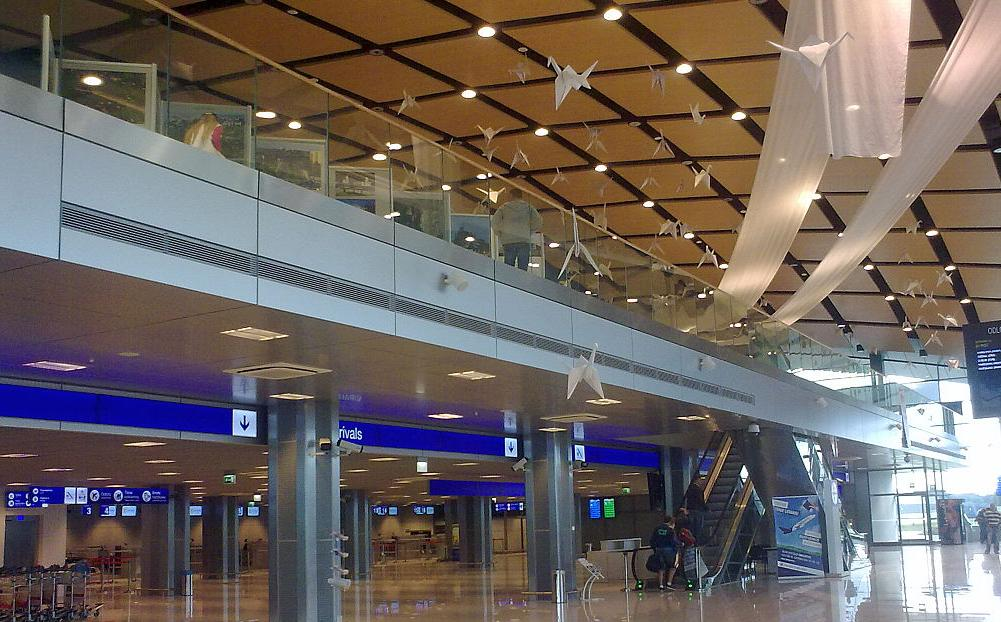
Międzynarodowy Port Lotniczy Rzeszów-Jasionka – wnętrze terminala

W połowie XIX wieku powstał dworzec na trasie Wiedeń – Kraków – Lwów. W drugiej połowie lat 50. XIX w. wybudowano linię kolejową Kraków – Rzeszów – Przemyśl, uruchomioną 4 listopada 1860 (2-torowa linia o długości 244,3 km; zelektryfikowana w latach 1959–1963). Trzydzieści lat później, 12 października 1890, otwarto linię kolejową do Jasła przez Strzyżów (1-torowa linia o długości 70,2 km; niezelektryfikowana). W I połowie lat 60. XX w. budowano linię kolejową do Tarnobrzega przez Kolbuszową. Pierwszy 29,4 km 1-torowy niezelektryfikowany odcinek Rzeszów-Kolbuszowa oddano do użytku 22 lipca 1964 (w okresie: kwiecień 2000 – luty 2007 zawieszono na niej przewozy pasażerskie).
Stacja Rzeszów Główny jest węzłem kolejowym kategorii „B” (odprawa podróżnych w przedziale 1–2 mln pasażerów rocznie). Dworzec posiada bezpośrednie połączenia m.in. z Krakowem, Warszawą, Wrocławiem, Poznaniem, Szczecinem, Bydgoszczą, Lublinem, Zamościem, Gdańskiem, Zagórzem oraz ukraińskim Lwowem.
Od grudnia 2015 PKP Intercity uruchomiło z Rzeszowa Gł. kurs EIP obsługiwany składem Pendolino do stacji Gdynia Gł. (trasa: Rzeszów Gł. – Kraków Gł. – Warszawa Centr. – Gdynia Gł.) i z powrotem do stacji Rzeszów Gł. Ponadto została zwiększona liczba kursujących pociągów IC i TLK (m.in. do Warszawy, Krakowa, Szczecina).
Z dworca Rzeszów Główny realizowane są połączenia w czterech kierunkach:
- północnym (Tarnobrzeg – Stalowa Wola – Lublin – Warszawa)
- południowym (Jasło – Krosno – Zagórz)
- zachodnim (Dębica – Kraków – Katowice – Wrocław – Szczecin)
- wschodnim (Jarosław – Przemyśl – Lwów).

W Rzeszowie znajdują się
- 2 stacje kolejowe:
  - Rzeszów Główny
  - Rzeszów Staroniwa
- 11 przystanków osobowych:
  - Rzeszów Miłocin
  - Rzeszów Osiedle
  - Rzeszów Załęże
  - Rzeszów Zwięczyca
  - Rzeszów Zachodni (otwarty w czerwcu 2019 roku[124])
  - Rzeszów Baranówka
  - Rzeszów Staromieście
  - Rzeszów Centrum
  - Rzeszów Pobitno
  - Rzeszów Dworzysko
  - Rzeszów Politechnika

Na odcinku międzynarodowej magistrali kolejowej E-30 Kraków – Rzeszów efektem przeprowadzonych prac remontowych jest podwyższenie docelowej prędkości pociągów pasażerskich do szybkości 160 km/h oraz poprawa bezpieczeństwa na tym odcinku. Jednocześnie od Rzeszowa do Przemyśla trwa nadal rewitalizacja w/w linii do prędkości 120 km/h. Modernizacja jest również prowadzona na linii kolejowej Rzeszów – Jasło. Docelowo Rzeszów będzie mieć szybkie połączenia z miastami ościennymi, zwłaszcza z Krakowem. Wśród projektów zawartych w zaakceptowanym przez rząd kontrakcie wojewódzkim jest uruchomienie Aglomeracyjnej Kolei Podmiejskiej wraz z budową linii kolejowej do lotniska w Jasionce, jak również elektryfikacja linii kolejowej Rzeszów-Ocice (kierunek Tarnobrzeg – Lublin). 1 stycznia 2021 uruchomiono Podkarpacką Kolej Aglomeracyjną, jako pierwsza część w/w projektu.
Remont stacji PKP Rzeszów Główny i całego otoczenia stacji został rozpoczęty w sierpniu 2018 roku od przebudowy wiaduktów nad Al. Wyzwolenia i budową nowego przystanku osobowego „Rzeszów Zachodni”. Został on otwarty dla podróżnych 9 czerwca 2019 roku na linii Rzeszów-Tarnobrzeg (peron jednokrawędziowy), a na linii Kraków Gł.- Rzeszów Gł. został udostępniony podróżnym pod koniec 2019 roku (peron wyspowy). Ostatnim etapem była budowa nowego, szerokiego wiaduktu nad ul. Batorego. Cała inwestycja związana z remontem stacji Rzeszów Główny i Rzeszów Zachodni wraz z całym otoczeniem wyniosła 205 milionów złotych netto. Dzięki tym pracom Rzeszów zyskał nowoczesną stację główną, która odprawia największą liczbę pasażerów w całym województwie podkarpackim. Prace remontowe przy stacji PKP Rzeszów Główny zostały zakończone w grudniu 2020 roku. Wcześniej, w sierpniu 2020 roku, oddano do użytkowania zmodernizowane perony i przejście podziemne Remont stacji przeprowadzony był w ramach projektu „Rzeszowskie Centrum Komunikacyjne”, które ma połączyć funkcje PKP i PKS w jeden węzeł.
W ramach budowy Rzeszowskiego Centrum Komunikacyjnego będzie przebudowany plac dworcowy wraz z przyległymi ulicami, jak również sam budynek dworca kolejowego Rzeszów Główny. 7 lutego 2021 roku podpisano umowę z wykonawcą inwestycji, współfinansowanej ze środków UE. Rzeszowskie Centrum Komunikacyjne oraz gruntowna przebudowa dworca głównego PKP ma się zakończyć w I połowie 2023 roku.
W kwietniu 2022 roku przebudowa placu dworcowego i samego budynku dworca „Rzeszów Główny” już się rozpoczęła.
Rzeszów znalazł się na trasie przebiegu planowanej „szóstej szprychy” z Centralnego Portu Komunikacyjnego w kierunku Podkarpacia. Inwestycja wiązałaby się również z budową nowej linii kolejowej biegnącej z Radomia, przez Iłżę do Kunowa.
Od dnia 1 października 2023 roku uruchomiono nowe kursy ze stacji Rzeszów Główny do portu lotniczego Rzeszów- Jasionka (p.o. Lotnisko Jasionka).

### Transport lotniczy
W odległości około 6 km od Rzeszowa znajduje się międzynarodowy pasażerski port lotniczy Rzeszów-Jasionka.
Historia rzeszowskiego lotniska sięga lat okupacji, gdy w roku 1940 hitlerowcy wybudowali dla celów wojennych pas startowy długości 1200 m. Po wojnie, pod koniec lat czterdziestych, odbudowane po zniszczeniach wojennych lotnisko – decyzją ówczesnych władz zostało udostępnione dla potrzeb komunikacji lotniczej. W kolejnych latach zostało ono przejęte od PLL „LOT” przez Zarząd Ruchu Lotniczego i Lotnisk Komunikacyjnych. Po niezbędnych modernizacjach nastąpił wzrost jego znaczenia, obsługującego w latach 70. połączenia krajowe do Warszawy, Poznania, Gdańska, Wrocławia, Szczecina oraz do Koszalina (Zegrze Pomorskie) i Słupska (Redzikowo), dzięki czemu lotnisko obsługiwało w tym okresie ponad 100 tysięcy pasażerów rocznie. Przełomem był rok 1974, kiedy otrzymało status lotniska międzynarodowego oraz zapasowego dla portu lotniczego „Warszawa-Okęcie”.
Z początkiem lat 90. ubiegłego stulecia koniunktura rzeszowskiego lotniska uległa znacznemu pogorszeniu, by pod koniec tej dekady ponownie wznowić połączenia pasażerskie oraz cargo. Od tego czasu sukcesywnie oddawano kolejne inwestycje. Przełomem w rozwoju lotniska było oddanie do użytku w maju 2012 roku nowego terminala pasażerskiego.
Obecnie z Rzeszowa dolecieć można do: Nowego Jorku, Dublina, Londynu (Luton oraz Stansted), Bristolu, Manchesteru, East Midlands, Monachium, Tel Awiwu, Burgas, Grecji – Korfu oraz Aten (sezonowo), Glasgow oraz kilka razy dziennie do Warszawy (Okęcie).
W latach 2007–2010 realizowane były bezpośrednie rejsowe loty międzykontynentalne do dwóch lotnisk Nowego Jorku. Od kwietnia 2018 loty do Nowego Jorku zostają po latach wznowione (na lotnisko Newark).
W marcu 2015 został uruchomiony jako drugi w Polsce (po lotnisku Warszawa-Okęcie) punkt odpraw fitosanitarnych, dzięki któremu można odprawiać rośliny oraz produkty roślinne. W roku 2018 port lotniczy odprawił ponad 770 tysięcy pasażerów i od wielu lat notuje trend wzrostowy. Rok 2018 pod względem odprawy pasażerów był rekordowy w historii lotniska. Lotnisko posiada pas startowy o długości 3200 m – drugi co do długości w Polsce po Okęciu.
Obok portu lotniczego znajduje się lotnisko szkolne Ośrodka Kształcenia Lotniczego Politechniki Rzeszowskiej z pasem asfaltowo-betonowym o długości 900 m, na którym swoje loty odbywają piloci z Aeroklubu Rzeszowskiego, prywatnego Ośrodka Lotniczego oraz studenci Ośrodka Kształcenia Lotniczego Politechniki Rzeszowskiej (jedna z trzech krajowych cywilnych szkół pilotów).
Stałe połączenie pomiędzy portem lotniczym i centrum miasta realizuje „MPK Rzeszów” – linia „L”, obsługująca pasażerów z wszystkich rejsowych połączeń. Dodatkowo „TAXI Idea Cars” oraz inni przewoźnicy oferują połączenia z miastem.
W celu usprawnienia i dogodnego dojazdu na lotnisko wybudowana została tzw. „droga lotniskowa” (DW869), biegnąca od okolic węzła autostradowego A4 „Rzeszów-Północ” do węzła drogi ekspresowej S19 w Jasionce. Trasa ta przebiega bezpośrednio przy porcie lotniczym.
Ponadto w 2010 unowocześniono sanitarne lądowisko przy Szpitalu Wojewódzkim nr 2 przy. ul. Lwowskiej 60.

## Bezpieczeństwo publiczne
W Rzeszowie znajduje się centrum powiadamiania ratunkowego, które obsługuje zgłoszenia alarmowe kierowane do numerów alarmowych 112, 997, 998 i 999.
Miasto w 2007 odnotowało przedostatnie miejsce pod względem poziomu przestępczości spośród wszystkich stolic polskich województw.
W ostatnim opublikowanym przez „Home Broker” rankingu bezpieczeństwa polskich miast wojewódzkich Rzeszów zajmuje 3. miejsce

### Szpitale
Na terenie miasta Rzeszowa zarejestrowane są 132 zakłady opieki zdrowotnej. Realizują one usługi medyczne na rzecz mieszkańców miasta i regionu w 182 placówkach ochrony zdrowia, takich jak: szpitale, przychodnie, stacje pogotowia ratunkowego. Podmioty te dzielą się na komórki organizacyjne placówek ochrony zdrowia, czyli poradnie, oddziały szpitalne, pracownie, których łącznie w mieście jest 1459.
Szpitale publiczne
- Uniwersytecki Szpital Kliniczny im. Fryderyka Chopina w Rzeszowie wraz z jednostkami:(14 klinik i 1 oddział kliniczny)
  - Podkarpackie Centrum Onkologii (3 kliniki i 1 oddział kliniczny)
  - Podkarpackie Centrum Chorób Płuc (4 kliniki i 1 oddział)[144]
- Kliniczny Szpital Wojewódzki nr 2 im. św. Jadwigi Królowej w Rzeszowie (19 klinik i Szpitalny Oddział Ratunkowy)[145]
  - Kliniczny Regionalny Ośrodek Rehabilitacyjno-Edukacyjny dla Dzieci i Młodzieży im. Św. Jana Pawła II (7 oddziałów)[145]
- Szpital Miejski im. Jana Pawła II w Rzeszowie (8 oddziałów, w tym 4 oddziały kliniczne)[146]
- Szpital MSW w Rzeszowie (6 oddziałów)[147]

Szpitale niepubliczne
- Szpital Specjalistyczny PRO-FAMILIA w Rzeszowie (11 oddziałów)[148]
- Szpital Specjalistyczny ORTOVITA (Chirurgia Jednego Dnia)[149]
- Szpital NZOZ „Asklepios” (11 oddziałów)[150]
- Rzeszowskie Centrum Chirurgii Naczyniowej i Endowaskularnej (1 oddział)[151]

### Wojsko
Na terenie miasta funkcjonują następujące jednostki wojskowe:
- 21 Brygada Strzelców Podhalańskich im. gen. bryg. Mieczysława Boruty-Spiechowicza;
- 3 Podkarpacka Brygada Obrony Terytorialnej im. płk. Łukasza Cieplińskiego
- Wojewódzki Sztab Wojskowy.

## Oświata

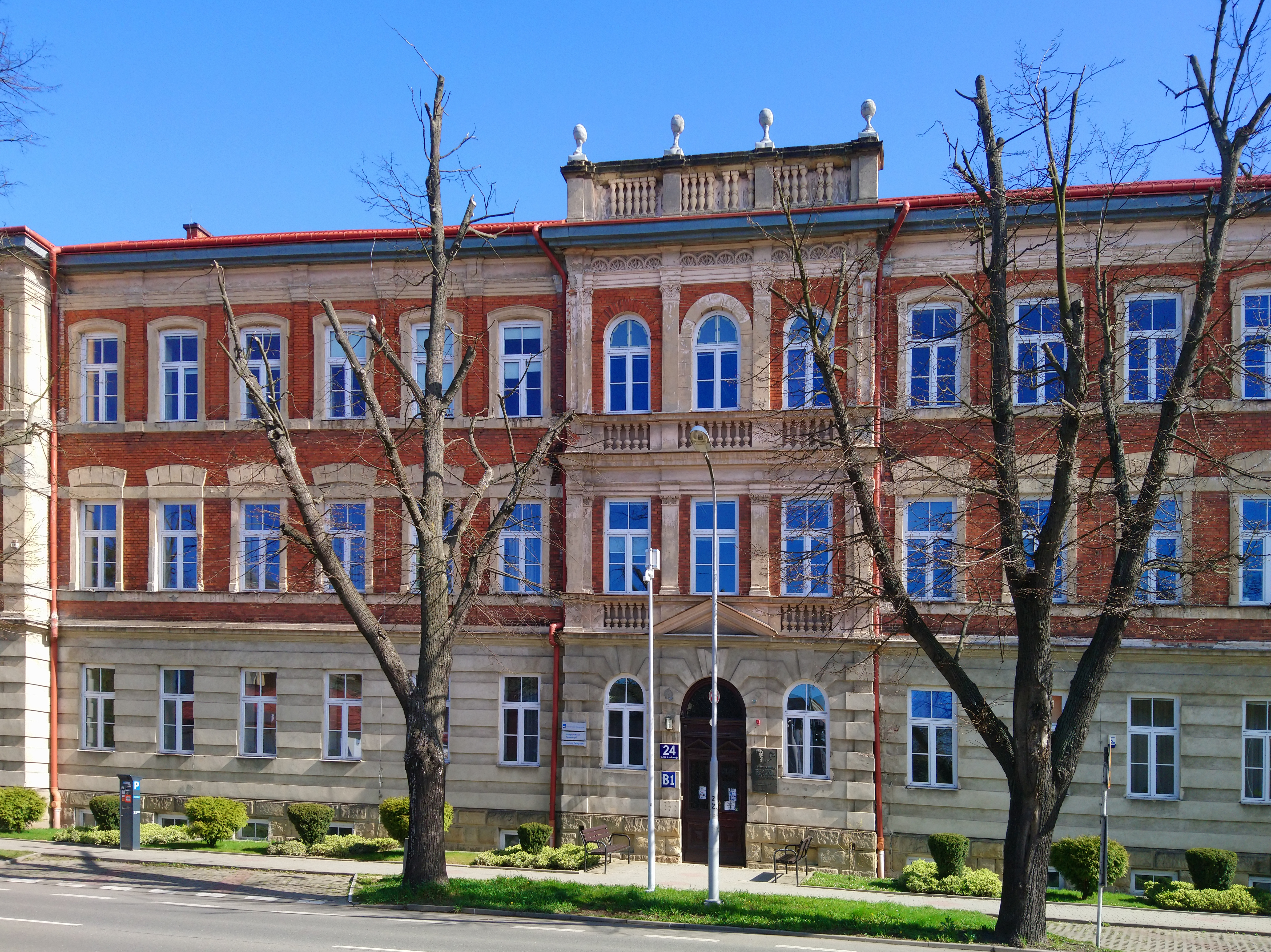
Uniwersytet Rzeszowski

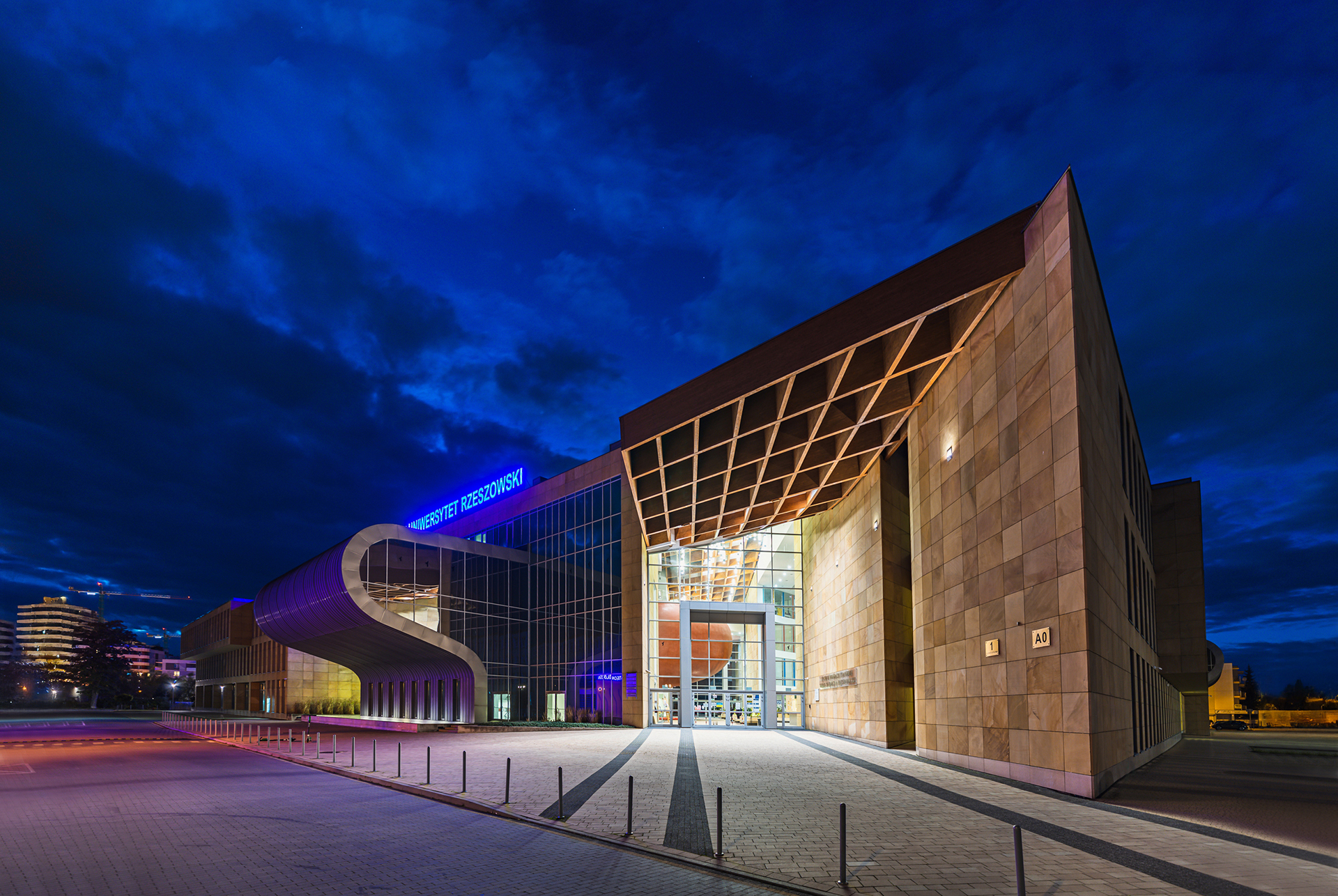

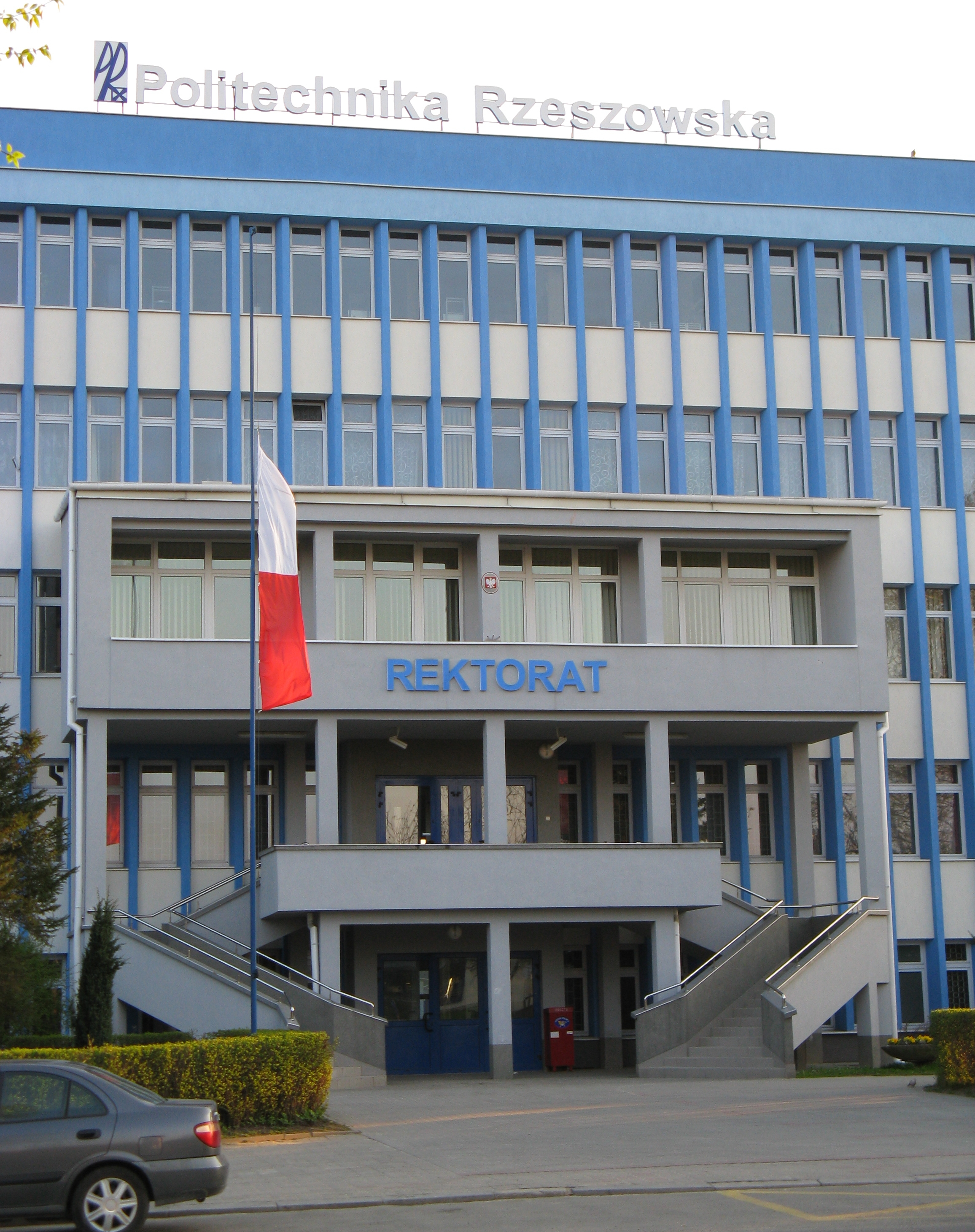
Politechnika Rzeszowska im. Ignacego Łukasiewicza – były budynek rektoratu

### Uczelnie
W mieście kształci się według GUS blisko 46 tys. studentów (stan na 31 grudnia 2020) co daje 232 studentów na 1000 mieszkańców (największa wartość w Polsce).
Według informacji Urzędu Miasta Rzeszowa (dane z lat 2012 i 2013) w mieście kształciło się blisko 53 tys. studentów. Działają tam zarówno uczelnie państwowe, jak i niepubliczne.
- Uniwersytet Rzeszowski (z 15 wydziałami: Wydział Biologii, Ochrony Przyrody i Zrównoważonego Rozwoju, Wydział Ekonomii i Finansów, Wydział Filologiczny, Wydział Humanistyczny, Wydział Muzyki, Wydział Nauk Społecznych, Wydział Nauk Ścisłych i Technicznych, Wydział Pedagogiki i Filozofii, Wydział Prawa i Administracji, Wydział Sztuk Pięknych, Wydział Technologiczno-Przyrodniczy oraz wydzielone w strukturze Uniwersytetu jako Collegium Medicum: Wydział Biotechnologii, Wydział Medyczny, Wydział Nauk o Kulturze Fizycznej, Wydział Nauk o Zdrowiu i Psychologii.
- Politechnika Rzeszowska im. Ignacego Łukasiewicza (największa uczelnia techniczna południowo-wschodniej Polski, z jedynym w kraju ośrodkiem kształcenia pilotów lotnictwa cywilnego); w maju 2016 r. uzyskała status uniwersytetu technicznego[153]
- Wyższa Szkoła Informatyki i Zarządzania w Rzeszowie
- Wyższe Seminarium Duchowne w Rzeszowie
- Wyższa Szkoła Inżynieryjno-Ekonomiczna z siedzibą w Rzeszowie
- WSPiA Rzeszowska Szkoła Wyższa (powstała na bazie dotychczasowej „Wyższej Szkoły Prawa i Administracji Rzeszów-Przemyśl”); od 2011 r. posiada uprawnienia do nadawania stopnia naukowego doktora nauk prawnych a tym samym status uczelni akademickiej (jako pierwsza uczelnia niepubliczna w województwie podkarpackim)[154][155].
- Collegium Humanum – Szkoła Główna Menedżerska z siedzibą w Warszawie – filia w Rzeszowie[156]
- Uczelnia Nauk Społecznych w Łodzi – Filia w Rzeszowie[157]

Przy Uniwersytecie Rzeszowskim w roku akademickim 2015/16 uruchomiony został kierunek lekarski, będący uwieńczeniem wieloletnich starań środowiska akademickiego Rzeszowa oraz wielu instytucji w tym kierunku.

### Instytuty naukowo-badawcze
- Instytut Ochrony Roślin – Państwowy Instytut Badawczy, Terenowa Stacja Doświadczalna w Rzeszowie
- Polska Agencja Kosmiczna Oddział w Rzeszowie

## Kultura i rozrywka
Rzeszów posiada modernistyczny gmach filharmonii w użytku od stycznia 1974 z dwiema salami: kameralną na 185 osób i główną na 666 osób. Filharmonia Podkarpacka im. Artura Malawskiego w Rzeszowie organizuje także Festiwal Muzyczny w Łańcucie.
Miasto dysponuje jedną z największych w kraju hal sportowo-widowiskowych jaką jest Hala Podpromie. Oddano ją do użytku w 2002. Odbywają się tam liczne imprezy sportowe, kulturalne, religijne, koncerty i różnorodne coroczne targi. W 2010 zagrali w niej m.in. Deep Purple i Jean-Michel Jarre. Rzeszów jest miastem bogatym w wydarzenia o charakterze kulturalnym i rozrywkowym, odbywa się w nim wiele imprez i festiwali, a kilka spośród nich ma charakter międzynarodowy.

### Europejski Stadion Kultury
Rzeszów jest gospodarzem Europejskiego Stadionu Kultury. Impreza ta początkowo zaplanowana jako wydarzenie współtowarzyszące przygotowaniom do Euro 2012, z czasem nabrała charakteru cyklicznego. Stanowi on formę współpracy Polski i Ukrainy w ramach programu Partnerstwa Wschodniego. Również krąg miast-współorganizatorów z czasem się powiększył. Od 2012 roku do grona gospodarzy dołączył Lublin, a w 2013 również Białystok.
Impreza odbyła się w latach:
- 2010 i 2011 w Rzeszowie[161];
- w 2012 do Rzeszowa dołączył Lublin[162];
- w 2013 do Rzeszowa i Lublina dołączył Białystok[160].

Od roku 2014 Europejski Stadion Kultury odbywa się cyklicznie, co roku – w Rzeszowie, Lublinie i Białymstoku tj. w trzech głównych miastach Polski Wschodniej.
Projekt Europejskiego Stadionu Kultury powstaje przy wsparciu Narodowego Centrum Kultury, Ministerstwa Kultury i Dziedzictwa Narodowego oraz samorządu lokalnego.
Cele programu Europejski Stadion Kultury:
- budowanie wspólnego wizerunku Polski i Ukrainy poprzez kulturę;
- stworzenie wspólnej przestrzeni kulturowej w kontekście Euro 2012 poprzez popularyzację wspólnego dziedzictwa kulturowego;
- pozostawienie po 2012 stałych struktur polsko-ukraińskiej współpracy w formie projektów twardych i miękkich.
- szeroka prezentacja kultury polskiej i ukraińskiej w zakresie muzyki, teatru i tańca w ich najbardziej nowatorskich przejawach;
- współprodukcja projektów artystycznych zamawianych i przygotowywanych przez organizatorów;
- uruchomienie wrażliwości społecznej – w tym sponsorów, działaczy, mediów publicznych i prywatnych w Polsce i na Ukrainie;
- fundowanie i pozyskiwanie środków służących rozwojowi inicjatyw kulturalnych w Polsce i na Ukrainie

### Festiwale
- Carpathia Festival

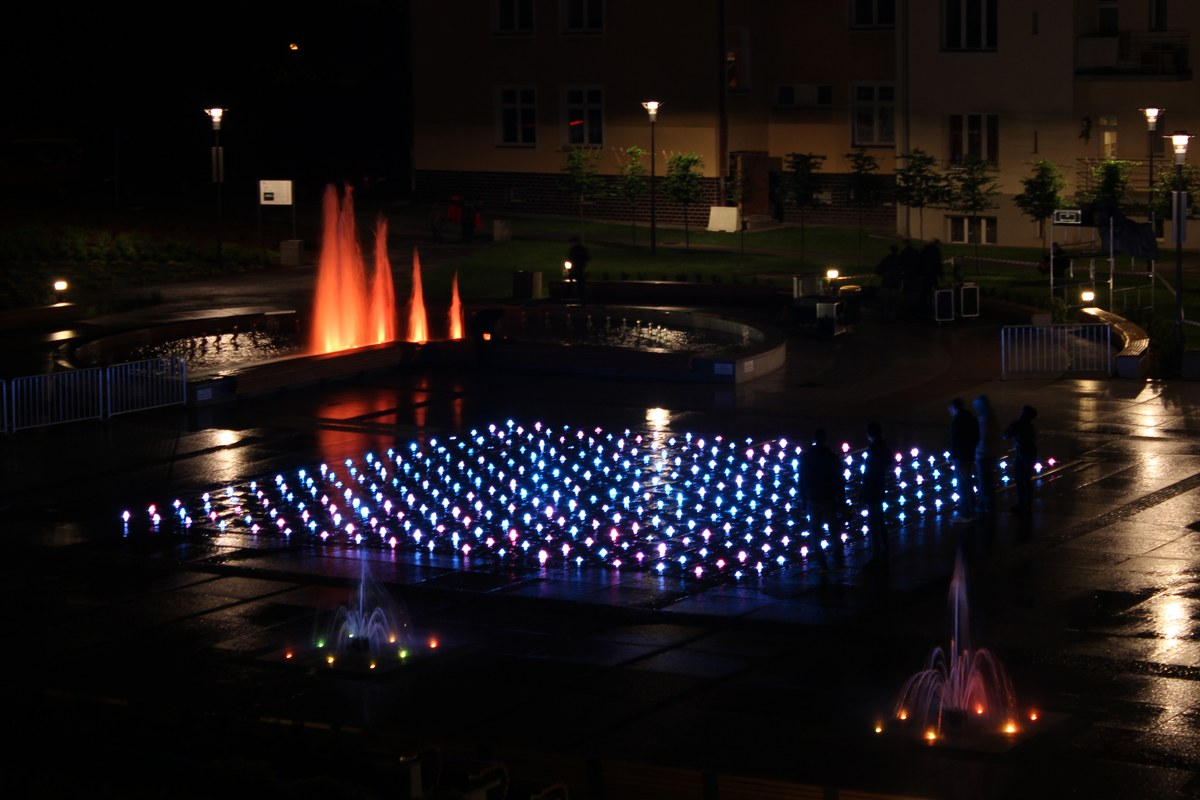
Fontanna multimedialna w Rzeszowie

- Światowy Festiwal Polonijnych Zespołów Folklorystycznych w Rzeszowie
- Multimedia Happy End Festiwal – Festiwal Filmów Optymistycznych
- Multimedia Szajna Festiwal
- RzeszOff Art Festival
- Wielokulturowy Festiwal Galicja
- Festiwal Muzyczny w Łańcucie organizowany przez Filharmonię Rzeszowską im. Artura Malawskiego
- Rzeszowski Przegląd Teatrów Studenckich „Cooltoory!”
- Koncert „Jednego Serca, jednego Ducha”
- Festiwal Teatrów Amatorskich
- Rzeszowskie Spotkania Teatralne
- Wieczory Muzyki Organowej i Kameralnej w Katedrze Rzeszowskiej i Kościołach Rzeszowa
- Międzynarodowe Biennale Sztuki Komputerowej
- Międzynarodowe Biennale Plakatu Teatralnego
- Festiwal Chórów Młodzieżowych
- Festiwal Przestrzeni Miejskiej
- NoBorder Festival
- Rzeszów Air Show
- Podkarpacka Jesień Jazzowa
- Rockowyja
- Breakout Days – festiwal bluesowo- rockowy, ku pamięci Tadeusza Nalepy i zespołu Breakout
- „Źródła Pamięci. Szajna – Grotowski – Kantor”
- Ogólnopolski Festiwal Zespołów Muzycznych – Rockowa Noc
- Festiwal Piosenki Aktorskiej, Filmowej i Musicalowej „Piosenka w Meloniku”
- Festiwal 7 Kultur Świata[163]

### Teatry

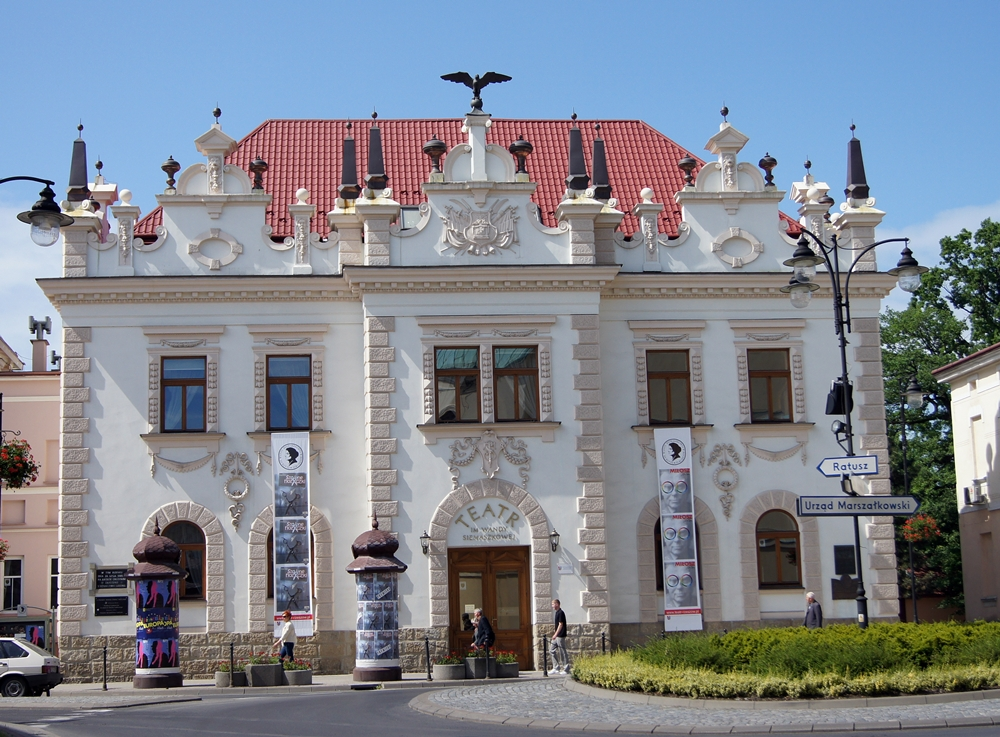
Teatr im. Wandy Siemaszkowej w Rzeszowie (główny budynek)

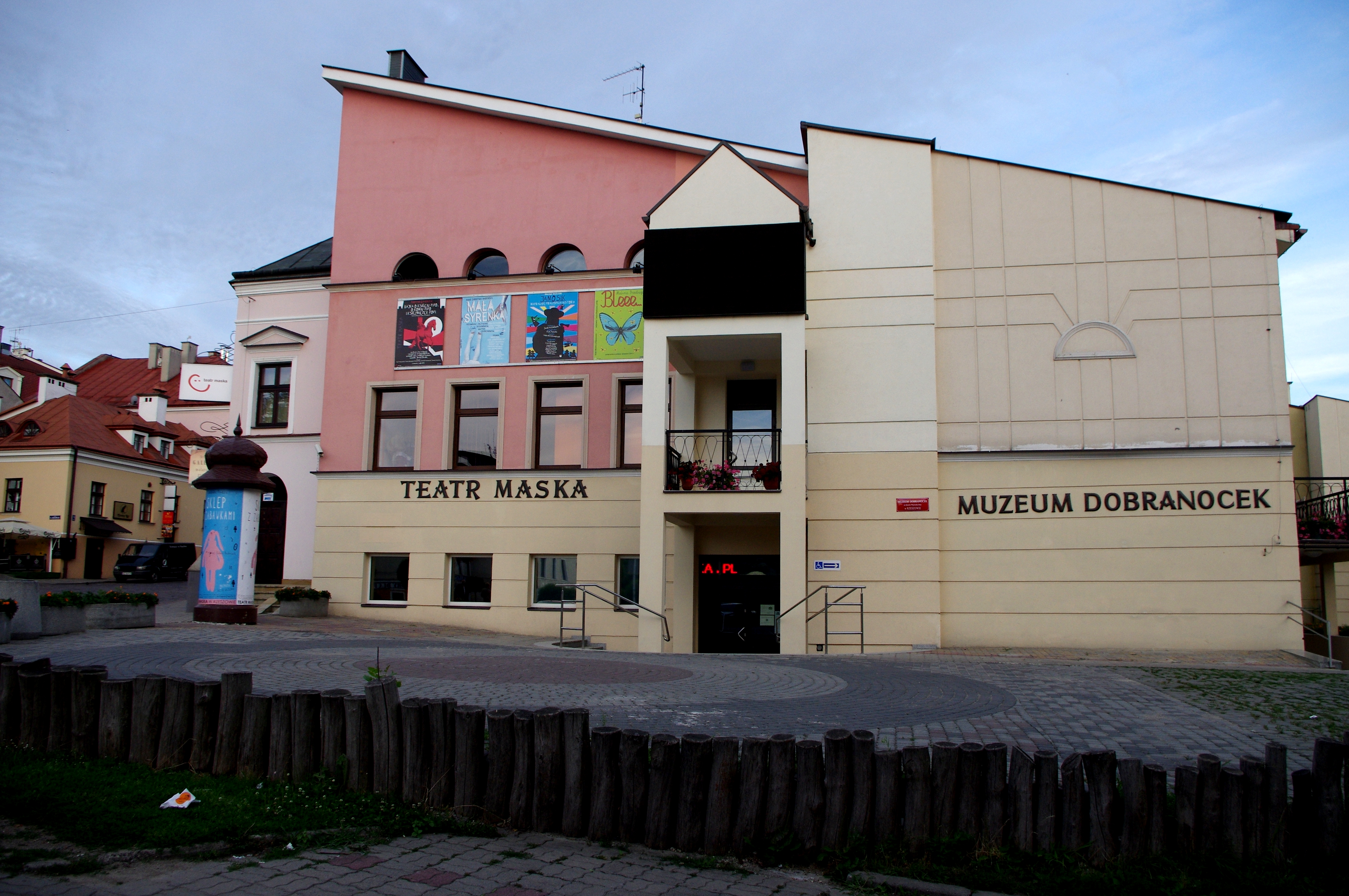
Teatr Maska i Muzeum Dobranocek

- Teatr im. Wandy Siemaszkowej w Rzeszowie
- Teatr „Maska”
- Teatr Przedmieście
- Teatr Nowy
- Teatr „bo tak”
- Teatr Małych Form
- Rzeszowski Teatr Tańca
- RSIA Pełna Kultura

### Filharmonia
- Filharmonia Podkarpacka im. Artura Malawskiego w Rzeszowie

### Kina
- Multikino (9 sal)
- CineSpace Kino 6D (Millenium Hall)
- Centrum Filmowe Helios (Aleja Powstańców Warszawy, 4 sale)
- Centrum Filmowe Helios (Galeria Rzeszów, 6 sal)
- Kino Zorza
- Kino WDK
- Skwer Różanka – kino plenerowe

### Kabarety
- Kaczka Pchnięta Nożem
- Na Chybił Trafił
- Dwa Balony i Ten Trzeci

### Muzea
- Muzeum Okręgowe w Rzeszowie

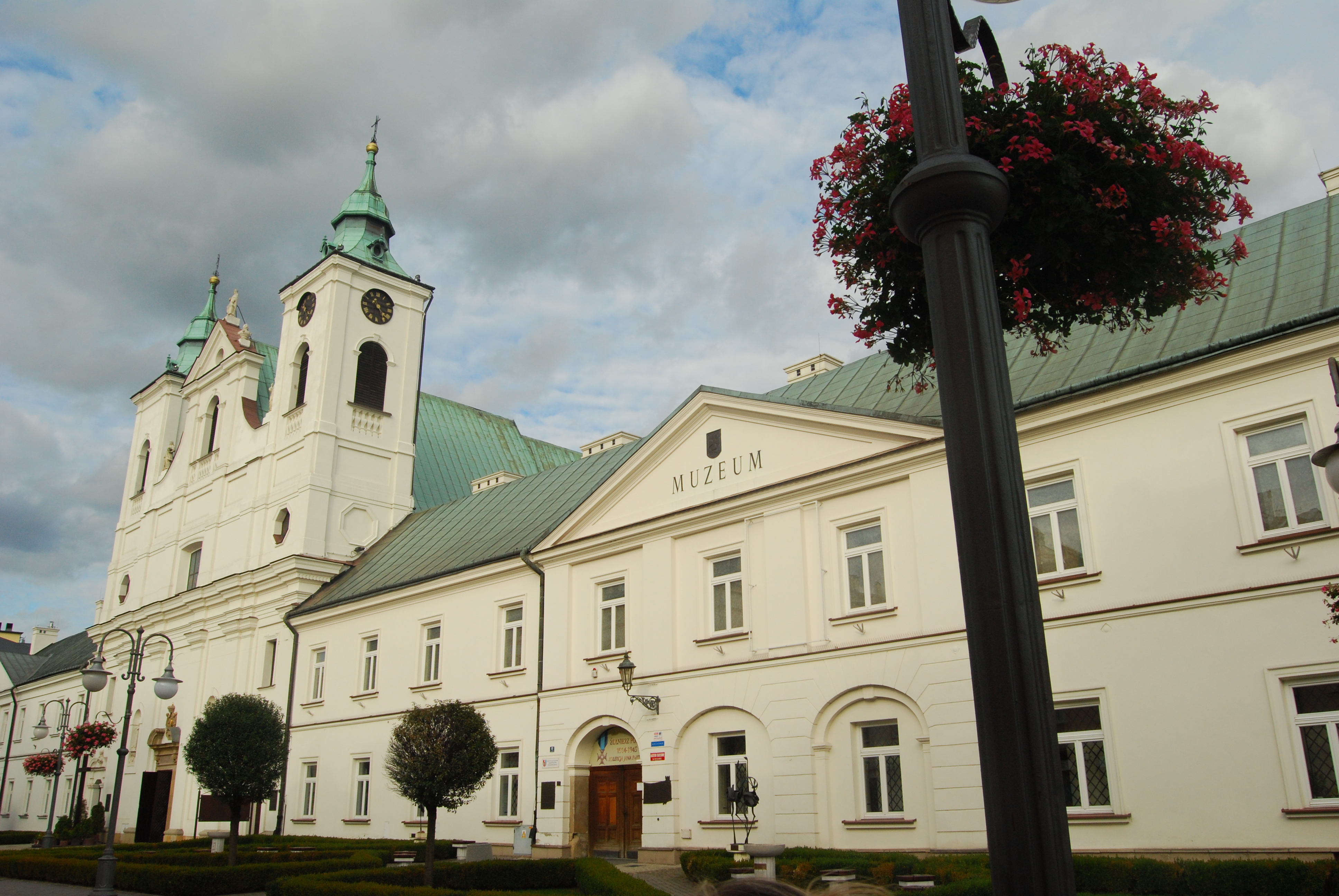
Muzeum Okręgowe w Rzeszowie

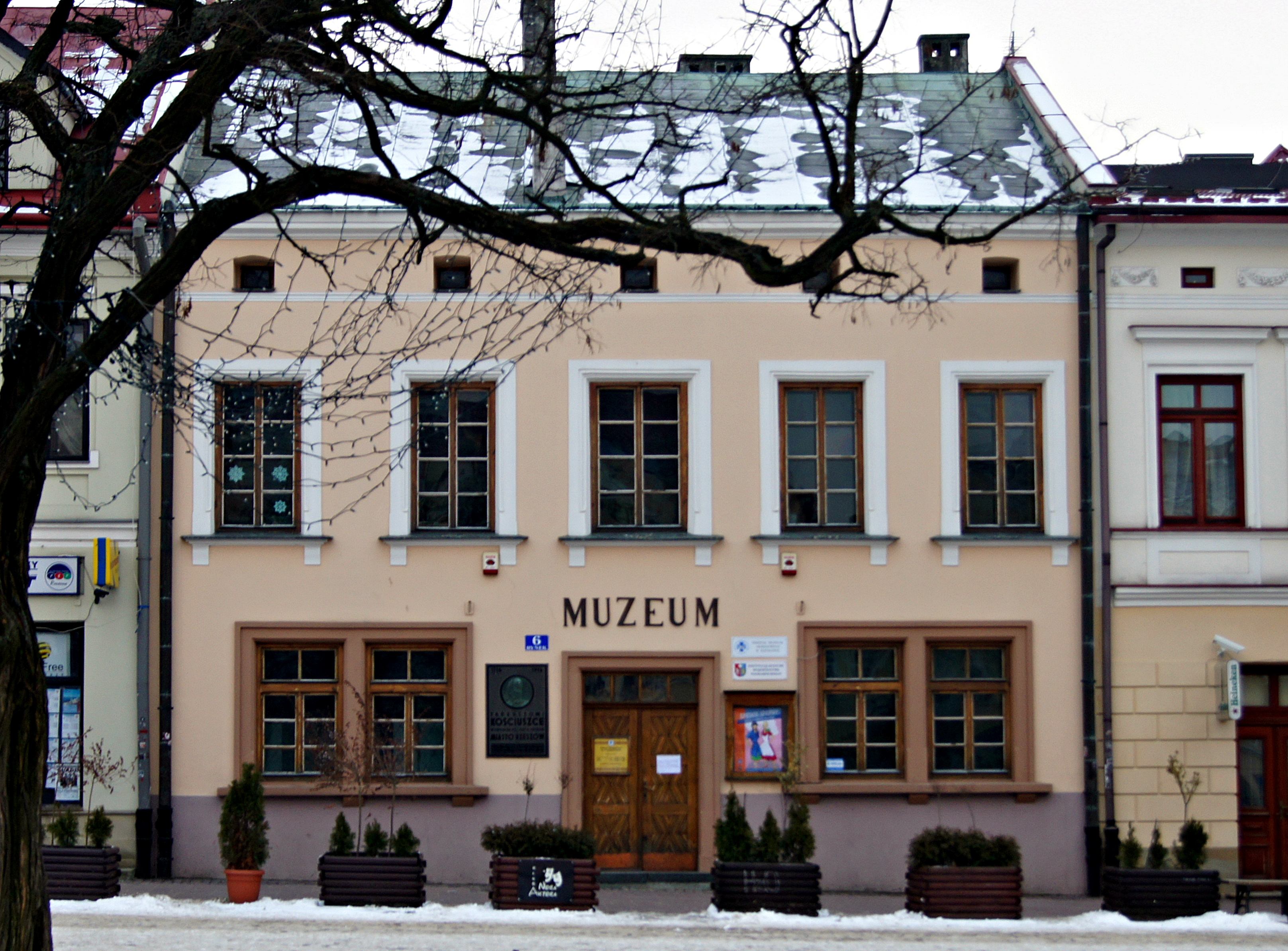
Muzeum Etnograficzne

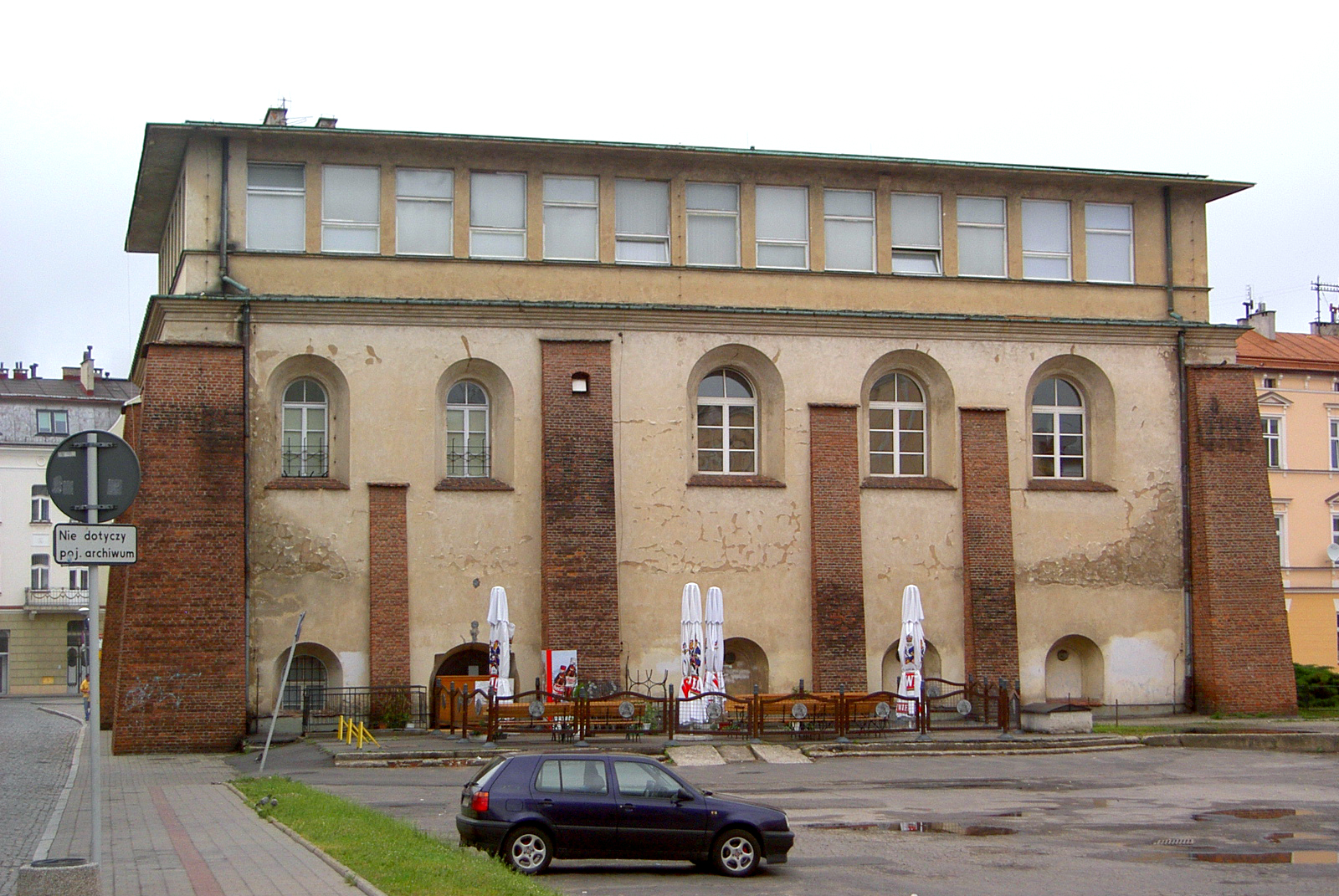
Siedziba Biura Wystaw Artystycznych – dawna Synagoga Nowomiejska

- Muzeum Etnograficzne im. Franciszka Kotuli
- Muzeum Historii Miasta Rzeszowa
- Muzeum Diecezjalne w Rzeszowie
- Muzeum Łowiectwa w Rzeszowie
- Muzeum Dobranocek w Rzeszowie
- Muzeum Uniwersytetu Rzeszowskiego[164]
- Podziemna Trasa Turystyczna w Rzeszowie
- Muzeum Techniki i Militariów[165]
- Muzeum Mleczarstwa[166]
- Muzeum Skarbów Matki Ziemi[167]

### Biblioteki

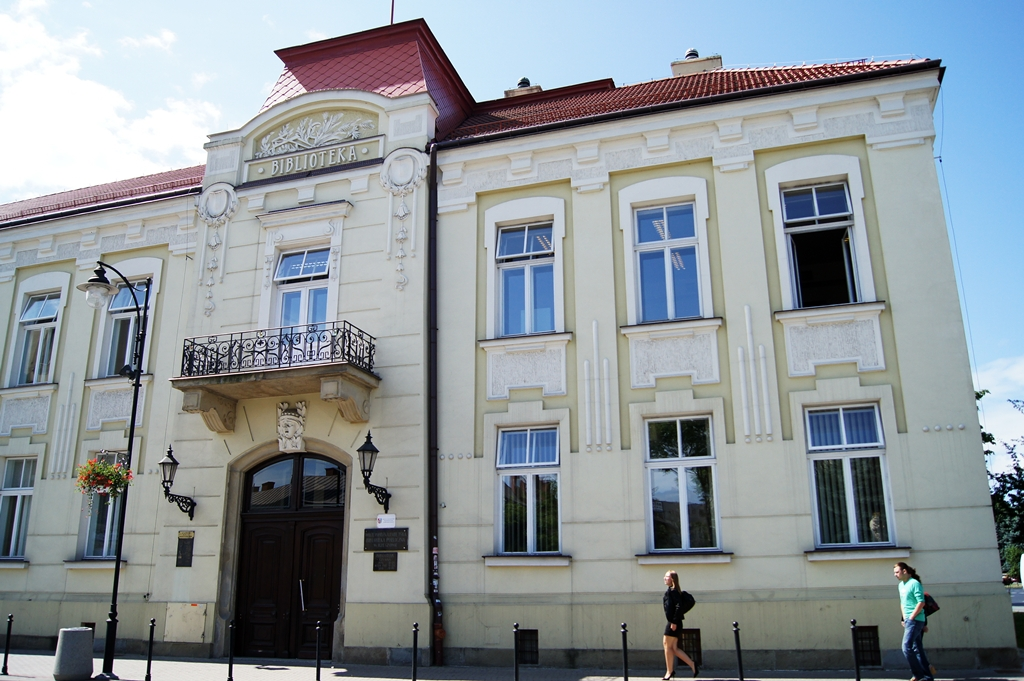
Wojewódzka i Miejska Biblioteka Publiczna

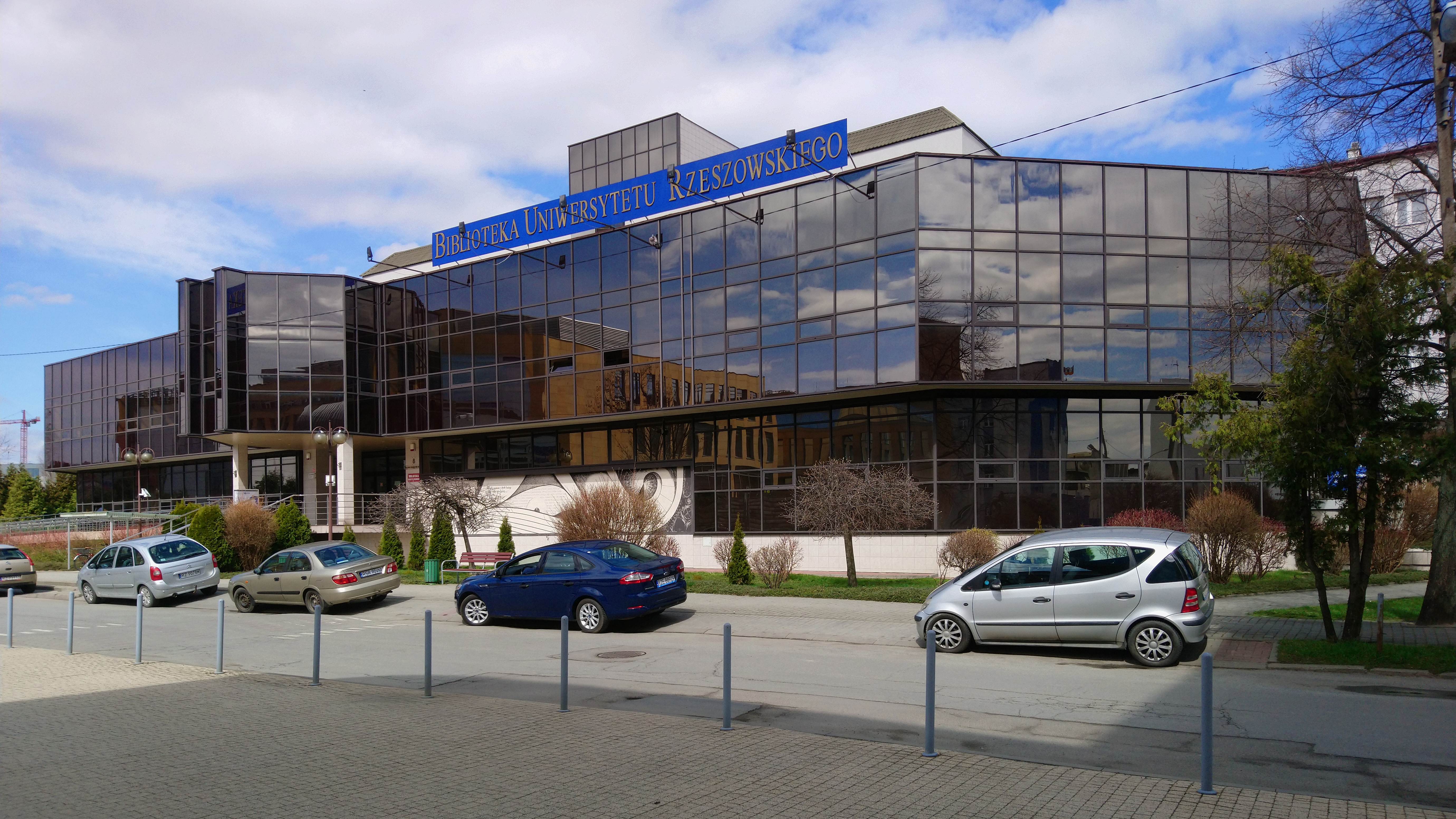
Biblioteka Uniwersytetu Rzeszowskiego

- Wojewódzka i Miejska Biblioteka Publiczna (główna i 20 filii)
  - Czytelnia Główna (ul. Sokoła) 
  - Wypożyczalnia Główna (ul. Dąbrowskiego) 
  - Wypożyczalnia Muzyczna (ul. Żeromskiego) 
  - Oddział dla Dzieci i Młodzieży (ul. Słowackiego)
- Biblioteka Uniwersytetu Rzeszowskiego (ul. Pigonia), osobne dla:
  - Biblioteka Instytutu Archeologii (ul. Moniuszki)
  - Czytelnia Kampus Zalesie (ul. Zelwerowicza)
  - Czytelnia Muzyczna (ul. Dąbrowskiego)
- Biblioteka Politechniki Rzeszowskiej (Al. Powstańców Warszawy)
- Biblioteka Wyższej Szkoły Informatyki i Zarządzania (ul. Sucharskiego)
- Pedagogiczna Biblioteka Wojewódzka (ul. Gałęzowskiego)
- Oddział Głównej Biblioteki Lekarskiej (ul. Dąbrowskiego)
- Biblioteka rzeszowskiego oddziału NID (ul. Hetmańska)

## Architektura

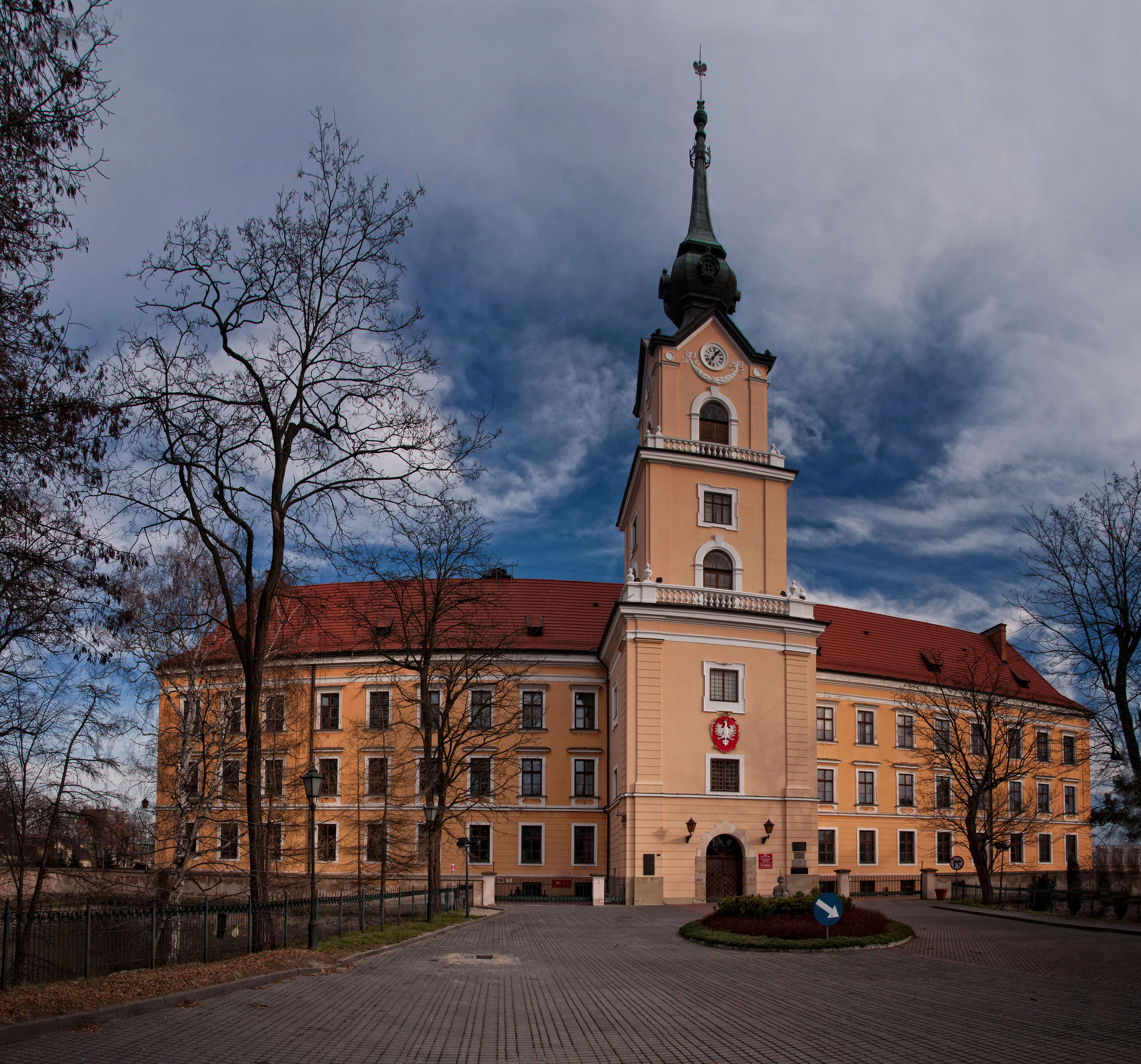
Rzeszowski zamek jest budynkiem wzniesionym praktycznie od podstaw w latach 1902–1906 przez F. Skowrona w nawiązaniu do barokowych planów zrekonstruowanych przez Z. Hendla. Konstrukcja osadzona jest jednak na autentycznych XVII-wiecznych fortyfikacjach bastionowych projektu Tylmana z Gameren.

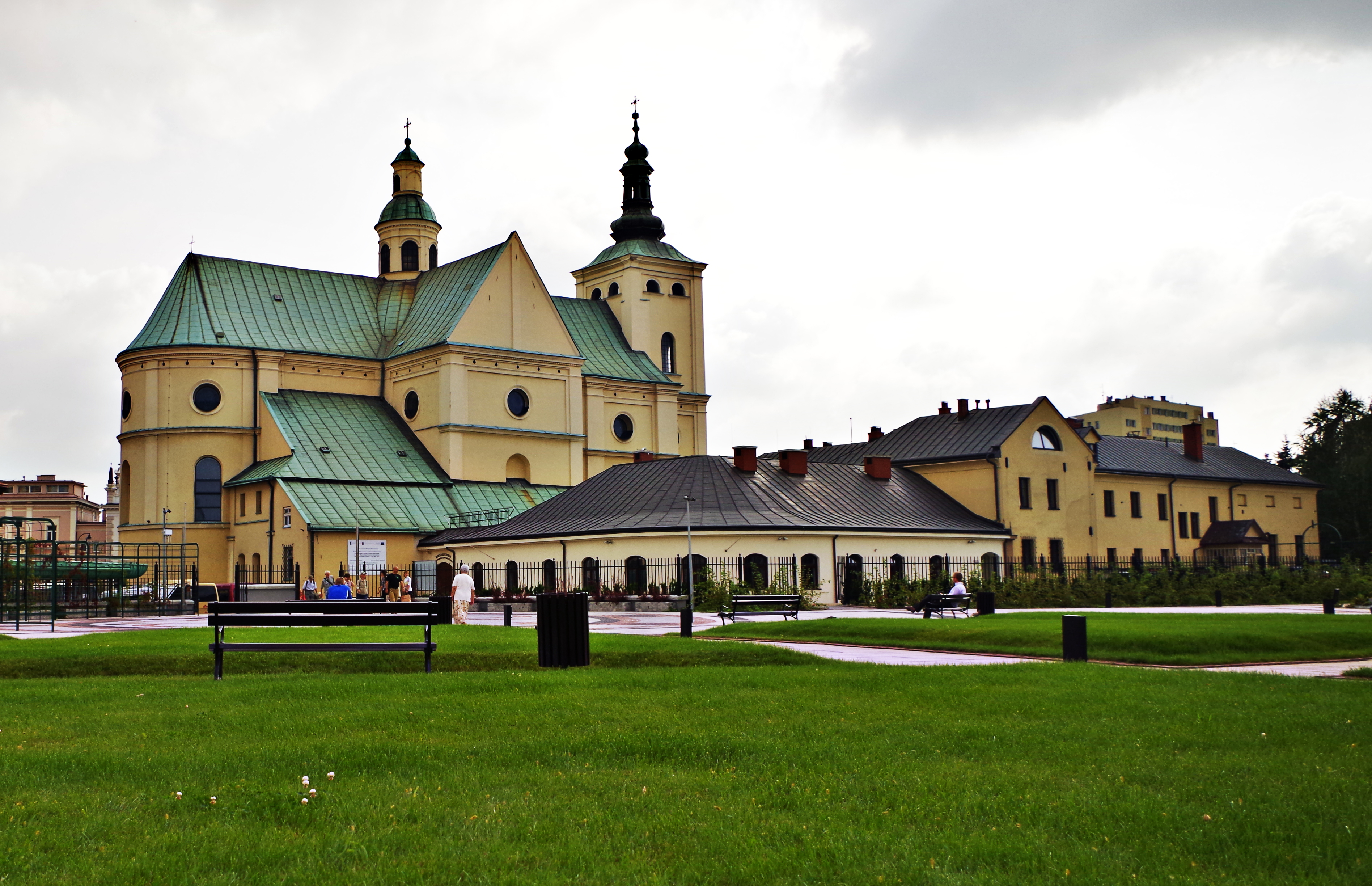
Bazylika Wniebowzięcia Najświętszej Marii Panny (oo.bernardyni)

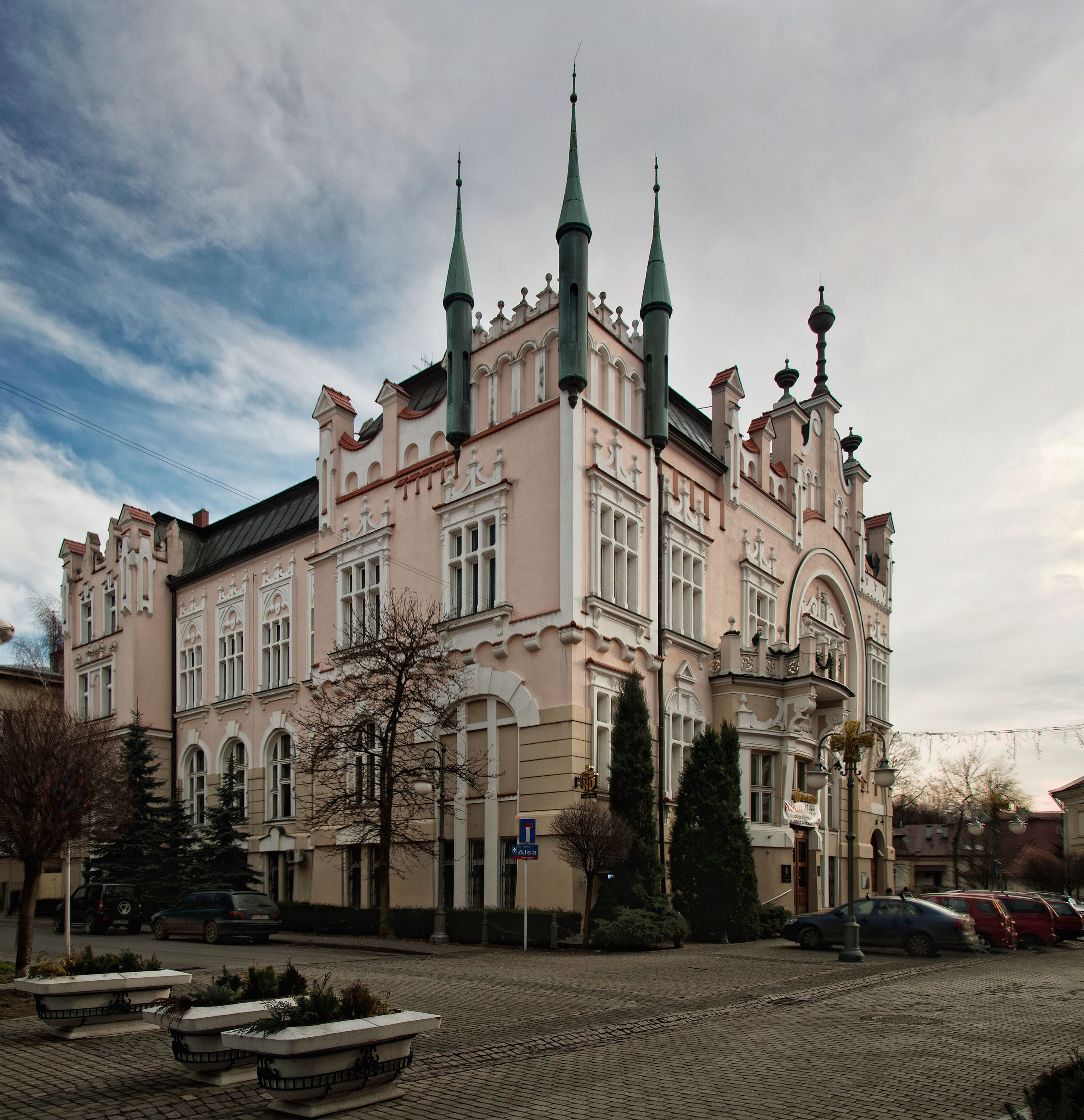
Gmach banku PKO BP wybudowany na przeł. XIX i XX w. Jako Kasa Oszczędnościowo-Pożyczkowa autorstwa Jana Perosia

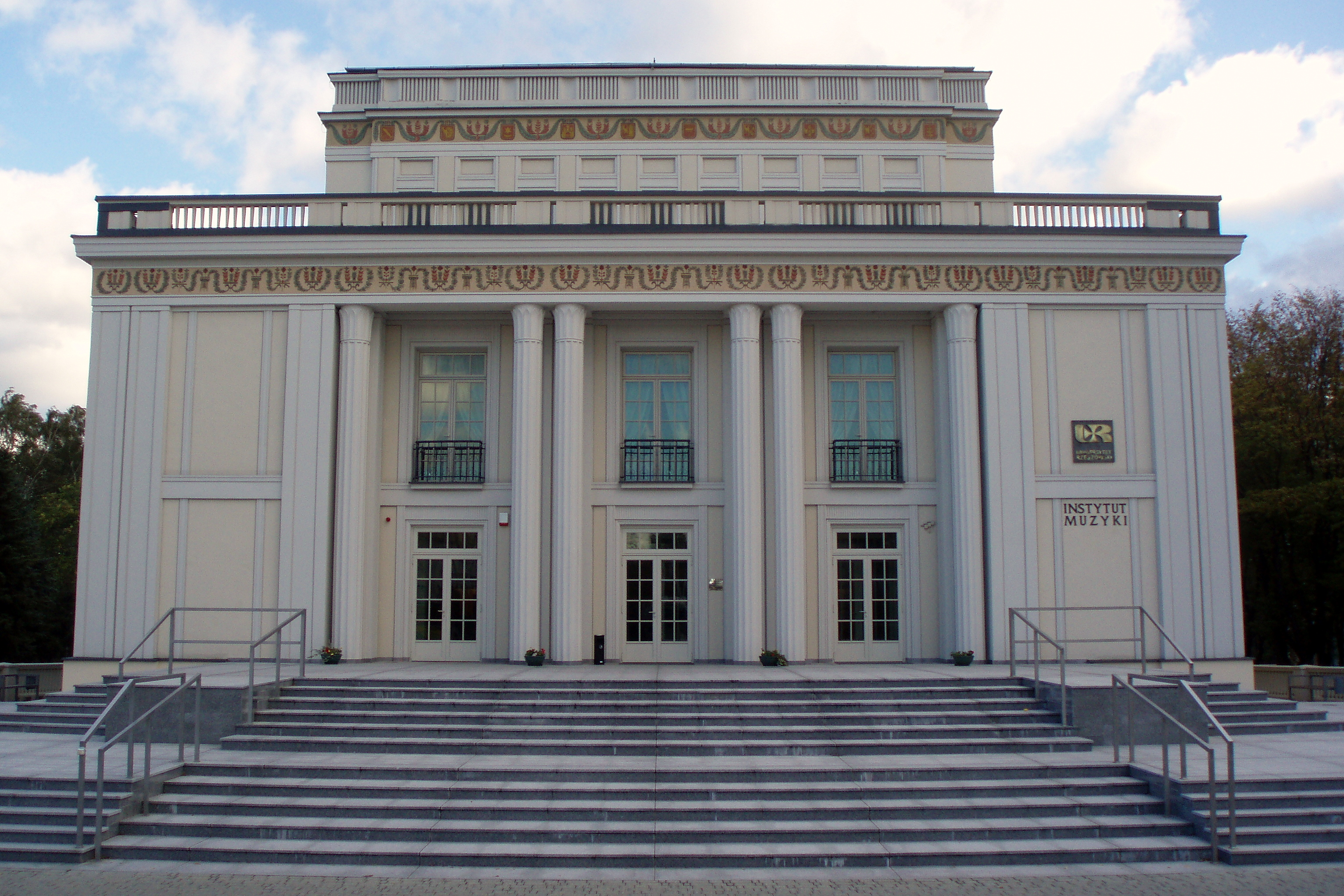
Wydział Muzyki Uniwersytetu Rzeszowskiego (socrealizm) to dawny budynek Domu Kultury WSK i Kina „Mewa”. Budynek ten pierwotnie miał stanąć na łódzkich Bałutach, jednak ostatecznie jego architekt, Józef Polak wybrał Rzeszów jako miejsce odpowiednie dla swojego dzieła. Inwestycję zrealizowano w latach 1953–1956.

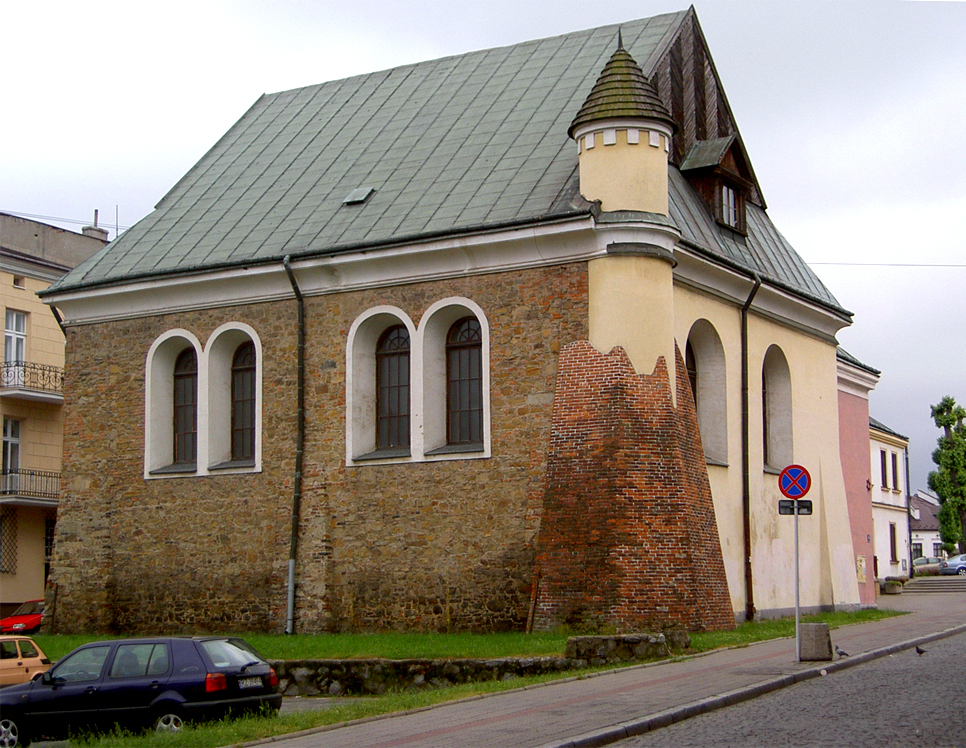
Synagoga Staromiejska „Mała” zbudowana została w 1610 w zgodzie ze stylem renesansowym. Około sto lat później budynek przebudowano i włączono w obręb miejskich fortyfikacji, czego świadectwem jest baszta.

Zachowana zabudowa śródmieścia Rzeszowa pochodzi w większości z XIX oraz przełomu XIX i XX wieku i nawiązuje przeważnie do klasycyzmu, można tam jednak odnaleźć także style takie jak secesja, neogotyk, modernizm czy art déco.
Najstarszą zachowaną budowlą Rzeszowa jest gotycki kościół farny pw. św. Wojciecha i Stanisława, z zachowanymi i odrestaurowanymi niedawno gotyckim prezbiterium i nawą główną, datowany na 1430 r., a przebudowany gruntownie w końcu XVII wieku w stylu barokowym z fundacji Lubomirskich. Dobudowano wówczas nawy boczne oraz wieżę dzwonnicy projektu Jana Chrzciciela Belottiego. Na początku XX w. istniał projekt przebudowy kościoła w stylu silnie nawiązującego do dojrzałego gotyku historyzmu.
Rozpoznawalnym zabytkiem Rzeszowa jest zamek, pochodzący z czasów Ligęzy i Lubomirskich. Będący w opłakanym stanie zamek sprzedał władzom austriackim pod koniec XVIII wieku ostatni z Lubomirskich, po czym przeniósł się do swoich rodzinnych posiadłości w Rozwadowie. Zamek został w latach 1902–1906 wyburzony przez samorząd galicyjski mimo wysiłków konserwatorskich Zygmunta Hendla i odbudowany z przeznaczeniem biurowym. Oprócz oryginalnych murów obronnych z bastionami, pochodzących z pierwszej połowy XVII wieku oraz zrekonstruowanej według pierwotnego projektu wieży zamkowej, pokrytej hełmem, obecna bryła zamku jest więc swobodną rekonstrukcją byłej rezydencji magnackiej, podniesioną w stosunku do pierwowzoru o piętro i silnie usystematyzowaną w porównaniu z tą widoczną na planach Wiedemanna, a także dostosowaną do potrzeb nowego użytkownika, Sądu Okręgowego.
Jedyną pozostałością dawnej świetności założenia zamkowego jest będąca w fazie zupełnego zniszczenia kordegarda (dawna wieża bramna, wartownia), jedna z dwóch, strzegących w okresie świetności wjazdu na teren posiadłości zamkowej. Znajduje się ona pomiędzy ul. Zamkową i al. Pod Kasztanami, na terenie dawnych ogrodów i byłego parku zamkowego, które, wobec skrajnego zaniedbania w okresie ostatniego pana na zamku i późniejszym, przejął w II. poł. XIX w. magistrat rzeszowski i sprzedał w drodze licytacji bogatszym mieszczanom, przeznaczywszy wcześniej odpowiednimi zapisami urzędowymi pod zabudowę domami willowymi w stylu szwajcarskim, z których większość ma charakter zabytkowy.
Reprezentacyjnym historycznym deptakiem Rzeszowa jest ul. 3 Maja, zwana dawniej Pańską, łącząca Plac Farny z zamkiem Lubomirskich. Historycznie pierwsza („brukowana” jeszcze belami drewnianymi) utwardzona ulica miasta, pochodząca najprawdopodobniej z czasów budowy przez Mikołaja Spytka Ligęzę zamku w Rzeszowie na początku XVII wieku. Przy niej znajduje się wiele zabytkowych budowli, z których najstarszą jest kompleks budynków popijarskich z połowy XVII wieku, projektu Tylmana z Gameren oraz Jana Belottiego, wybudowany z fundacji Ostrogskich i Lubomirskich, z kościołem św. Krzyża oraz zabudowaniami jednej z najstarszych w Polsce szkół średnich – kolegium pijarów (I Liceum Ogólnokształcące) oraz budynków poklasztornych z dziedzińcem, w czasach zaborów będących siedzibą władz cyrkułu (województwa) rzeszowskiego, a należących do Muzeum Okręgowego w Rzeszowie. W salach Muzeum zachowały się malowidła ścienne ze scenami biblijnymi, m.in. w Wielkim Refektarzu.
Z budowli zabytkowych w Rzeszowie wymienić należy jeszcze wczesnobarokową bazylikę Wniebowzięcia Najświętszej Maryi Panny (oo.bernardyni) z fundacji Mikołaja Spytka Ligęzy, której budowę ukończono w 1629, z renesansowym, alabastrowym ołtarzem głównym przedstawiającym zdjęcie z Krzyża i kaplicą patronki Rzeszowa, Matki Bożej Rzeszowskiej, z uchodzącą za cudowną gotycką statuą Maryi i Dzieciątka, pochodzącą ze szkoły Wita Stwosza.
Na osi widokowej zbiegu ul. 3 Maja i Zamkowej, znajduje się budynek Banku PKO BP SA (dawnej Komunalnej Kasy Oszczędności, 1908), autorstwa lwowianina Jana Perosia będący wyjątkową mieszaniną rozmaitych stylów architektonicznych, dość charakterystyczną dla okresu poszukiwań i „niepokojów” Młodej Polski wyrażonej we wzorach architektonicznej secesji.
Zabytkiem, który nie przetrwał w niezmienionej formie do naszych czasów, jest kościół poreformacki, pełniący funkcje kościoła garnizonowego. Projektowany przez Jana Bellotiego z fundacji mieszczanina, a najprawdopodobniej burmistrza Rzeszowa Aleksandra Passakowicza z 1709 kościół, wraz z klasztorem reformatów został uroczyście poświęcony 21 września 1722. W kościele pochowana jest Marianna z Bielińskich Lubomirska, o czym zaświadcza stosowne epitafium. Odkryto tam pod warstwą farby i tynku cenne malowidła z czasów powstania świątyni. Klasztor reformatów istniał 65 lat. 11 maja 1787, dekretem zaborcy austriackiego, przeszedł na własność Monarchii Austriackiej. W 1808 w przebudowanym gruntownie klasztorze urządzono szpital wojskowy, zaś w kościele magazyn, a w zabudowaniach klasztornych piekarnię, z kolei przyklasztorny ogród zamieniono na park miejski (Ogród im. Solidarności). W okresie międzywojennym budynkowi kościoła, po przeróbkach zacierających dawny styl architektoniczny, przywrócono funkcje sakralne jako kościołowi garnizonowemu. Zabudowania przebudowanego na magazyn byłego klasztoru, służące jako magazyny wojskowe do lat 90. XX w., spłonęły w połowie lat 90. XX w. i nie zostały dotąd odbudowane.
Innym zabytkiem, który zachował tylko zewnętrzne pierwotne cechy, jest Synagoga Staromiejska z 1610. Zniszczona i spalona przez hitlerowców w czasie II wojny światowej, odbudowana w latach 60. XX w., mieści Archiwum Państwowe w Rzeszowie.
Zakończyła się przebudowa i modernizacja rzeszowskiego rynku, który jest głównym placem i sercem miasta. Tam znajduje się wejście do rzeszowskich podziemi, a obok neorenesansowy, z elementami neogotyckimi ratusz, przebudowany i nadbudowany od strony wschodniej w 1896, w nadbudowanej części dodano podcienia, balkon oraz duże renesansowe okno sali obrad, stylizując tę część na jeden z charakterystycznych fragmentów krakowskich Sukiennic.
Centrum miasta zostało na początku XXI wieku odrestaurowane: wyeksponowano zabytki i wartościowe obiekty, przywracając im niekiedy przedwojenny charakter, poprzednio zatarty przez przebudowy w czasach socjalizmu. Dotyczy to np. fasady budynku Teatru im. Wandy Siemaszkowej. Na wielu osiedlach powstają bloki mieszkalne, apartamentowce, a także nowa zabudowa jednorodzinna i szeregowa. Na poprawę estetyki miasta wpływało ogłaszanie konkursów na projekty rozmaitych obiektów (np. Millennium Hall, Galeria i Hotel Rzeszów, nowy budynek Uniwersytetu Rzeszowskiego oraz Politechniki Rzeszowskiej), choć wciąż, poza biurowcem rzeszowskiej Polfy-ICN miastu brakowało wybitnych realizacji architektonicznych.
W roku 2014 oddano do użytku najwyższy budynek miasta, 18-kondygnacyjnego apartamentowca klasy A – pierwszego budynku z projektu pn. „Capital Towers”.
W związku ze zgłaszanym przez inwestorów zapotrzebowaniem na powierzchnie biurowe o wysokim standardzie, w 2013 r. rozpoczęto budowę 14-kondygnacyjnego biurowca klasy A (SkyRes Warszawska) wraz z zapleczem mieszkaniowym i parkingowym.
W styczniu 2015 r. inwestycja ta została zauważona podczas III Międzynarodowej Gali CEE Shared Services and Outsourcing Awards 2015, podczas której Miasto Rzeszów otrzymało nagrodę główną w kategorii „Wschodząca Gwiazda Outsourcingu w Polsce”. Inwestycja została oddana do użytku w 2015 r. Ponadto firma Developres zakończyła budowę kolejnego obiektu biurowego SkyRes Lubelska o powierzchni 17 tys. m² – w tym samym rejonie. Biurowiec przylega do nowo wybudowanego zaplecza mieszkaniowego wraz z wielopoziomowym parkingiem. SkyRes jest zespołem 5 budynków biurowych i mieszkalnych liczących od 9 do 19 pięter.

### Urbanistyka

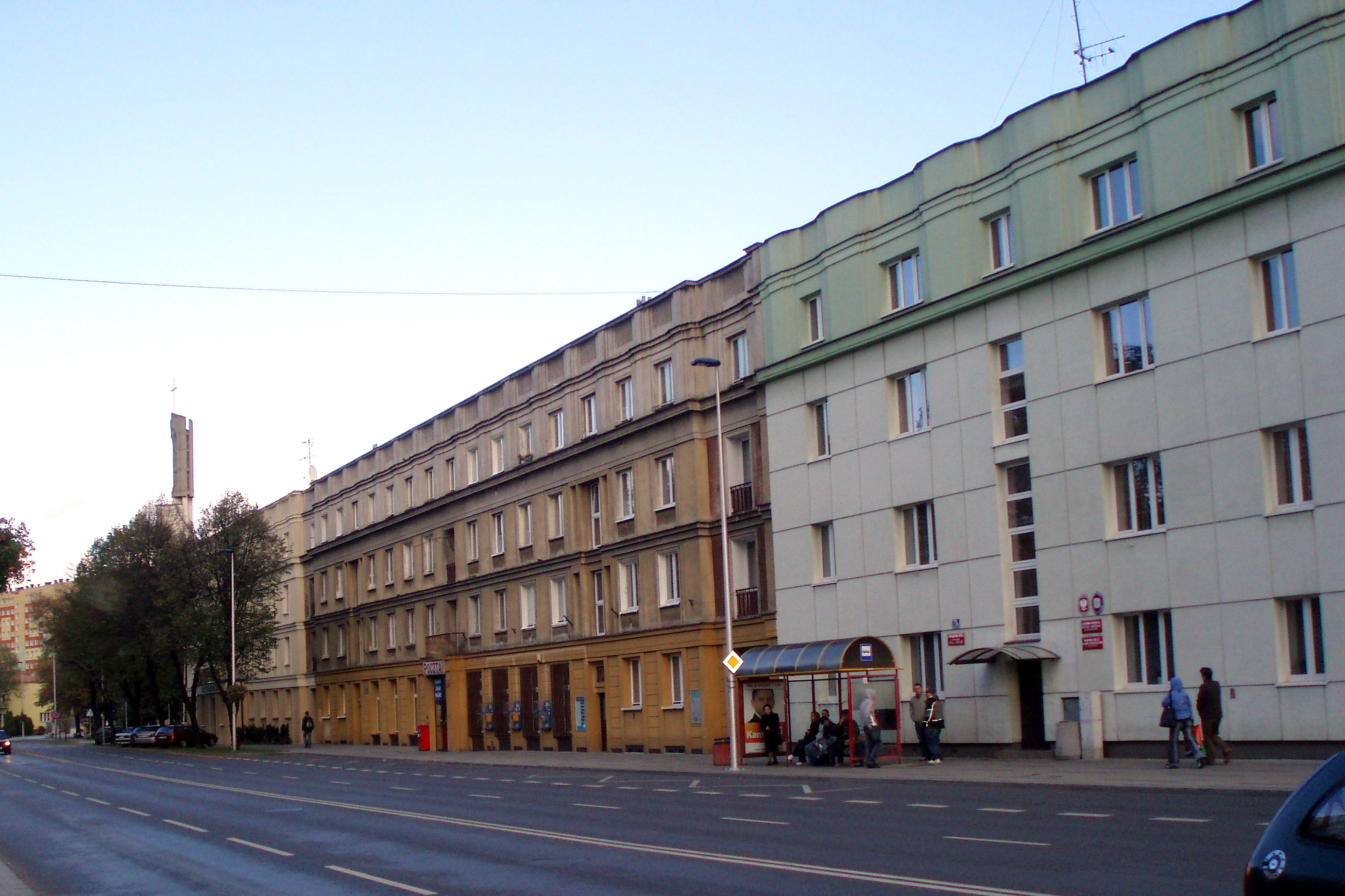
Fragment ulicy Dąbrowskiego z zabudową z lat przed- (budynek na pierwszym planie) i powojennych, w tle widoczne Sanktuarium Matki Bożej Saletyńskiej, którego budowę ukończono w 1999 oraz fragment 10-piętrowej „szafy”.

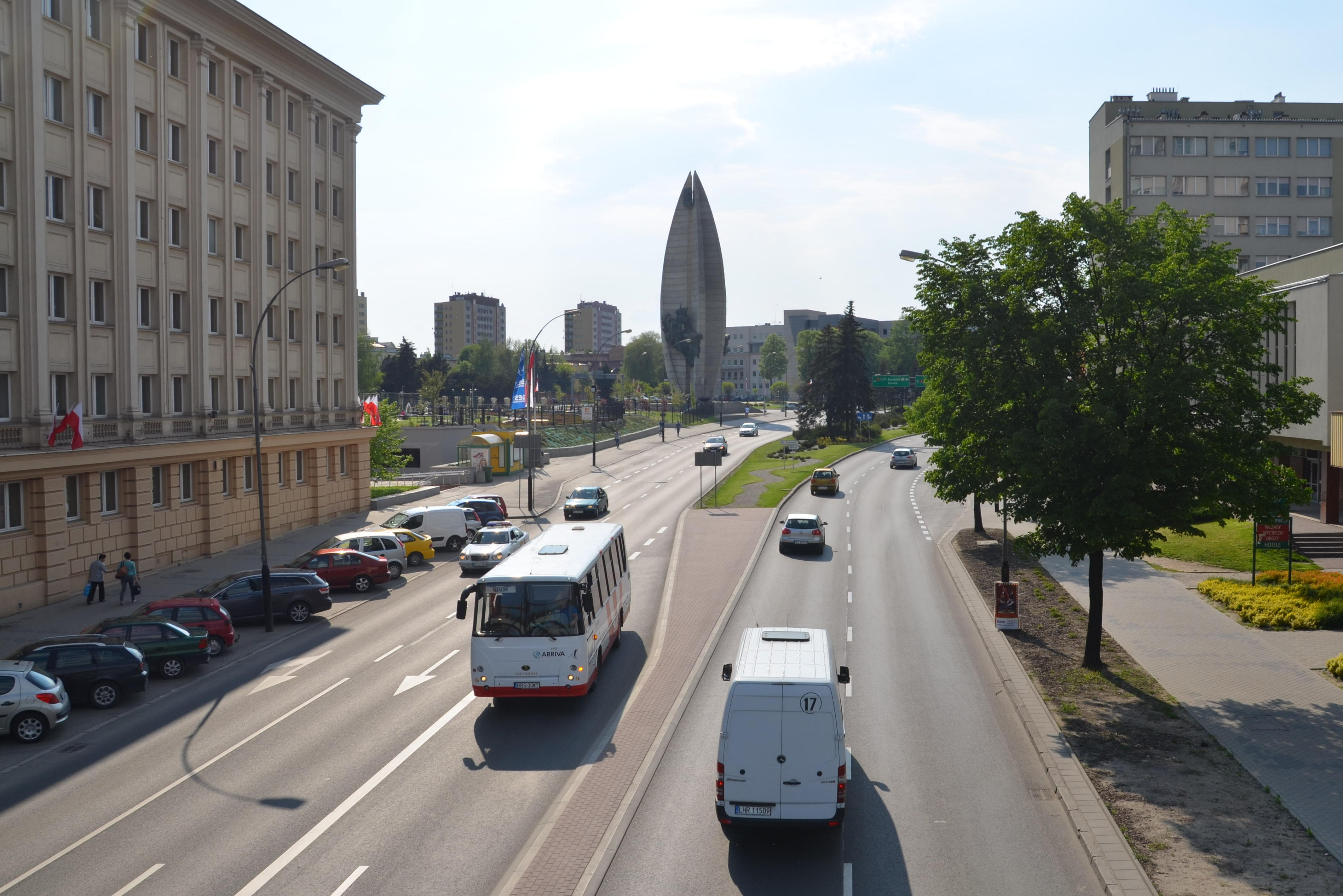
Centrum Rzeszowa, w oddali Pomnik Czynu Rewolucyjnego (Al.Cieplińskiego)

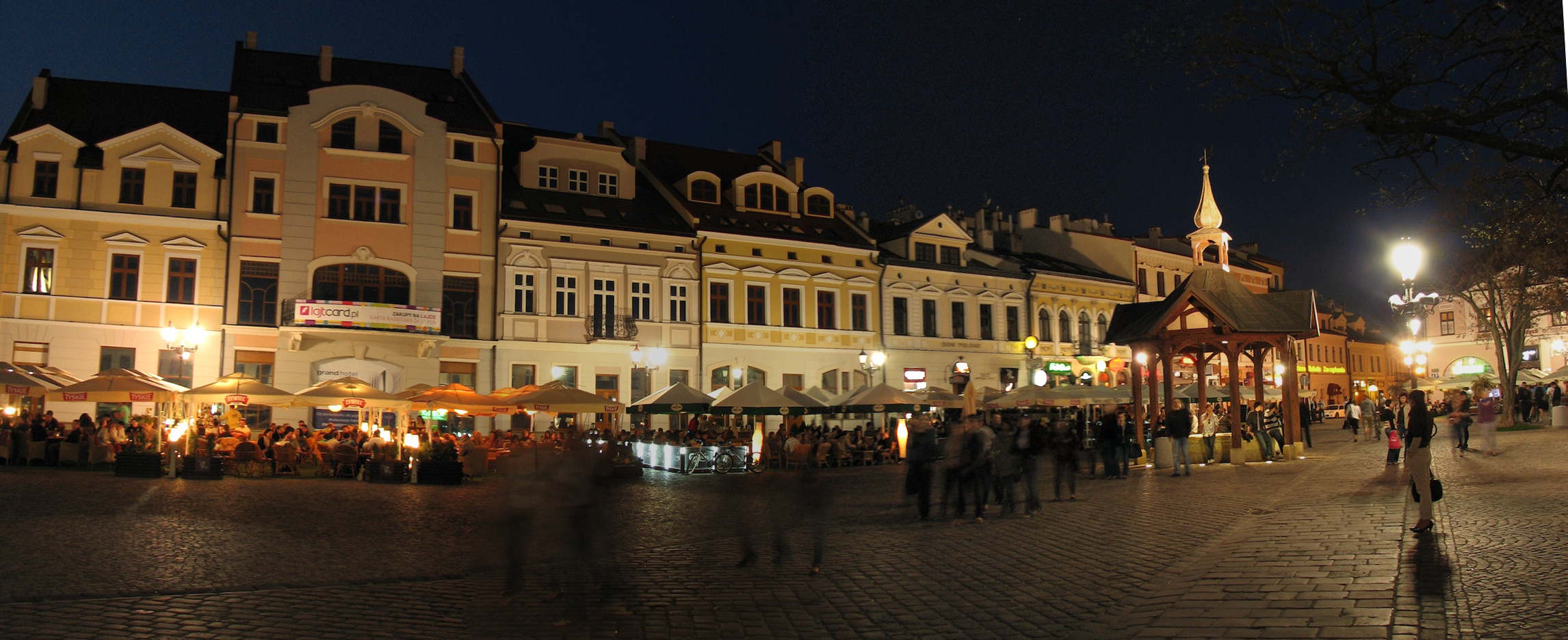
Rynek w Rzeszowie nocą

Ogólnie tereny zabudowane stanowią ponad 40% powierzchni całego miasta. Wyraźnie widoczny jest plan opierający się na promieniście rozchodzących się od centrum ulicach – na północy Marszałkowska, Warszawska i Lubelska; na zachód Krakowska, na wschód Lwowska, obie połączone aleją Piłsudskiego. Na południe od ścisłego centrum ruch wyprowadzają ulice Dąbrowskiego i Hetmańska, a na wschodnim brzegu Podwisłocze i Rejtana, łączy je przecinająca równoleżnikowo miasto na południu aleja Powstańców Warszawy; Aleja ta łączy się z kolejnymi: Armii Krajowej, Batalionów Chłopskich i Witosa tworząc rodzaj wewnętrznego pierścienia, na który składają się 2 dwupasmowe drogi wewnątrzmiejskie o tak długiej historii projektowania i powstawania, że tradycyjnie zachowały się w potocznym nazewnictwie jako „obwodnice” południowa i będąca jeszcze częściowo w budowie północna. W istocie pełnią one funkcje obwodnic ścisłego śródmieścia miasta. Na południe ruch wyprowadzają ulice Podkarpacka i Sikorskiego. Rzeszowska starówka ograniczona jest placem Śreniawitów na południu oraz ulicami Chopina, Targową i placem Targowym od wschodu, od północy placem Wolności i ulicą Sobieskiego, zaś od zachodu ulicami Cieplińskiego i Lisa-Kuli.
Zabudowę centrum miasta cechuje duże zagęszczenie ludności i budynków, w szczególności jeżeli chodzi o lewostronny brzeg. Na terenie starego miasta dominuje zabudowa – niekiedy niepełnych – kwartałów, raczej niskich 2 do 4-piętrowych kamienic, głównie XIX-wiecznych.
W kierunku południowym wzdłuż ulic Hetmańskiej i Dąbrowskiego widoczne wielorodzinne budownictwo z lat 30. i powojennych XX wieku, tworzące również regularne kwartały (np. odcinek ul. Dąbrowskiego na wysokości między W. Pola, a Powstańców Warszawy – zdjęcie obok). W latach przedwojennych, za sprawą włączenia Rzeszowa w obręb programu COP-u, miastu przybyło sporo nowych budowli, głównie w ówczesnym śródmieściu i południowym rejonie ul. Dąbrowskiego. Zaczęto budować pierwsze osiedla bloków mieszkalnych (Hetmańska, Bohaterów Westerplatte, Curie-Skłodowskiej). Z obiektów publicznych należy wymienić powstały do wybuchu wojny w stanie surowym zamkniętym, kosztem wyburzenia kilku kamienic na rogu ul. Chopina i Naruszewicza, nowoczesny jak na owe lata kompleks przyszłego Szpitala Wojewódzkiego (Wojewódzki Szpital Specjalistyczny w Rzeszowie, rozbudowany o skrzydło z wejściem głównym po wojnie), tzw. Nową Pocztę (Urząd Pocztowy nr 1 oraz siedziba oddziału Telekomunikacji Polskiej SA w Rzeszowie) przy wlocie ul. Moniuszki do Placu Farnego, oraz pierwszą publiczną przychodnię przy ul. Czackiego, zespoloną z dobudowanym po wojnie jej większym skrzydłem, z wejściem od strony ul. Hetmańskiej.
Lata wojny przyniosły celową degradację przez hitlerowskiego okupanta zabudowy w rejonie ul. Grodzisko, Słowackiego i Baldachówka, gdzie wydzielone było getto dla ludności żydowskiej (zabudowę tych ulic uzupełniono po wojnie w nowym kształcie), zaś w wyniku ruchów wojsk i przejazdu ciężkiego sprzętu wojskowego przez ścisłe centrum, zapadło się bądź zostało rozebranych kilkanaście kamienic w Rynku i rejonie ul. Mickiewicza. Po wojnie, zasadniczo do końca lat 50. XX w., rozbudowywano miasto w obrębie przedwojennych granic, w istocie doprowadzając do przekształcenia tego obszaru w funkcjonalne śródmieście Rzeszowa; rozbudowano wspomniane rozpoczęte przed II wojną światową osiedla WSK (osiedle Dąbrowskiego) oraz powstały bloki mieszkalne wzdłuż ul. Hetmańskiej i Staszica, od Wincentego Pola po Plac Śreniawitów, zaś z początkiem lat 60. XX w. rozpoczęto budowę dużej, wyjątkowo dobrze zaprojektowanej dzielnicy mieszkaniowej Baranówka I i II (zabudowa ul. Okulickiego i Spiechowicza) oraz Osiedla Tysiąclecia wzdłuż ul. Marszałkowskiej oraz szereg drobniejszych realizacji budownictwa mieszkaniowego w rejonie ulic Orzeszkowej, Słowackiego, Słonecznej, Króla Augusta, Wyspiańskiego oraz zabudowy „plombowej” ulic w śródmieściu.
Pod koniec lat 60. XX w. rozpoczęto zabezpieczanie starego śródmieścia i rzeszowskich podziemi pod płytą Rynku metodami górniczymi oraz zainicjowano program renowacji rzeszowskiej starówki. Pierwsze rzeszowskie wieżowce wyrosły w Rzeszowie w latach 1958–1967 według projektu Zbigniewa Tomaszewskiego przy ul. Lenartowicza (w sąsiedztwie ul. Bulwarowej, powyżej założonego współcześnie Parku Kultury i Wypoczynku), a kolejne, bliźniacze wobec siebie, wybudowano w latach 1968–1971 według projektu Andrzeja Martensa i Jerzego Noska w rejonie ul. Kochanowskiego oraz przy ul. Piastów; zespół tych drugich rzeszowianie nazywają „Osiedlem Na Skarpie”, gdyż powstały one z użyciem kosztownych metod wzmacniania gruntu na skarpie (nabrzeżu) dawnego koryta Wisłoka. W latach późniejszych (lata 70. i 80. XX w.) podjęto budowę całych osiedli mieszkaniowych z wysokimi, przeważnie 12-kondygnacyjnymi blokami, przy czym szczególny boom budownictwa mieszkaniowego przypada na drugą połowę lat 70. XX w., gdy oddawano w Rzeszowie rocznie ponad 3 tysiące mieszkań. Wówczas powstały osiedla: Pułaskiego, Gwardzistów (Kmity), Baranówka, zaś na prawym brzegu Wisłoka w miejscu północnej części dawnej wsi Drabinianka dzielnica mieszkaniowa Nowe Miasto. W latach 80. XX w. powstały jeszcze, tym razem na niezabudowanych terenach, kolejne duże obszarowo osiedla mieszkaniowe: Krakowska-Południe, Baranówka IVB oraz Pobitno-Wilkowyja.
Początek lat 70. XX w. przyniósł zasadnicze przekształcenia „środka ciężkości” śródmieścia miasta przez wykonanie przebić układu komunikacyjnego (powielono w tym zakresie prawie wiernie plany przedwojenne rozbudowy miasta) na linii wschód-zachód (ul. Piłsudskiego, Krakowska) oraz północ-południe (ciąg ul. Dąbrowskiego, Lisa-Kuli, Cieplińskiego) z dwoma wiaduktami nad liniami kolejowymi do Krakowa i Jasła wraz z wybudowaniem nowych obiektów śródmieścia w ciągu nowo powstałych odcinków ulic.
Dynamiczny rozwój budownictwa mieszkaniowego oraz działalności gospodarczej na terenie miasta zapoczątkowały pierwsze lata XXI wieku. Kilka lat później oddano do użytku wyremontowane kamienice w Rynku oraz wiele budynków rzeszowskiej Starówki. Udostępniono także dla zwiedzających Podziemną Trasę Turystyczną pod nowo ułożoną płytą Rynku.
W pierwszym dziesięcioleciu XXI wieku wyremontowano i wzmocniono do standardów unijnych większość dróg w mieście, powstały lub przebudowano przeprawy drogowo-mostowe. Wybudowano wiele budynków handlowo-usługowych, hotelarskich, zaplecza dydaktycznego szkół wyższych (Uniwersytetu, Politechniki, jak i Uczelni prywatnych). Poprzez przyłączenie do miasta w latach 2006–2019 okolicznych sołectw, powierzchnia miasta zwiększyła się ponad dwukrotnie. Obecnie następuje dynamiczna zabudowa przyłączonych terenów (zarówno przez budynki wielorodzinne, jednorodzinne, jak i przemysłowe, usługowe). Na osiedlu Przybyszówka powstała podstrefa Specjalnej Strefy Ekonomicznej „Rzeszów-Dworzysko”, obecnie w większości uzbrojona z bardzo dobrym usytuowaniem przy międzynarodowej magistrali kolejowej E30, autostradzie A4, międzynarodowym lotnisku oraz drodze ekspresowej S19, będącej w dalszych kierunkach rozbudowywanej.

### Zabytki i miejsca historyczne

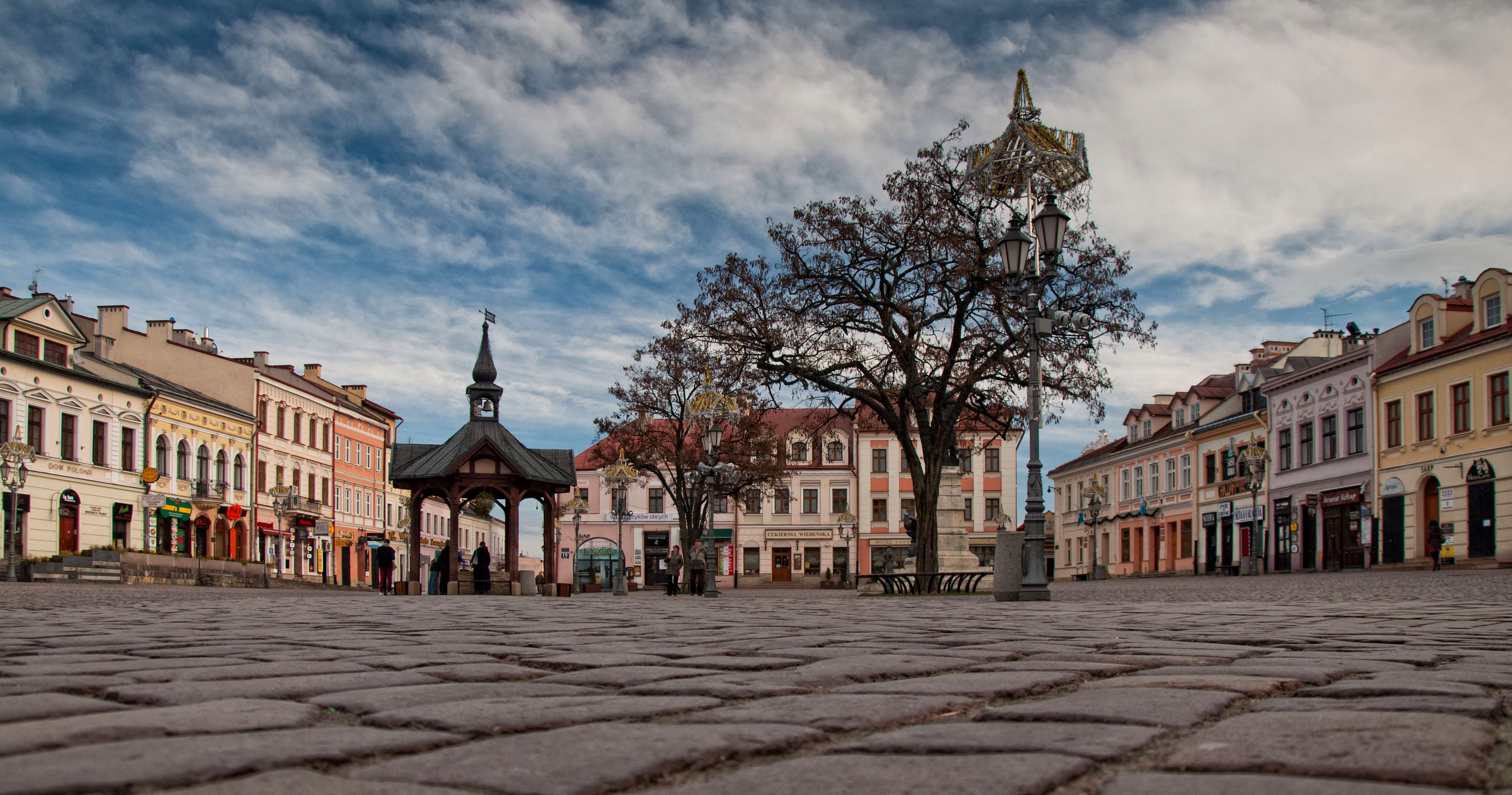
Zabudowa Starego Rynku w Rzeszowie

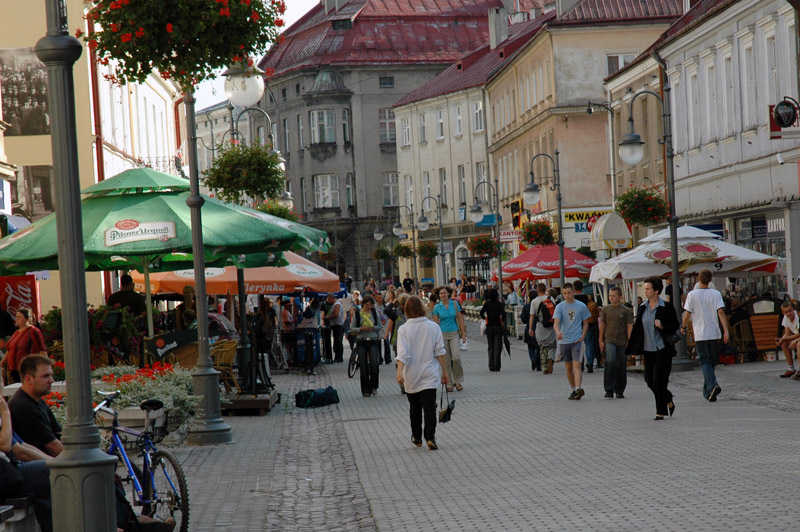
Ul. 3 Maja, deptak

- Ratusz miejski na Starym Mieście (wybudowany w 1591 przez M.S. Ligęzę; 1867 i 1884, 1897–1898 – przebudowany)
- Sokolnia, czyli budynek założonego w Rzeszowie w 1886 roku Towarzystwa Gimnastycznego „Sokół”. W dniu 28 lipca 1895 założono tu Stronnictwo Ludowe (od 27 lutego 1903 pod nazwą Polskie Stronnictwo Ludowe – jedyną istniejącą po dziś dzień polską partię polityczną). Władza ludowa zdelegalizowała ruch sokoli bezprawną decyzją z 1947 r. i po licznych represjach jego członków dokonała konfiskaty całości majątku towarzystw sokolich w tym sokolni rzeszowskiej. Pomimo reaktywowania TG „Sokół” Rzeszów w 2000 r. siedziba nie wróciła do właściciela. Obecnie funkcjonuje tu Teatr im. Wandy Siemaszkowej (1900)
- Unikatowy kompleks piwnic – Podziemna Trasa Turystyczna – Stary Rynek w Rzeszowie (XVIII wiek)
- Kamienice mieszczańskie w rynku, z XVI – XIX w. wielokrotnie przebudowywane w stylach historyzmu i secesji w XIX i XX w.
- Aleja Pod Kasztanami – z secesyjną zabudową willową (1899–1903)
- Stary Cmentarz (XVIII wiek)
- dawna siedziba Rady Powiatu, obecnie Wojewódzka i Miejska Biblioteka Publiczna (1898-1902, proj. Tadeusz Stryjeński)
- Teatr im. Wandy Siemaszkowej (1900)
- Cmentarz komunalny w dzielnicy Pobitno, wpisany w rejestr zabytków (budynki, nagrobki, mury, drzewostan – początek XX wieku)
- Cmentarz żydowski na Czekaju w Rzeszowie – założony w 1849 (istniały jeszcze dwa inne kirkuty: najstarszy i stary)
- Ulica 3 Maja, eklektyczna zabudowa, styl secesyjny i neogotycki (w większości z XIX – XX w.)
- Ulica Grunwaldzka, jeden z deptaków, eklektyczne kamienice, Wydział Prawa Uniwersytetu Rzeszowskiego
- Kościoły na Starym Mieście i w Śródmieściu z XV – XIX w. (m.in.: kościół farny z XV w., sanktuarium Matki Boskiej Rzeszowskiej z XVI w. przy klasztorze o. Bernardynów oraz kościół Świętego Krzyża z XVI w. przy klasztorze o. Pijarów)
- Zespół stacyjno-dworcowy Rzeszów Staroniwa (z 1891)
- Budynek Instytutu Muzyki Uniwersytetu Rzeszowskiego (dawny dom kultury WSK)

### Zamki, dwory i pałace

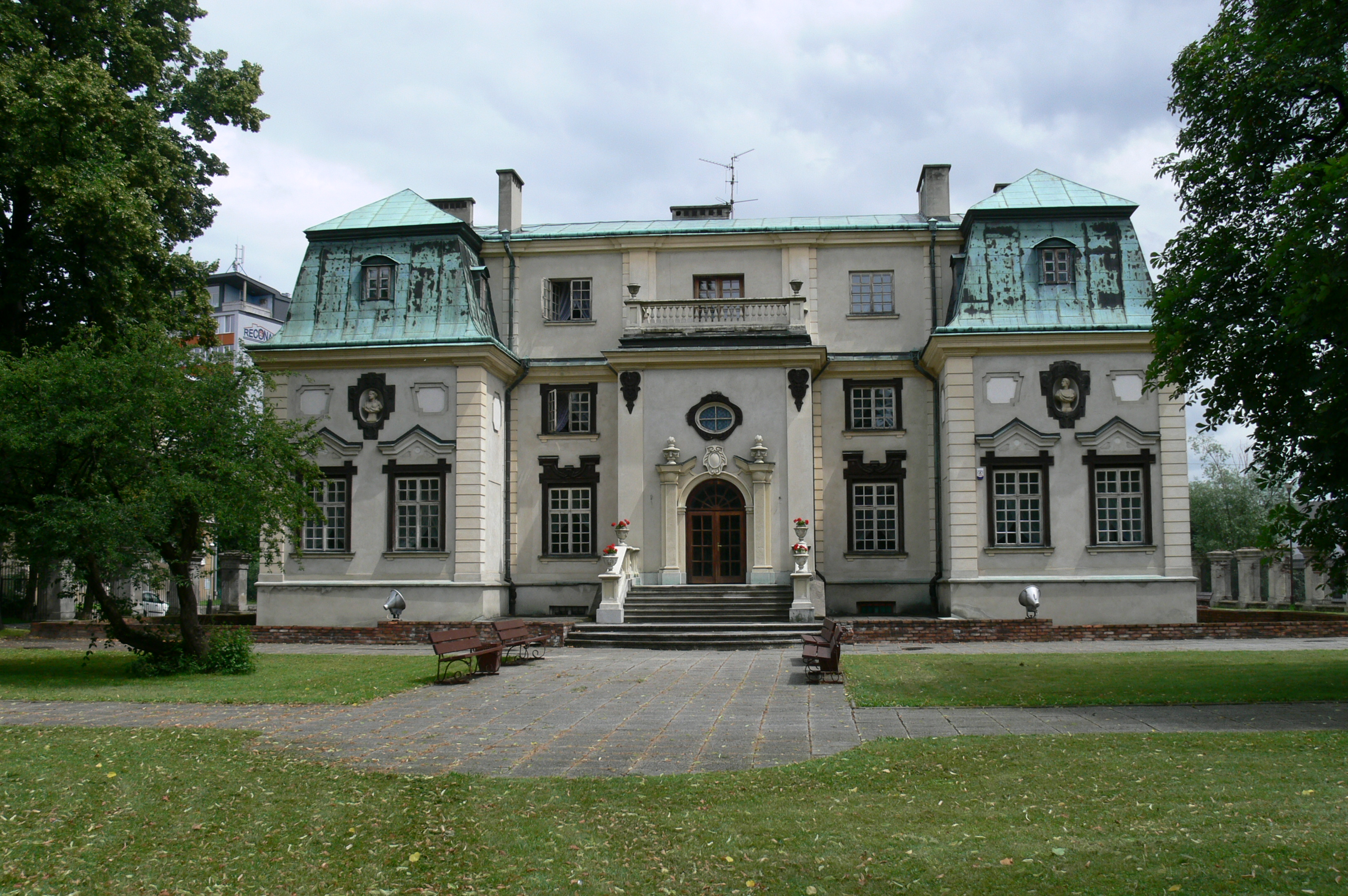
Letni Pałac Lubomirskich (XVIII w.)

- Zamek w Rzeszowie (przełom XVI/XVII wieku) wzniesiony z inicjatywy Mikołaja Spytka Ligęzy; z zachowaną wczesnobarokową wieżą dawnego czworobocznego pałacu (1620), fortyfikacje bastionowane (I połowa XVII wieku)
- Letni Pałac Lubomirskich (koniec XVII w. – architekt Tylman z Gameren; przebudowany w poł. XVIII w. przez K.H. Wiedemanna)
- Dwór Franciszka Piątkowskiego (pierwotnie część klasztoru reformatów) z I poł. XVIII w. (przy Reformackiej 4)[176]
- Dwór Chłapowskich i park podworski przy ul. Powstańców Śląskich w dzielnicy Słocina (z XVIII–XIX wieku)
- Zespół dworski wraz z parkiem w dzielnicy Załęże (z XVIII–XIX w.)
- Dom Prevota przy ul. Zamkowej 9 (obecnie rzeszowska siedziba Polskiego Związku Motorowego) z lat 1818–1823[177]
- Dwór Skrzyńskich h. Zaremba przy ul. Unii Lubelskiej (obecnie siedziba redakcji dziennika Nowiny) z lat 1828–1830[178]
- Pałac Biskupów Rzeszowskich przy ul. Jałowego 1 (pierwotnie dworek sędziego powiatowego Antoniego Karpińskiego h. Korab) z ostatniej ćwierci XIX w. (architekt Józef Kwiatkowski)[176][179]
- Pałac Jędrzejowiczów w Staromieściu na obecnym os. 1000-lecia, przebudowany 1879–1883
- Pałac Burgallera przy ul. Zamkowej 1 (obecnie siedziba Polskiego Radia Rzeszów)[180]
- Dworek przy al. Pod Kasztanami 6 autorstwa Kazimierza Hołubowicza z 1906[176]
- Dworek Liwów przy ul. Dąbrowskiego 18 (z okresu międzywojennego)[176]

### Synagogi
- Synagoga Staromiejska – wzniesiona w 1610 roku
- Synagoga Nowomiejska – wzniesiona na przełomie XVII i XVIII wieku najprawdopodobniej przez Jana Belottiego

### Pomniki i miejsca pamięci narodowej

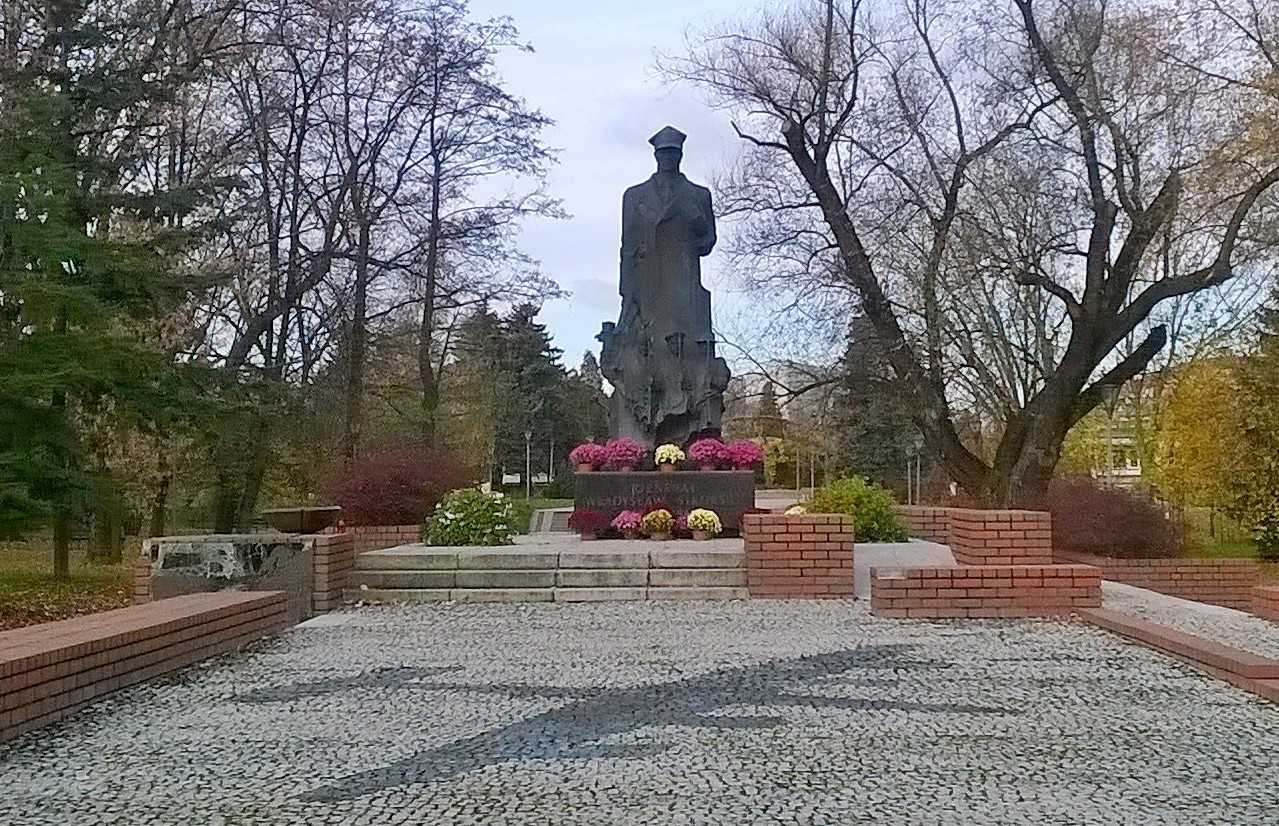
Pomnik gen. Władysława Sikorskiego w Parku Jedności Polonii z Macierzą

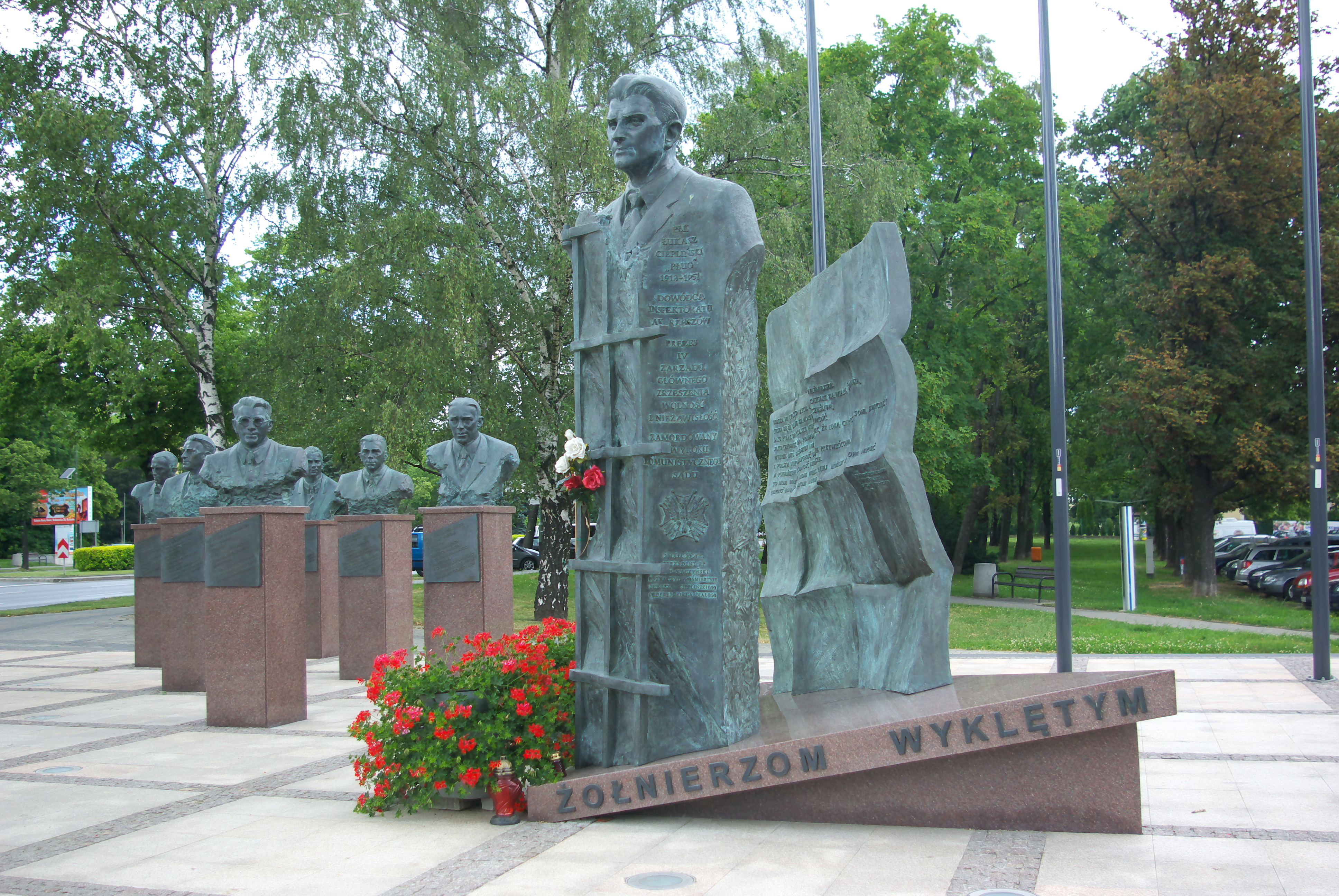
Pomnik Żołnierzy Wyklętych w Rzeszowie przy Alei Łukasza Cieplińskiego. Upamiętnieni członkowie Zrzeszenia Wolność i Niezawisłość: Łukasz Ciepliński, Adam Lazarowicz, Mieczysław Kawalec, Józef Batory, Franciszek Błażej, Józef Rzepka, Karol Chmiel.

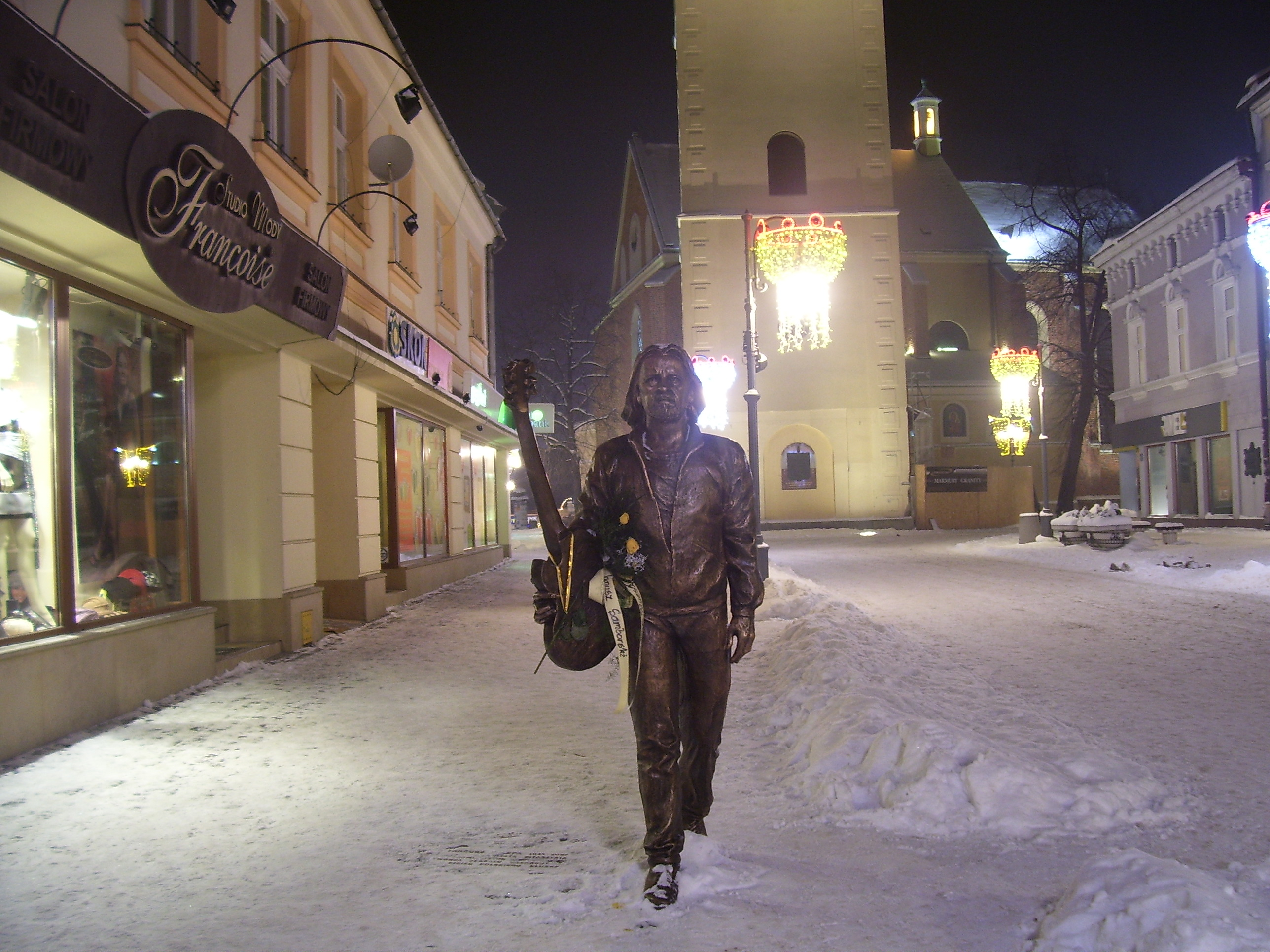
Pomnik Tadeusza Nalepy na ulicy 3 Maja

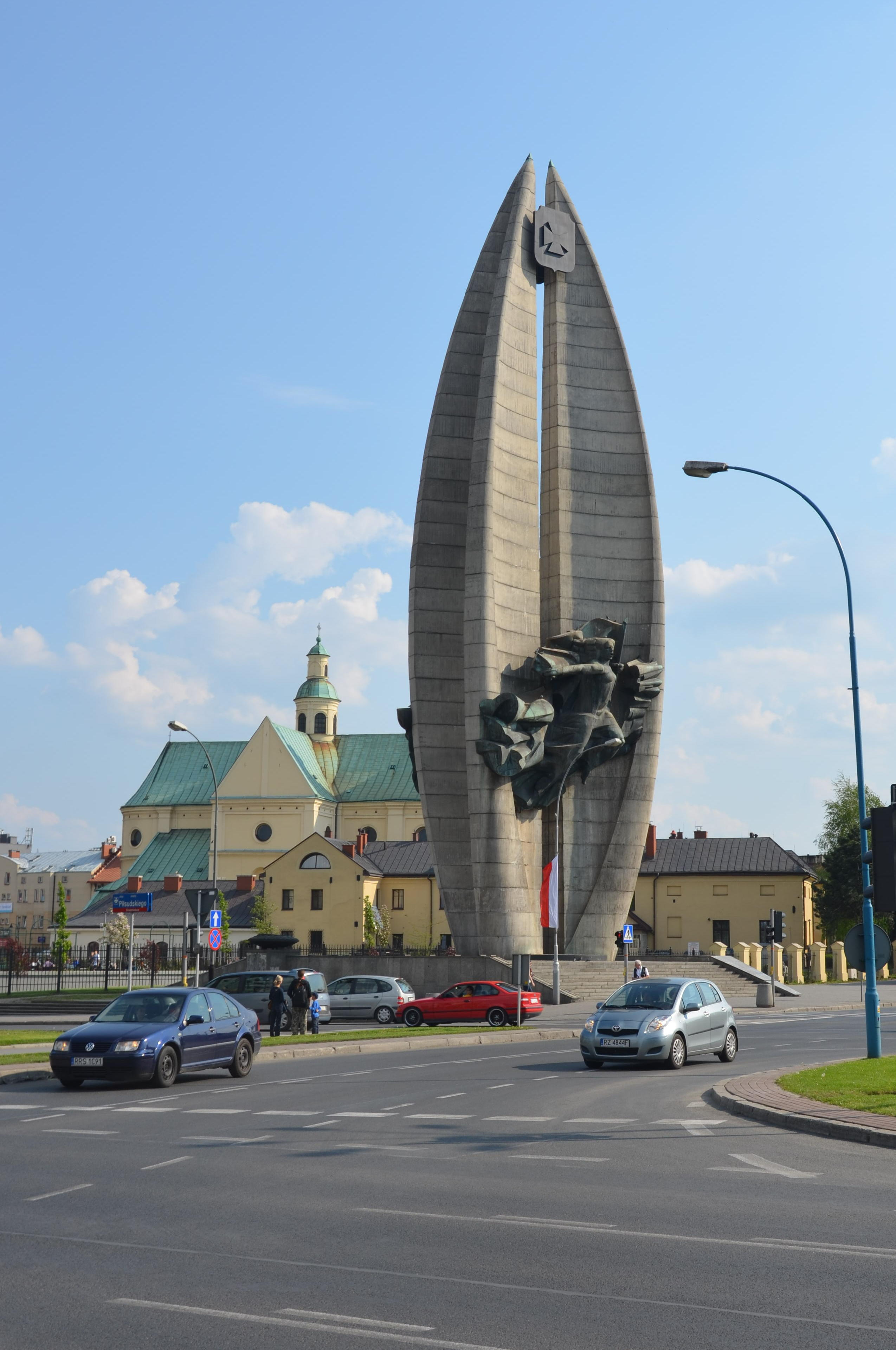
Pomnik Czynu Rewolucyjnego przy rondzie Dmowskiego

Lista pomników i miejsc pamięci narodowej znajdujących się w Rzeszowie:
- Pomnik Czynu Rewolucyjnego
- Krzyż Ofiar Komunizmu
- Pomnik Armii Krajowej
- Pomnik Tadeusza Kościuszki
- Pomnik Juliusza Słowackiego
- Pomnik Leopolda Lisa-Kuli
- Pomnik Ignacego Łukasiewicza
- Pomnik Stanisława Nitki
- Pomnik Adama Mickiewicza
- Pomnik św. Katarzyny
- Pomnik Jana Kochanowskiego
- Pomnik Marcina Borelowskiego
- Pomnik Powstańców Styczniowych
- Pomnik Wdzięczności Armii Czerwonej
- Pomnik Ofiar Terroru Hitlerowskiego (potocznie Pomnik 10 rąk)
- Pomnik Żołnierzy Wyklętych (pomnik Łukasza Cieplińskiego wraz z popiersiami 6 członków IV Zarządu Głównego Zrzeszenia Wolność i Niezawisłość)
- Głaz ku czci Wincentego Witosa
- Głaz ku czci bł. Jana Pawła II (w Parku Papieskim)
- Pomnik Kazimierza Pułaskiego
- Pomnik Iwana Turkienicza
- Krzyż Milenijny przy ul. Krzyżanowskiego
- Kopiec Konfederatów Barskich
- Pomnik Władysława Sikorskiego
- Pomnik ks. Stanisława Konarskiego
- Pomnik Tadeusza Nalepy
- Rzeźba „Przejście” autorstwa Józefa Szajny
- Rzeźba „Wielki Brat” autorstwa Jerzego Pęckowskiego
- Pomnik Zesłańców Sybiru
- Pomnik „podwójnej krótkiej” autorstwa rzeszowskiego artysty Marcina Ruta
- Pomnik Jana Pakosławica
- Rzeźba urwisa z procą autorstwa Krzysztofa Brzuzana,
- Rzeźba błogosławionej Karoliny Kózki wraz z małymi formami
- Pomnik smoleński
- Pomnik 1050 rocznicy chrztu Polski[181]
- Pomnik ks. Józefa Osińskiego, pierwszego polskiego elektryka[182]
- Pomnik Marszałka Józefa Piłsudskiego[183]
- Pomnik "Drabina do nieba" autorstwa Józefa Szajny[184]

## Wspólnoty wyznaniowe

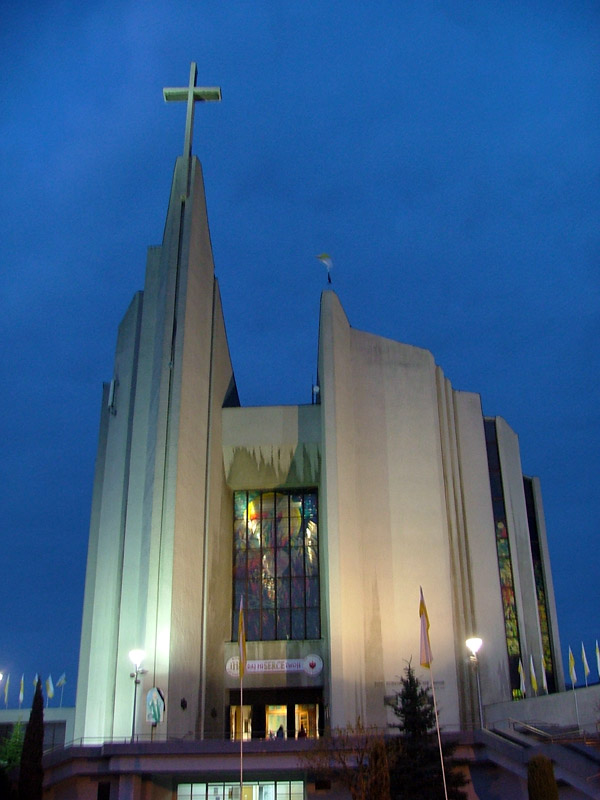
Katedra Najświętszego Serca Pana Jezusa

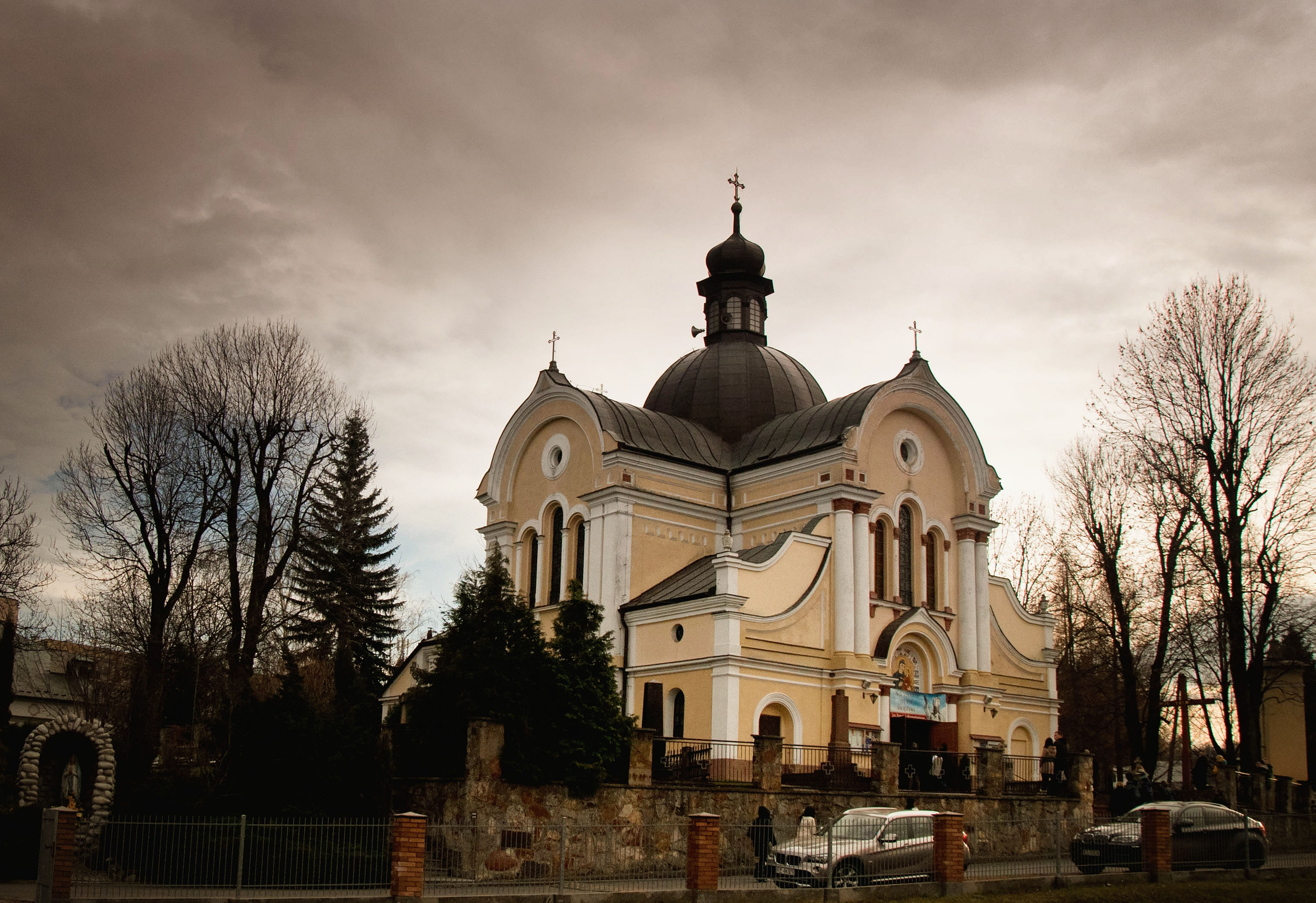
Dawna cerkiew greckokatolicka, świątynia Kościoła rzymskokatolickiego pw. Wniebowzięcia NMP na Zalesiu

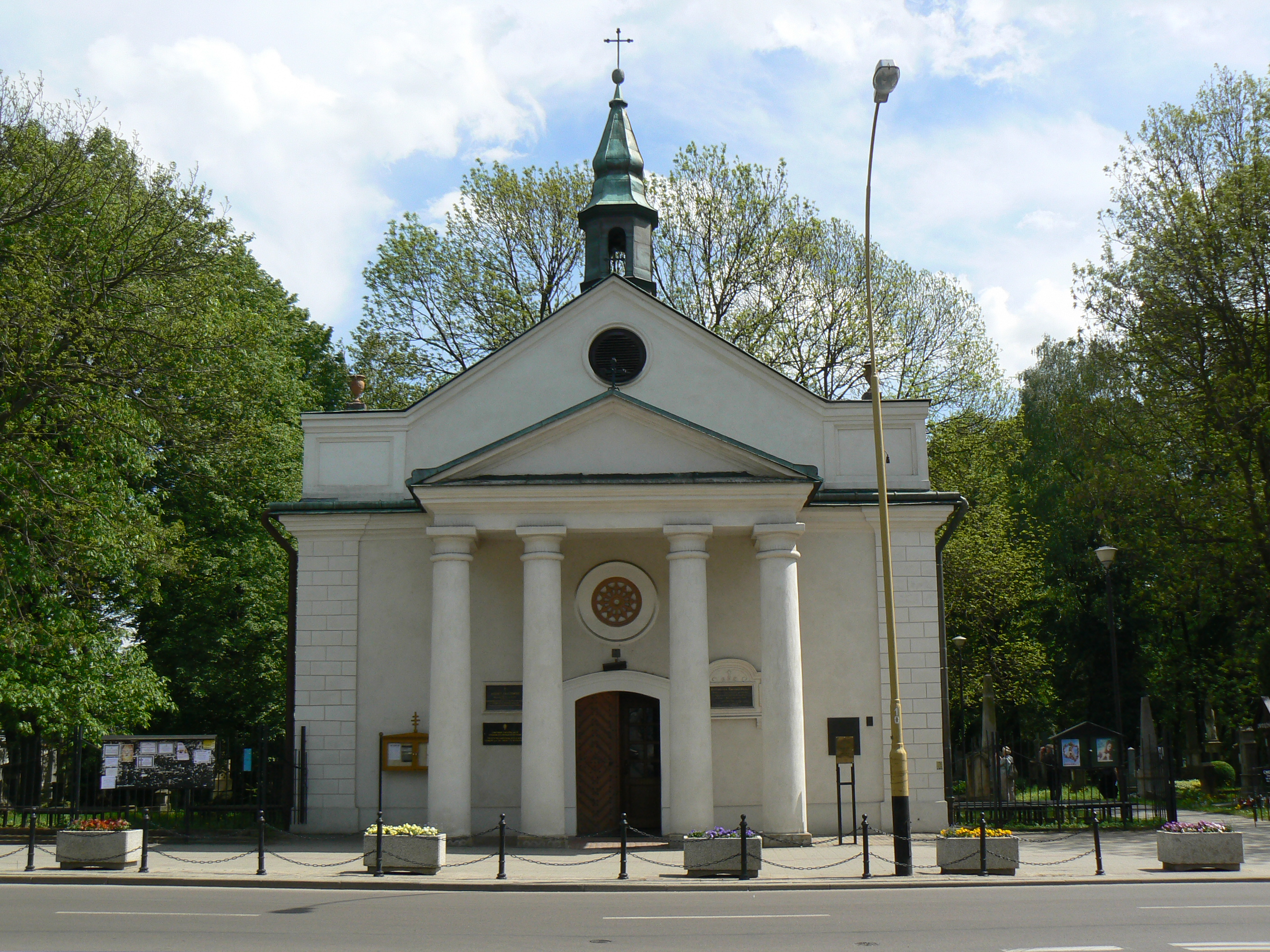
Kościół greckokatolicki Świętej Trójcy

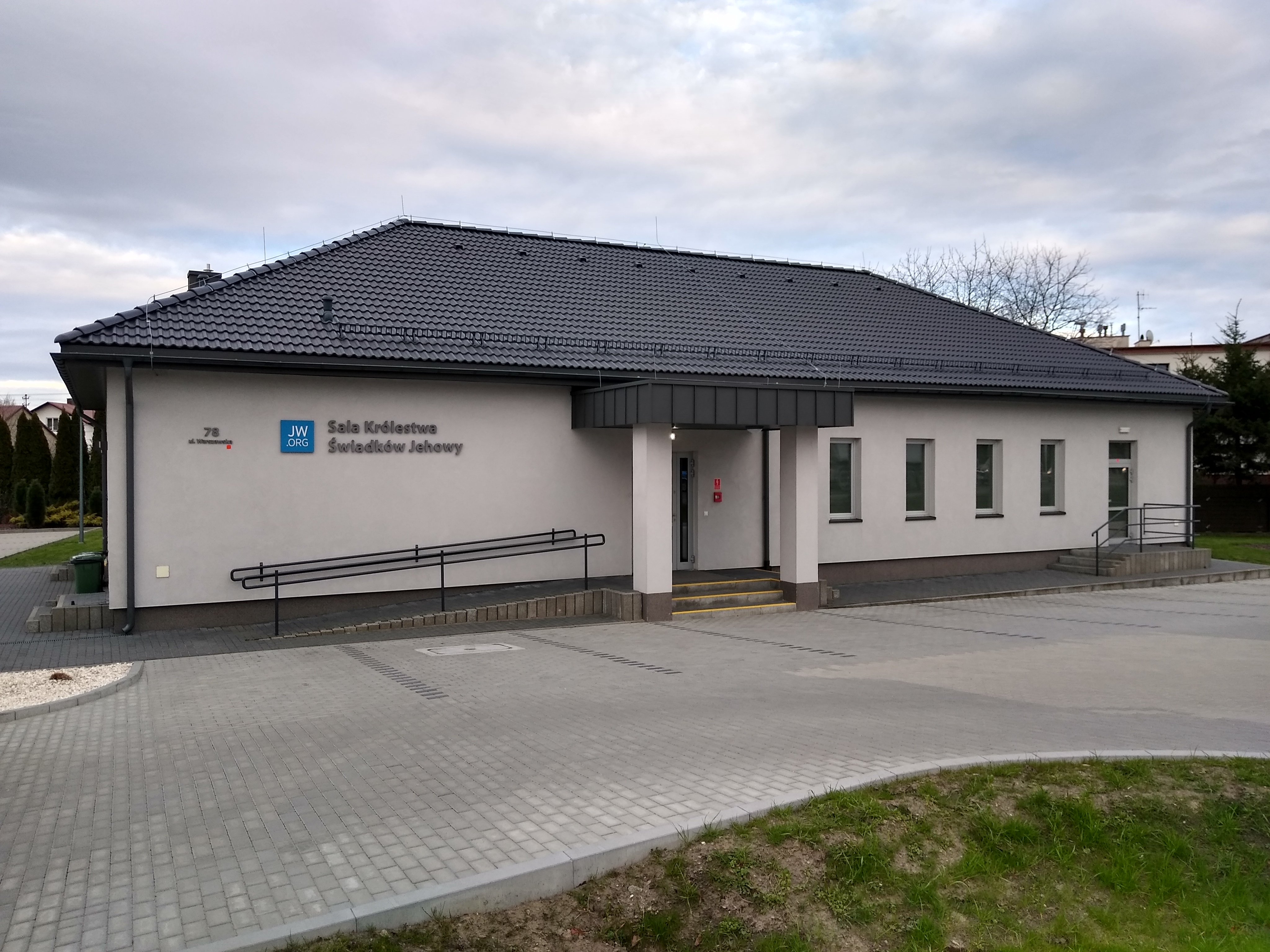
Sala Królestwa Świadków Jehowy przy ul. Warszawskiej

Większość rzeszowian należy do Kościoła rzymskokatolickiego. W mieście licznie reprezentowani są Świadkowie Jehowy należący do 5 zborów. Działa także parafia prawosławna Parafia Przeniesienia Relikwii św. Mikołaja w Rzeszowie i greckokatolicka (unicka), kilka zborów Kościołów protestanckich (m.in. Kościół Adwentystów Dnia Siódmego, Kościół Zielonoświątkowy, Kościół Chrześcijan Baptystów) oraz inne wspólnoty.
Od 1992 roku Rzeszów jest siedzibą władz diecezjalnych i biskupa, którym jest ks. bp Jan Wątroba. Diecezja rzeszowska bezpośrednio podlega metropolii przemyskiej.
Zapisy o wyznaniu chrześcijańskim sięgają czasów co najmniej średniowiecza, XIV w., kiedy król Kazimierz III Wielki w liście do papieża Urbana V wspomina o rzeszowskiej parafii św. Feliksa i św. Adaukta, czyli rzeszowskiej farze. Z biegiem czasu, po pożarach i przebudowach kościoła farnego, jego wezwanie zmieniono na św. Wojciecha i św. Stanisława. Na dawnym grodzisku (Staromieście) istniała prawdopodobnie w czasach lokacji miasta stara parafia, która ponownie funkcjonuje w kościele pod wezwaniem św. Józefa Oblubieńca Najświętszej Maryi Panny. Na terenie Rzeszowa znajduje się w sumie 30 kościołów rzymskokatolickich (w tym niektóre w budowie: św. Jadwigi czy św. Sebastiana Pelczara). W mieście działa również zgromadzeń zakonnych, najdłużej bernardyni (od 1610) i pijarzy (od 1658). Funkcjonuje także kaplica św. Andrzeja Boboli prowadzona przez Bractwo Kapłańskie Świętego Piusa X.
Do 1945 funkcjonowała unicka cerkiew w Zalesiu, przekształcona następnie w parafię rzymską.
Po 1989 społeczność prawosławna w Rzeszowie (ok. 100 osób), wynajmowała prywatne mieszkania lub biura, w których odbywały się nabożeństwa. Ostatecznie w 2007 wybudowano tymczasową drewnianą cerkiew przy ul. Cienistej i erygowano nową parafię (2009). We wrześniu 2010 rozpoczęto budowę murowanej świątyni projektu Andrzeja Wojtowicza, analogicznej do cerkwi w Gorlicach. Nowa rzeszowska cerkiew została konsekrowana 7 września 2013; trwają prace wykończeniowe we wnętrzu (dane cerkwi – poniżej).
Oprócz parafii rzymskokatolickich w Rzeszowie działają następujące Kościoły i związki wyznaniowe:
- Armia Zbawienia:
  - Korpus Rzeszów[190]
- Buddyjski Związek Diamentowej Drogi Linii Karma Kagyu:
  - ośrodek w Rzeszowie[191]
- Chrześcijańska Wspólnota Ewangeliczna:
  - placówka misyjna w Rzeszowie[192]
- Kościół Adwentystów Dnia Siódmego w RP:
  - zbór w Rzeszowie[193]
- Kościół Chrześcijan Baptystów w RP:
  - zbór w Rzeszowie[194]
- Kościół greckokatolicki:
  - parafia Zaśnięcia Najświętszej Bogurodzicy[195]
- Kościół Jezusa Chrystusa „Syjon” w Rzeszowie[196]
- Kościół Chrystusowy w RP:
  - Kościół Chrystusowy „Chrześcijański Kościół Odrodzenia CRC” w Rzeszowie[197]
- Kościół Chrześcijan Pełnej Ewangelii „Obóz Boży”:
  - Kościół „Wspólnota Apostolska”[198]
- Kościół Ewangelicko-Augsburski w RP:
  - nabożeństwa w Rzeszowie prowadzone są przez parafię ewangelicką Nowy Sącz-Stadło w rzymskokatolickiej kaplicy Ojców Dominikanów[199][200]
- Kościół Zielonoświątkowy:
  - zbór „Emaus”[201]
- Mesjańskie Zbory Boże (Dnia Siódmego):
  - punkt misyjny w Rzeszowie[202]
- Polski Autokefaliczny Kościół Prawosławny:
  - parafia Przeniesienia Relikwii św. Mikołaja[203]
- Szkoła Zen Kwan Um w Polsce:
  - Rzeszowska Grupa Zen[204]
- Świadkowie Jehowy:
  - 5 zborów – Baranówka, Południe (w tym grupa ukraińskojęzyczna), Północ (w tym grupa angielskojęzyczna), Wschód (w tym grupa języka migowego) i Zalesie.
  - 2 Sale Królestwa: ul. Sikorskiego 47A i ul. Warszawska 78[205][206][207][208].
- Świecki Ruch Misyjny „Epifania”:
  - zbór w Rzeszowie[209]
- Zbór Chrześcijański w Rzeszowie „Jezus Jest Panem”[210]
- Związek Buddyjski Bencien Karma Kamtsang:
  - Bencien Karma Kamtsang Rzeszów[211]

## Media

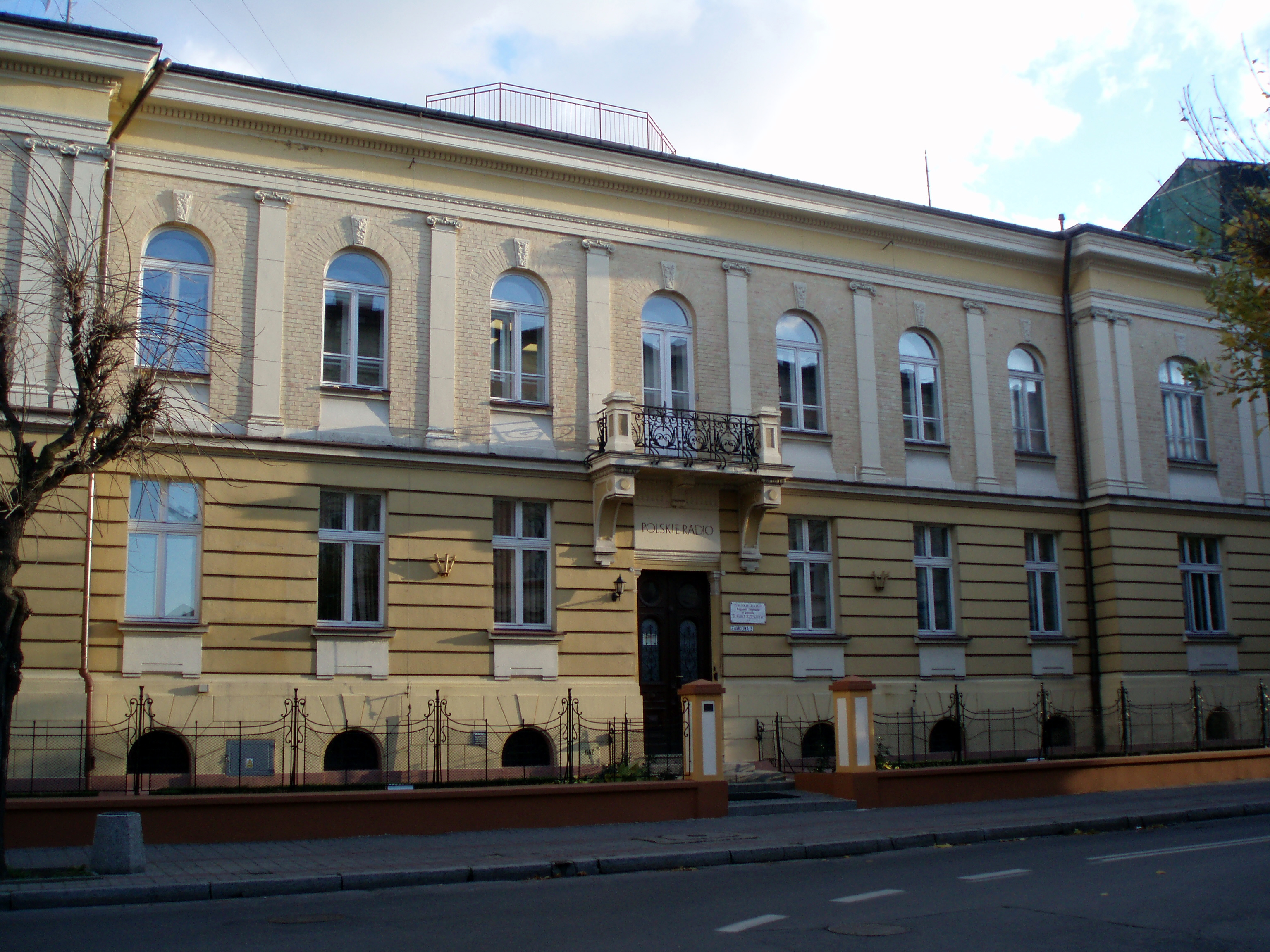
Pałacyk Burgallera – siedziba Polskiego Radia Rzeszów

W mieście lokalnymi stacjami radiowymi są:
- Radio Centrum (stacja radiowa Politechniki Rzeszowskiej)
- Polskie Radio Rzeszów S.A.
- Radio Via (Katolicka Rozgłośnia Radiowa – Rzeszów)
- radioeter.fm (stacja radiowa Wyższej Szkoły Informatyki i Zarządzania w Rzeszowie)
- Studenckie radio „Feniks fm” (stacja radiowa Uniwersytetu Rzeszowskiego)
- Radio Złote Przeboje – jako w sieci lokalnej – w Rzeszowie
- Radio Eska – nadaje w Rzeszowie – jako w sieci lokalnej – w Rzeszowie
- Radio TOK FM Rzeszów

Telewizje z siedzibą w mieście:
- TVP3 Rzeszów
- Telewizja Kablowa Vectra – TV Dami
- Telewizja Miejska w Rzeszowie
- Telewizja Podkarpacka Rzeszów
- Rzeszów Na Żywo.pl

W Rzeszowie drogą naziemną odebrać można 6 różnych stacji telewizyjnych (wszystkie z RTON Baranówka – nadajnik Rzeszów – osiedle Baranówka)
Lista lokalnych pozycji prasowych wydawanych w Rzeszowie:
- Gazeta Codzienna Nowiny
- Rzeszów News – Portal Informacyjny
- „Gazeta Wyborcza” – Gazeta w Rzeszowie
- „Super Nowości”
- „Dziennik Polski” – Dziennik Podkarpacki
- „Podkarpacka Historia”
- „Z dawnego Rzeszowa”
- „Magazyn Rzeszów”
- „Echo Rzeszowa”
- „Rzeszowska Gazeta Studencka”
- „Nasz Dom Rzeszów”
- „Day&Night Rzeszów”
- „Teraz Rzeszów”
- „Extra Podkarpacie”
- „Podkarpacki Przegląd Samorządowy”
- „Rocznik Wschodni”

Media internetowe:
- Nowiny24.pl
- Halorzeszow.pl
- Czytaj Rzeszów
- Portal Rzeszowski
- Rzeszow-Info.pl
- Rzeszowski Portal Informacyjny
- Podkarpacka Historia
- Podkarpacki Serwis Gospodarczy Centrum Promocji Biznesu
- Serwis Informacyjny Województwa
- Rzeszowski Serwis Informacyjny
- Rzeszowski Serwis Imprezowy
- Rzeszowska Gazeta Studencka
- Informacje z Rzeszowa i regionu
- Podkarpacki Portal Gospodarczy
- Gazeta Codzienna „Supernowości”
- E-Rzeszów.pl – Rzeszowski Portal Ogłoszeniowy i Informacyjny

## Sport

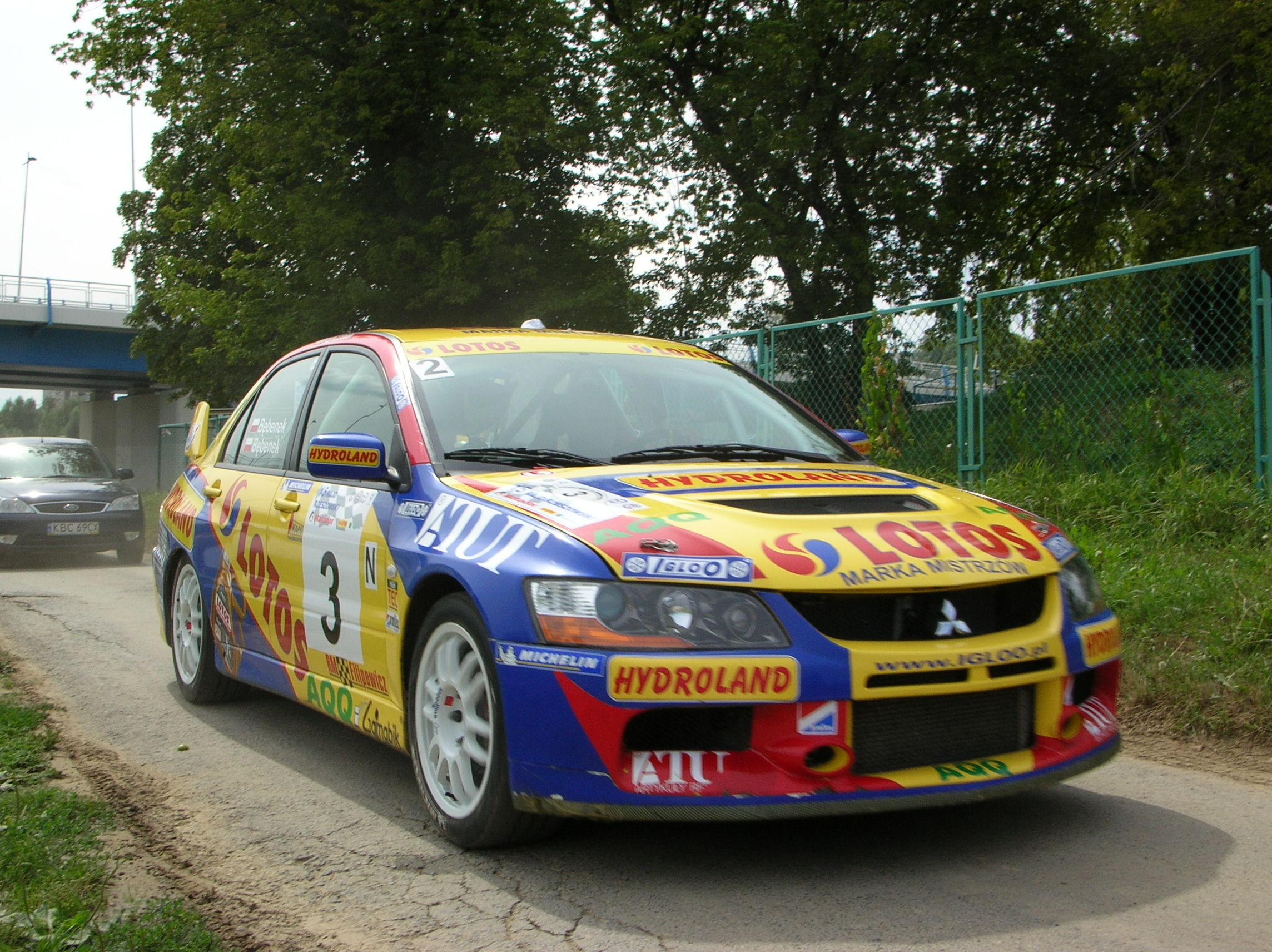
Michał Bębenek na trasie 15. Rajdu Rzeszowskiego

Rzeszowskie tradycje sportowe sięgają 1886 roku, kiedy w mieście założono Towarzystwo Gimnastyczne „Sokół” – pierwsze stowarzyszanie sportowe miasta Rzeszowa. Decyzja o zatwierdzeniu działalności Towarzystwa została wydana została 4 września 1886 r. Pomocną w pozyskiwaniu zwolenników idei sokolej okazała się lokalna prasa. W „Tygodniku Rzeszowskim” z października 1886 r. napisano: „Towarzystwo Gimnastyczne «Sokół» w Rzeszowie już potwierdziło statut przez namiestnictwo. Spodziewać się należy, że «Sokół» wierny tradycji wzniesie się rychło ponad miastem i wzbudzi do życia naszą ospałą kawalerię”. W tym samym czasie „Kurier Rzeszowski” zamieścił następującą informację: „Towarzystwo Gimnastyczne «Sokół», którego statut został już zatwierdzony ma się wkrótce ukonstytuować. Tymczasowy komitet członków założycieli (...) zaprasza publiczność do licznego wpisywania się do Towarzystwa”. W dalszej części zamieszczono najważniejsze punkty statutu, które wyjaśniały cele i środki działania towarzystwa oraz wysokość składek wymaganych od jego członków. Członkiem założycielem mógł zostać każdy, kto wpłacił do kasy towarzystwa na początek co najmniej 10 złotych reńskich (dalej: złr). W lokalnej prasie pojawiały się jednak informacje, świadczące o rozczarowaniu efektami tworzenia w Rzeszowie towarzystwa gimnastycznego. W innym październikowym numerze „Tygodnika Rzeszowskiego” napisano: „Do Towarzystwa Gimnastycznego «Sokół» zapisało się do tej pory 27 osób. Liczba ta nie jest imponująca. W dodatku nie jest to młodzież tylko ludzie starsi”.
Budynek Towarzystwa Gimnastycznego „Sokół” w Rzeszowie – Sokolnia – został wybudowany specjalnie na potrzeby Towarzystwa przy ul. Sokoła, w którym obecnie mieści się Teatr im. Wandy Siemaszkowej. W 1905 roku powstał tam nieformalny klub sportowy Resoviacy, który w cztery lata później doczekał się oficjalnej rejestracji jako Resovia. Jeszcze w czasie trwania II wojny światowej w Rzeszowie powstała przyzakładowa drużyna Stali Rzeszów. W 1951 roku ruszyła budowa Stadionu Miejskiego przy ul. Hetmańskiej. W latach powojennych rozwinęły się także sporty motorowe takie jak wyścigi samochodowe (w roku 1946 zostaje założony Automobilklub Rzeszowski) oraz żużel (sekcja żużlowa Stali Rzeszów została powołana w 1948 roku).
Rozwijają się szkoły sztuk walki, przede wszystkim taekwondo, kung fu i karate. Działają 2 akademickie kluby sportowe (przy Politechnice Rzeszowskiej i Uniwersytecie Rzeszowskim). W Rzeszowie są organizowane mecze i zawody sportowe z uwagi na obecność jednej z największych hal widowiskowo-sportowych w Polsce, Hali Podpromie. W mieście organizowane są też Międzynarodowy Maraton Rzeszowski i Rajd Rzeszowski.

### Żużel
- złoty medal Drużynowych Mistrzostw Polski – Stal Rzeszów (1960)
- złoty medal Drużynowych Mistrzostw Polski – Stal Rzeszów (1961)
- srebrny medal Drużynowych Mistrzostw Polski – Stal Rzeszów (1962)
- srebrny medal Drużynowych Mistrzostw Polski – Stal Rzeszów (1963)
- brązowy medal Drużynowych Mistrzostw Polski – Stal Rzeszów (1966)
- brązowy medal Drużynowych Mistrzostw Polski – Van Pur Rzeszów (1998)

W sezonie 2015 „PGE Stal Rzeszów” startowała w Ekstralidze. Na kolejny sezon 2016 „Stal Rzeszów” zakwalifikowała się do Ekstraklasy, nie wystartowała z powodu kłopotów finansowych. Pomimo zobowiązań zespół otrzymał licencję do startów w I lidze w roku 2016. W roku 2018 „Stal Rzeszów” nie otrzymała licencji na starty w lidze żużlowej na rok 2019 ze względu na spore problemy finansowe. W 2019 roku powołano Rzeszowskie Towarzystwo Żużlowe startujące obecnie w II lidze.

### Piłka nożna
- sekcja piłkarska Resovii (w roku 2020 awansowała do Fortuna 1 liga)[217].
- sekcja piłkarska Stali Rzeszów (puchar Polski w roku 1975)
- Zimowit Rzeszów – klub założony w 1931 roku – piłka nożna,
- Korona Rzeszów – piłka nożna, klub założony w 1946 roku
- Grunwald Rzeszów – piłka nożna
- Junak Rzeszów – piłka nożna
- Spójnia (Sokół) Rzeszów – piłka nożna
- KS Elektrociepłownia Rzeszów
- Staroniwa Rzeszów – piłka nożna klub założony w roku 1948 (reaktywowany w 2010 roku)
- Biała Rzeszów – piłka nożna
- KS Przybyszówka Rzeszów – piłka nożna – klub założony w 1947 roku
- Tytan Rzeszów – piłka nożna – klub założony w 2012 roku
- Szarotka Rzeszów – orlik – klub Daniela Moskala założony w 2008 roku
- Projektant Rzeszów – osiedlowy klub piłkarski działający na os. Franciszka Kotuli
- Rzeszowski Klub Sportowy RKS Rzeszów – piłka nożna

### Piłka siatkowa
Sekcję piłki siatkowej założono w 1937 roku przy Resovii. Klub gra pod nazwą Asseco Resovia.
7-krotny mistrz Polski i wicemistrz, zdobywca Pucharu Polski w Polskiej Lidze Siatkówki. Największą areną siatkarskich zmagań w Rzeszowie jest Hala Podpromie.
Pięciu zawodników Asseco Resovii zdobyło złote medale, zwyciężając w ramach reprezentacji Polski w Mistrzostwach Świata w roku 2014. Asseco Resovia należy do czołówki drużyn piłki siatkowej i był ostatnio Mistrzem Polski w sezonach: 2011/12, 2012/13, 2014/15.
W sezonie 2015/16 zespół został wicemistrzem Polski, a w sezonie 2016/17 uplasował się na 4. miejscu
W roku 2015 Asseco Resovia zdobyła srebrny medal Ligi Mistrzów podczas Final Four Ligi Mistrzów w Berlinie, powtarzając wynik z 1973 roku. W roku 2016 Asseco Resovia została organizatorem Turnieju Finałowego Final Four Ligi Mistrzów.
Sekcję siatkówki zarówno kobiet, jak i mężczyzn (III liga) prowadzi rzeszowski AZS. W roku 2015 zawodnicy AKS Resovia zdobyli złote medale Mistrzostw Europy. Również w 2015 roku AKS V LO Asseco Resovia zdobyła tytuł Mistrza Polski Kadetów.
W sierpniu 2015 trzej zawodnicy „AKS Resovia” zdobyli wspólnie z kolegami Mistrzostwo Świata w kategorii kadetów.
Obok Asseco Resovii w mieście istnieje również kobiecy klub siatkarski KS DevelopRes Rzeszów, założony 25 kwietnia 2012 roku. Występuje on w Orlenlidze, gdzie w sezonach 2016/17 i 2018/19 zdobył brązowy medal, a w sezonach 2020 – 2021 medal srebrny. Od sezonu 2013/2014 posiada również zespół juniorek.

### Koszykówka
Rzeszowską koszykówkę na polskiej scenie sportowej reprezentowała męska sekcja koszykarska KKS Resovii (potocznie zwani Bieszczadzkimi Wilkami) oraz żeńska AZS Rzeszów. W sezonie 2007/2008 klub występował pod nazwą Millennium Resovia. Do największych sukcesów drużyny należą mistrzostwo Polski z 1975 roku i trzy wicemistrzostwa kraju – 1974, 1976 i 1979. Sekcja koszykarek AZS Rzeszów dwukrotnie występowała w najwyższej klasie rozgrywkowej w sezonach 1995/96 oraz 2012/13. Macierzystą halą sportową jest 750-miejscowa hala Rzeszowskiego Ośrodka Sportu i Rekreacji (ROSiR) przy ul. Pułaskiego.

### Łucznictwo
W 1955 roku w Helsinkach, Katarzyna Wiśniowska, łuczniczka Budowlanych-Resovii, nauczycielka w Szkole Podstawowej nr 1 w Rzeszowie, podopieczna trenera Antoniego Gromskiego, zdobyła tytuł mistrzyni świata.
W dniach od 4 do 8 marca 2009 roku Rzeszów był gospodarzem Halowych Łuczniczych Mistrzostw Świata. Impreza rozgrywana była w Hali na Podpromiu..

### Speedball
Rzeszowski speedball reprezentowany jest na arenie ogólnopolskiej, przez drużynę „Intoxicated” Rzeszów oraz Pogoń Bydło Paintball Team Rzeszów. 24 czerwca 2007, drużyna Intoxicated zadebiutowała w Polskiej Paintballowej Lidze Hopperball zajmując wysoką 7 pozycję. Największe sukcesy drużyny to zajęcie 4. miejsca na turnieju ligi PPLH, oraz 7. miejsce w Poznaniu, podczas targów Poznań Game Arena. W 2009 zadebiutowała w turniejach również drużyna Pogoń Bydło Rzeszów. Po rozegranych pięciu turniejach (z 16 możliwych do rozegrania) w lidze PLP3 div.2 zajęła 32 pozycję z 98 występujących zespołów.

### Skoki do wody
Początki działalności sekcji skoków do wody pod szyldem klubu ZKS Stal Rzeszów datują się na 1985. W tym roku rzeszowscy skoczkowie, wyłonieni z sekcji akrobatyki sportowej, po krótkim okresie przygotowań pod okiem trenera Ryszarda Wojtaszewskiego, po raz pierwszy skonfrontowali swoje umiejętności z zawodnikami innych klubów w ramach XII Ogólnopolskiej Spartakiady Młodzieży. W 1990 do Ośrodka Szkolenia Olimpijskiego w Rzeszowie, przeniósł się z „Żaka” Częstochowa znany w Polsce trener pochodzenia ormiańskiego – Serż Koczarian. Pod jego trenerskim okiem wychowało się wielu zawodników.

### Futbol amerykański
W 2009 roku powstała pierwsza drużyna futbolu na Podkarpaciu Ravens Rzeszów. W 2011 zespół wystartował w lidze ósemek (PLFA8). Rok później drużyna zostaje zgłoszona do PLFA II. Na przełomie roku 2013/2014 Ravens Rzeszów zawiesiło swoją działalność.
Pod koniec roku 2014 została założona nowa drużyna Rzeszów Rockets. Jej założycielami byli zawodnicy grający wcześniej w pierwszej rzeszowskiej drużynie, czyli Ravens Rzeszów. Rakiety po serii udanych rekrutacji przystąpiły w 2015 roku do rozgrywek Polskiej Ligi Futbolu Amerykańskiego 8-osobowego.
Sezon rozegrany w PLFA-8 okazał się wielkim sukcesem tak sportowym, jak i organizacyjnym. Rockets rozgrywki grupowe zakończyli na pierwszym miejscu, a w rozgrywkach pucharowych dotarli do finałów. Finały rozegrane w połowie października 2015 roku w Gorzowie Wlkp. zakończyli zdobyciem brązowego medalu Mistrzostw Polski w formule 8-osobowej.

### Rugby
Klub AZS UR Rugby powstały w 2010 zrzesza zawodników z Rzeszowa, Polski, jak i zagranicy. Drużyna posiada reprezentację w olimpijskiej, siedmioosobowej odmianie rugby oraz pełnym, piętnastoosobowym wariancie gry. Celem klubu jest promocja dyscypliny i szkolenie przyszłych zawodników z myślą o występach na igrzyskach olimpijskich od 2016. Start w rozgrywkach ligowych planowany jest na sezon 2011/2012.

### Futsal
Rzeszowski klub „Heiro” powstał w 2004, chociaż oficjalna data założenia klubu to 2007. Jest to pierwszy klub futsalu na Podkarpaciu, który występuje w 1 Polskiej Lidze Futsalu. Heiro jest organizatorem największego w Polsce, międzynarodowego turnieju futsalu Heiro Futsal Cup. Największym osiągnięciem Heiro jest wicemistrzostwo I ligi futsalu.

### Zapasy
Styczeń 2015 roku – zdobycie przez zawodnika „Stali Rzeszów” Kamila Kościółka brązowego medalu Mistrzostw Świata Juniorów w zapasach w stylu wolnym. Wcześniej, bo w 2014 roku – został on Mistrzem Polski Juniorów.

### Obiekty sportowe
- Hale sportowe
  - Hala Podpromie – ul. Podpromie

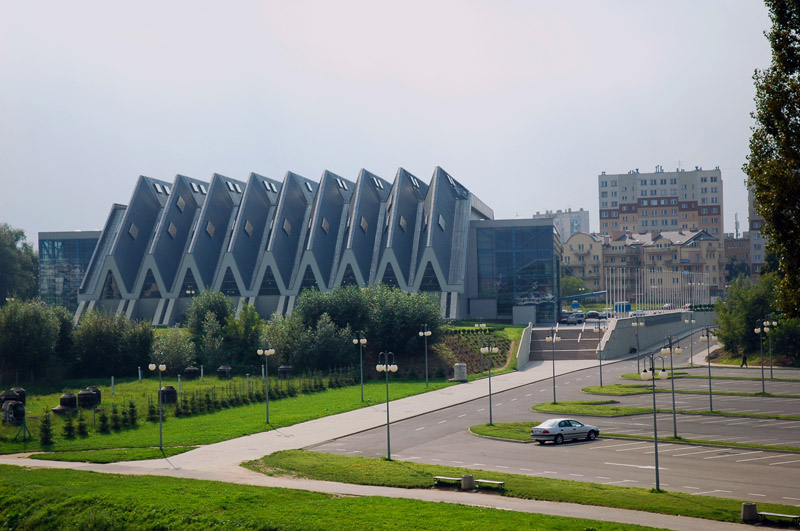
Hala Podpromie

  - Hala Rzeszowskiego Ośrodka Sportu i Rekreacji – ul. Pułaskiego
  - Hala Uniwersytetu Rzeszowskiego
  - Hala Walter – ul. Langiewicza
  - Hala Miłocin – ul. Miłocińska
  - Hala IV Liceum Ogólnokształcącego – ul. Dąbrowskiego
  - Hala ZSE Rzeszów – ul. Hetmańska 120
  - Hala przy Zespole Szkół Ogólnokształcących nr 2, ul. Hetmańska 38
- Pływalnie kryte
  - Basen „Karpik” – osiedle Krakowska – Południe
  - Basen „Muszelka” – osiedle Baranówka
  - Basen „Delfin” – osiedle Nowe Miasto
  - Baseny ROSIR – ul. Pułaskiego (po generalnym remoncie)
  - Basen WSK-PZL – ul. Matuszczaka (obecnie gruntownie remontowany)
- Pływalnie odkryte
  - Kompleks basenów ROSIR – ul. Pułaskiego (po generalnym remoncie[220])
- Kąpieliska
  - Kąpielisko „Żwirownia” – ul. Kwiatkowskiego
- Stadiony
  - Stadion (Resovii) – ul. Wyspiańskiego (na bazie stadionu planowane jest powstanie Podkarpackiego Centrum Lekkoatletycznego, wpisanego do Planu Wieloletniego Ministerstwa Sportu i Turystyki)
  - Stadion Miejski (Stali Rzeszów) – ul. Hetmańska 69 (obecnie w modernizacji – do wymogów I ligi piłkarskiej[221])
  - Stadion „Podhalańczyk” – ul. Langiewicza
- Lodowiska
  - Lodowisko Millenium Hall – Al. Kopisto
  - 2018/19 – budowa nowego krytego lodowiska (zarezerwowane srodki na jego projekt[222])
- Korty tenisowe
  - Korty ROSiR – ul. Wyspiańskiego (zadaszone)
  - Rzeszowskie Towarzystwo Tenisowe – ul. Niedzielskiego
  - Klub Sportowy „Czarni” – ul. Szopena
  - TenisPlay – ul. ks. Jałowego
  - Rodzinne Korty Tenisowe – ul. Kwiatkowskiego
- Tory Kartingowe
  - Reskart – ul. Hoffmanowej 19
  - ICF Karting – ul. Reja 12
  - Top-Karts – ul. Rejtana 65

## Turystyka i rekreacja

### Podziemna trasa turystyczna
Przebieg trasy: wejście (na Rynku pod sceną od strony ul. Słowackiego), piwnice bławatników, komora łukowa, korytarz herbowy, gruba Kochanowicza, przesmyk, piwnica Rzeszowskich, trakt Lubomirskich, piwnica Ligęzy, lochy tatarskie, piwnica zajezdna, piwnica ratuszowa, piwnica rycerska, piwnica miodowa, droga kupców, piwnica Strzeleckiego, piwnica rzemieślników, piwnica Andrizonowej, korytarz Nawrockich, wyjście (od strony ul. Baldachówka, niedaleko wejścia do Muzeum Historii miasta Rzeszowa).
- Głębokość: 0,5 – 10 m pod płytą Rynku i kamienicami na trzech kondygnacjach.
- Długość: 369 m
- Liczba pomieszczeń: 15 korytarzy, 25 piwnic z XIV – XVIII w.

### Szlaki turystyczne
| Szlaki rzeszowskiego oddziału PTTK | Szlaki rzeszowskiego oddziału PTTK | Szlaki rzeszowskiego oddziału PTTK |
| ---------------------------------- | ---------------------------------- | --- |
| „Dookoła Rzeszowa”                 | 120,5 km                           | Cały szlak podzielony jest na 5 tras: - Trasa I: Wilkowyja – Słocina – Matysówka – Tyczyn - Trasa II: Tyczyn – Hermanowa – Budziwój – Zarzecze – Mogielnica - Trasa III: Mogielnica – Niechobrz – Zgłobień – Błędowa Zgłobieńska – Dąbrowa - Trasa IV: Dąbrowa – Bratkowice – Budy Głogowskie – Głogów Małopolski - Trasa V: Głogów Małopolski – Wysoka Głogowska – Stobierna – Nowa Wieś – Załęże – Wilkowyja Jest stosunkowo łatwy, prowadząc zarówno drogami asfaltowymi (w niewielkiej części), jak i bocznymi, mało uczęszczanymi dróżkami. Na jego trasie znajduje się zabytki architektury (Słocina, Malawa), tarasy widokowe (Malawa) oraz fragmenty lasów (Słocina). Z każdego początkowego i końcowego punktu poszczególnych tras można swobodnie dojechać do Rzeszowa. |
| Śladami gen. W. Sikorskiego        | 100 km                             | Szlak podzielony jest na 2 części, w taki sposób, aby ominąć Rzeszów, aby istniejące szlaki nie dublowały się: - Trasa I: Tuszów Narodowy – Niwiska – Kolbuszowa – Przewrotne – bór koło Głogowa Młp. - Trasa II: Borówki – Nowa Wieś – Hyżne – Błażowa – Kąkolówka – Wilcze |
| Śladami płk L. Lisa-Kuli           | 39 km                              | Kosina – Markowa – Husów – Albigowa – Cierpisz – Malawa – Słocina – rzeszowski Rynek Trasa została opracowana w 2002 na prośbę Podkarpackiego Związku Piłsudczyków. |
| Szlak nizinny                      | 42 km                              | Rzeszów – Łańcut – Czarna – Brzóza Stadnicka – Wola Zarczycka – Nowa Sarzyna Szlak jest nizinny, stosunkowo łatwy do przejścia i niedługi. Rozpoczyna się w rzeszowskim rynku, następnie wzdłuż DK nr 4 do Łańcuta, gdzie można podziwiać pałac wraz z założeniem parkowym i storczykarnią oraz synagogę z unikalnymi zachowanymi polichromiami. W dalszej kolejności kieruje się na północ wzdłuż starorzecza Wisłoka. Wzdłuż trasy znajdują się obszary chronione takie jak Wydrze i Kołacznia, a także pałac myśliwski Potockich w Julinie. |

- Matysówka – Maria Magdalena – Borówki – Matysówka
- Rzeszów (Zalesie) – Matysówka Łany – 2 km
- Bór koło Rzeszowa – Przewrotne – Kolbuszowa – Niwiska – Przyłęk – Tuszów Narodowy – 65 km/18 godz.
- Rzeszów Rynek – Słocina – Cierpisz – Albigowa – Łańcut – Brzóza Stadnicka – Julin – Wola Żarczycka – Nowa Sarzyna – 77 km
- Rzeszów – Słocina – Magdalenka (391 m) – Cierpisz – Łańcut – 26 km

## Współpraca międzynarodowa

### Miasta partnerskie
Głównym celem partnerstwa miast jest współpraca w sferach: ekonomicznej, oświatowej, kulturalnej, sportowej, społecznej, jak również wymiany doświadczeń.
Obecnie Rzeszów posiada 18 miast partnerskich:
| Miasto          | Kraj              | Data podpisania umowy |
| --------------- | ----------------- | --------------------- |
| Klagenfurt      | Austria           | 4 lutego 1975         |
| Buffalo         | Stany Zjednoczone | 2 czerwca 1975        |
| Bielefeld       | Niemcy            | 17 października 1991  |
| Koszyce         | Słowacja          | 23 listopada 1991     |
| Lwów            | Ukraina           | 4 kwietnia 1992       |
| Nyíregyháza     | Węgry             | 20 sierpnia 1996      |
| Iwano-Frankiwsk | Ukraina           | 19 września 2000      |
| Łuck            | Ukraina           | 20 listopada 2001     |
| Lamia           | Grecja            | 8 lutego 2005         |
| Satu Mare       | Rumunia           | 12 grudnia 2007       |
| Fangchenggang   | Chiny             | 28 października 2011  |
| Gainesville     | Stany Zjednoczone | 21 lutego 2013        |
| Split           | Chorwacja         | 15 maja 2018          |
| Truskawiec      | Ukraina           | 11 grudnia 2019       |
| Rushmoor        | Wielka Brytania   | 11 grudnia 2019       |
| Czernihów       | Ukraina           | 20 czerwca 2022       |
| Konotop         | Ukraina           | 23 maja 2023          |
| Sacheon         | Korea Południowa  | 16 czerwca 2023       |
| Jeonju          | Korea Południowa  | 10 czerwca 2025       |

## Sąsiednie gminy
Boguchwała, Chmielnik, Głogów Małopolski, Krasne, Lubenia, Świlcza, Trzebownisko, Tyczyn